# JR西日本207系電車
JR西日本207系電車（JRにしにほん207けいでんしゃ）は、1991年（平成3年）に登場した西日本旅客鉄道（JR西日本）の直流通勤形電車である。

## 概要
片町線と福知山線を連絡する地下線の片福連絡線（現：JR東西線）に対応する通勤形車両として開発され、JR東西線に乗り入れる各線での共通運用、および老朽化した103系の置き換えを目的として製造された。
221系近郊型電車の設計コンセプト「明るく静かで快適な車両」を継承し、内外装のグレードアップを図っている。当初から半自動ドア機能や耐雪ブレーキを備えた寒冷地仕様となっており、JR西日本アーバンネットワークの直流電化区域全域での運用を可能としている。
製造は川崎重工業（現：川崎車両）・近畿車輛・日立製作所が担当し、一部は自社の後藤総合車両所・鷹取工場で製造され、12年にわたって484両が増備された。

## 構造
本節では原則登場当時の仕様を記述する。

### 車体

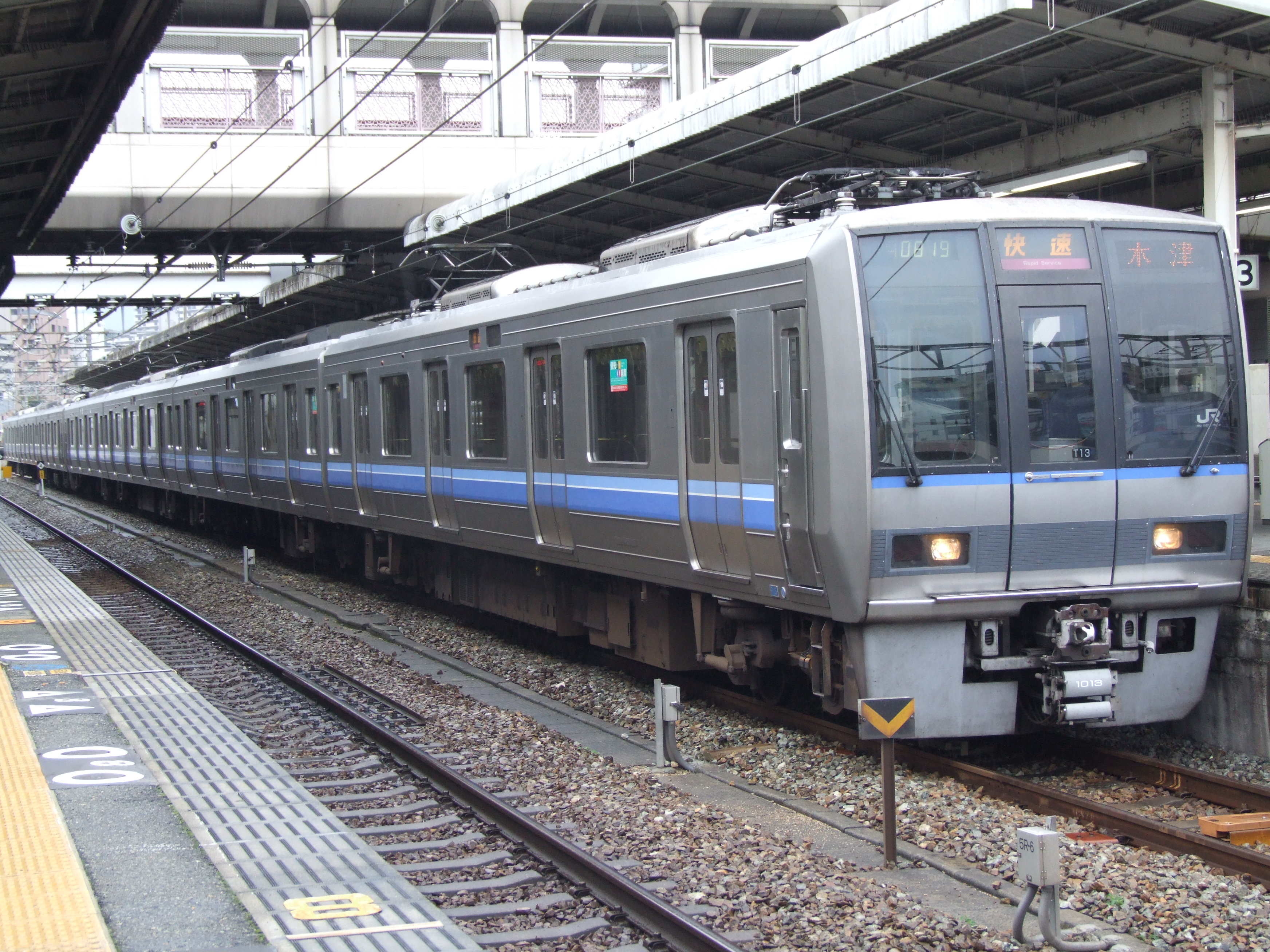
207系1000番台旧帯

20 m 級片側4扉車体を有し、オールステンレス構体で構成されている。前頭部の前面は普通鋼製、側面および屋根面は FRP 製となっている。本系列では、車内空間にゆとりを持たせるため、国鉄・JRの通勤形電車で初めて近郊形電車と同様の車体幅2,950 mm のワイドボディが採用された（在来車は2,800 mm）。
前面は中央に非常用貫通扉が設けられた半円筒形状で、中央が膨らんでおり、横から見ると扇型に見える形状で、事故時の衝撃吸収の役割を持たせて厚めに造られている。前照灯は角型シールドビームで、尾灯とあわせて前面下部の左右に並べて配置されている。なお、国鉄・JRの通勤型車両では初めて前面に新造時からスカートが装備された。スカートは2004年（平成16年）までに全車強化型に換装されている。
カラーデザインは、JR西日本のコーポレートカラーと琵琶湖線・JR京都線・JR神戸線のラインカラーを表す濃淡ブルーと白を組み合わせた3色帯とし、側面窓下に配した。濃いブルーの帯は前面窓下にも配している。
妻面には、妻壁外面に設置された消火器を車内に取り込む経路として、また非常時の換気用の開口面積を確保する目的で大型の一枚下降窓が備わっており、車両連結部の貫通路が妻面中央からオフセットして設置されている（後述）。また、妻面壁の上部には通気孔が設けられている。
転落防止幌は2002年（平成14年）の2000番台の1次製造分から装備されており、2006年（平成18年）より1000番台のS18編成を除いた全編成に設置された。2003年（平成15年）の2000番台2次製造分から緊急列車停止装置（EB装置）を装備するようになり、2003年（平成15年）より非装備車への追加設置が始まった。
種別・行先表示器は221系と同様に種別を幕式、行先をLED式とした。

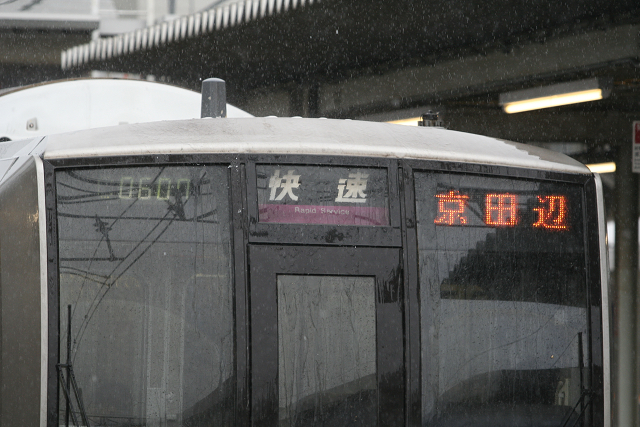
正面の種別幕と行先表示器
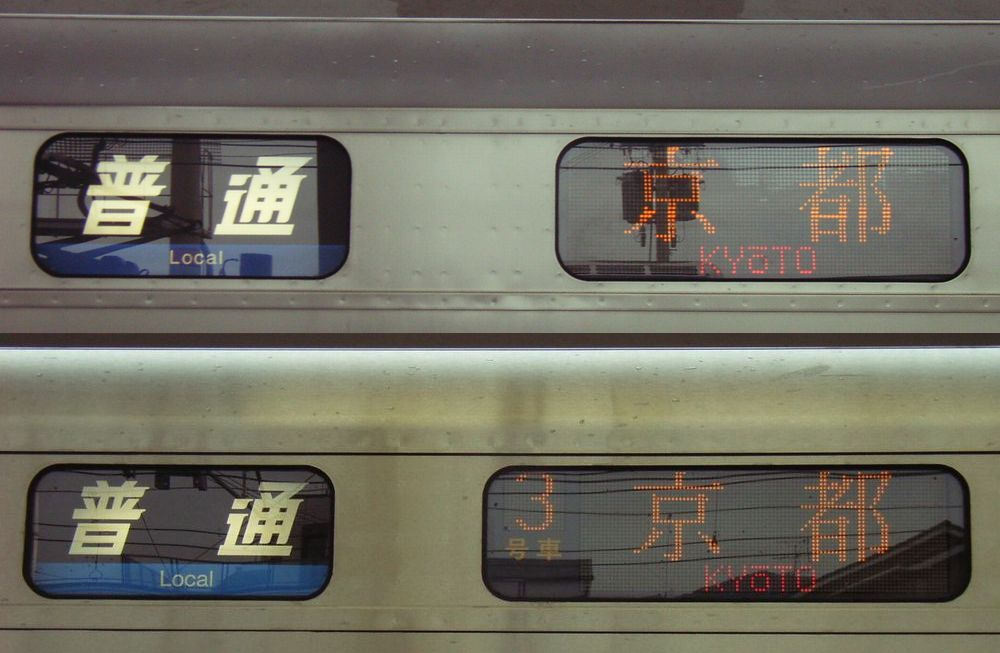
種別幕と行先表示器の比較 （上が207系、下が321系）

### 車内
車内照明は221系を踏襲したグローブ付き蛍光灯としている。座席は従来より座面高さ、奥行き、クッションの最適化を図り、座り心地改善が図られている。腰掛表地は従来のナイロンモケット地を使用し風合いと耐久性に配慮している。登場当初の座席は青色のモケットを採用していたが、2010年（平成22年）以降緑色の座席へと交換が順次進められた。
座席端部の袖仕切りは、ひじ掛けを兼ねたパネルにパイプを組み合わせたもので、ドア付近の乗客がパイプ部分を握ることもできるようになっている。一部編成には、定員着席促進のためバケットシートが試験導入されていた。また、1993年（平成5年）3月以降に製造された車両の座席は片持ち式に変更されている。
側扉（乗降ドア）の室内側は化粧板仕上げとしている。側扉には車内温度維持のため半自動ドアスイッチを設けている。半自動ドアスイッチの車外側については閉スイッチを省略し、開スイッチのみとしている。
側窓は空調効率向上や防音、冬季の結露防止のため複層ガラスの固定窓が採用された。車端部は下降窓となっているが、前述のとおり換気量確保のために妻面窓を大型化のうえ開閉可能としたため、妻面の貫通扉がオフセットしている。
またバリアフリーへの対応として、ドア付近へのつり革設置およびJR西日本の車両では初のドアチャイムが設置された。また、ドア上部にLED 式の車内案内表示装置が千鳥配置で1両あたり計4か所設置されている。行先や停車駅などの案内のほか、広告媒体としても使用される。
車椅子スペースは、2000番台のみクハ206形の車端部に新製当時より設置されている。0・1000番台については体質改善工事施工時に編成の両先頭車に新設された。なお、2009年（平成21年）度内までにつり革の増設が行われ、枕木方向にも設置されている。

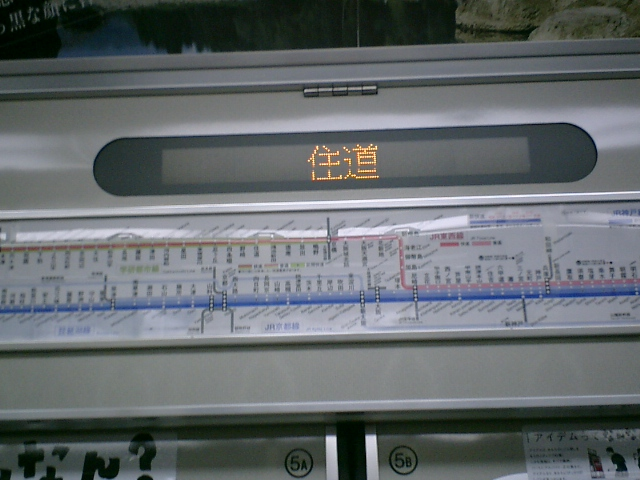
車内旅客案内装置
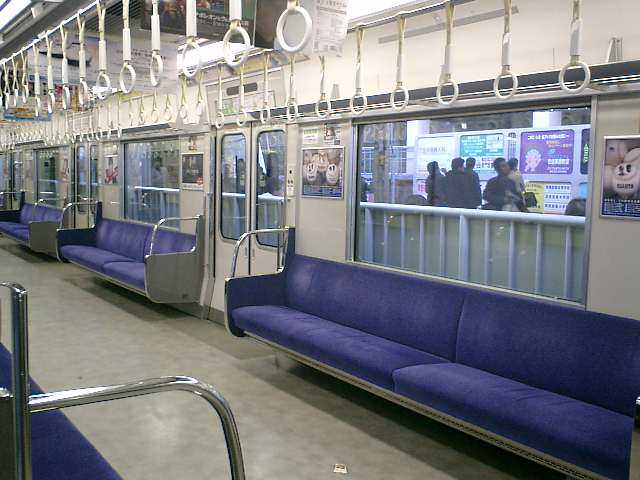
運転開始当初の青色の座席
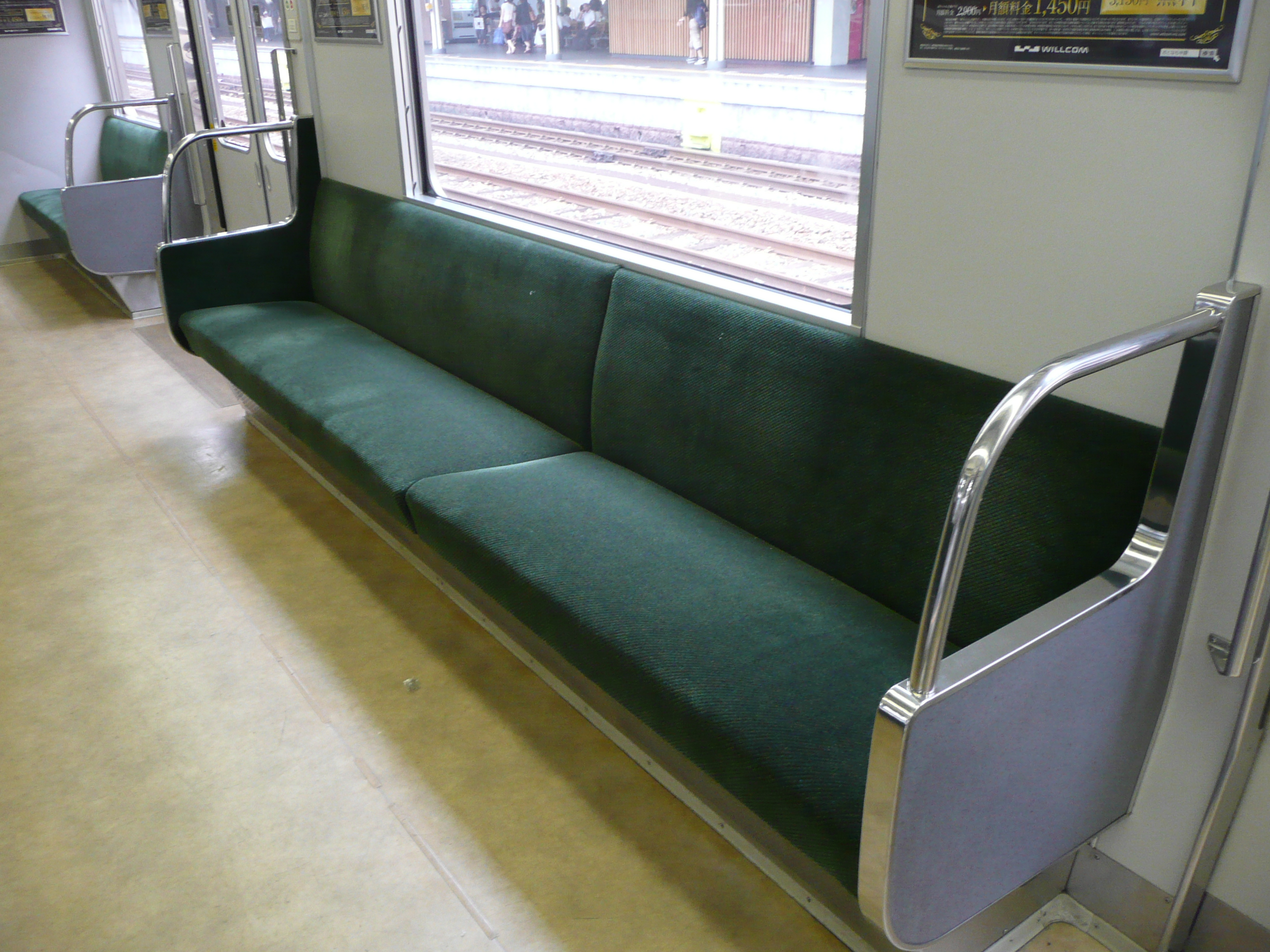
緑色に変更した座席
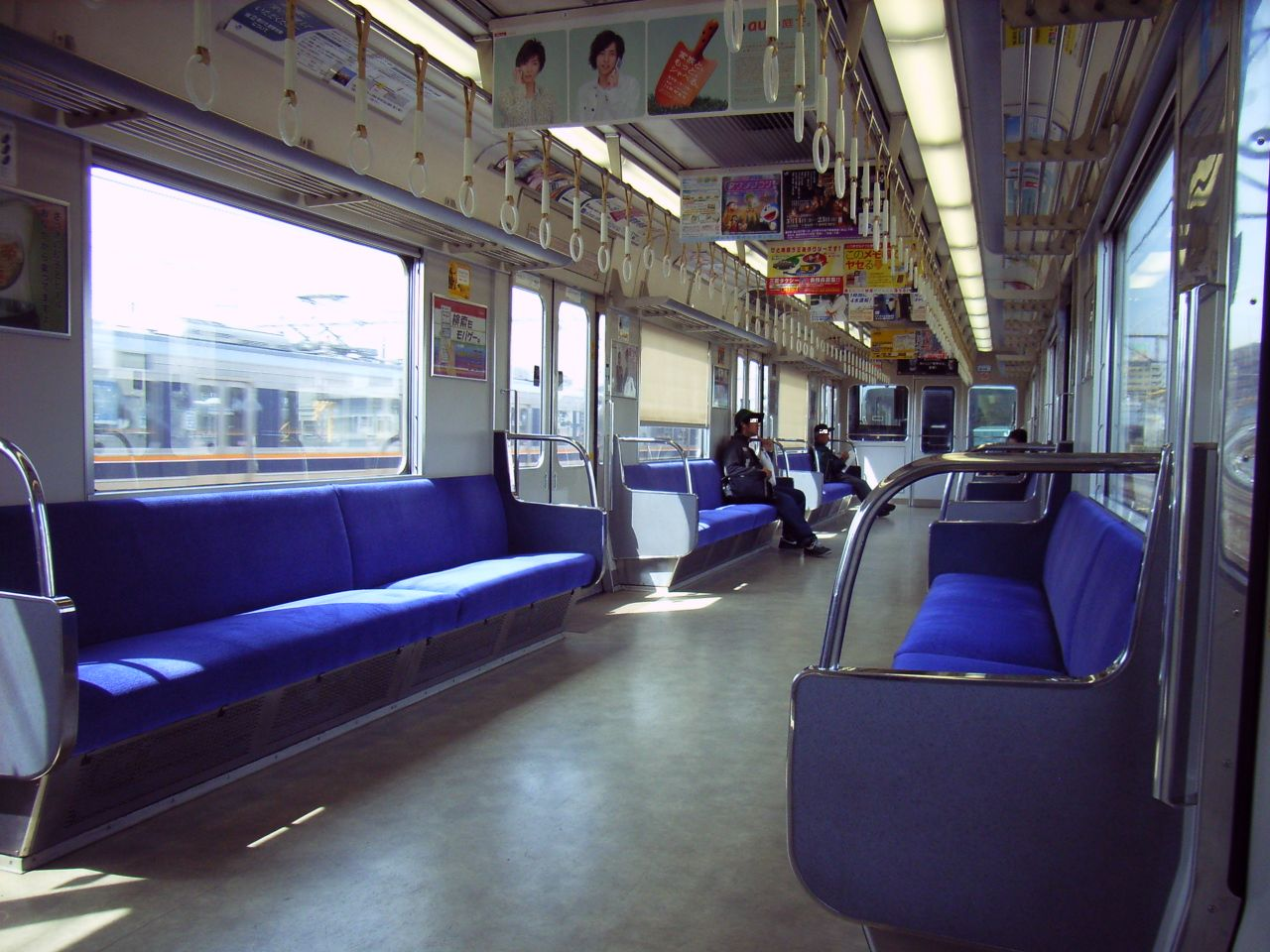
0番台初期車の車内。初期の製造車のみ片持ち式座席ではない。
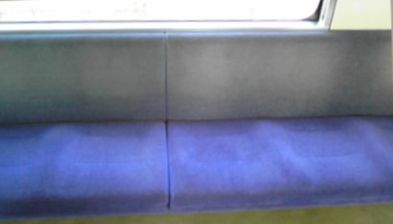
バケットシート （1000番台）
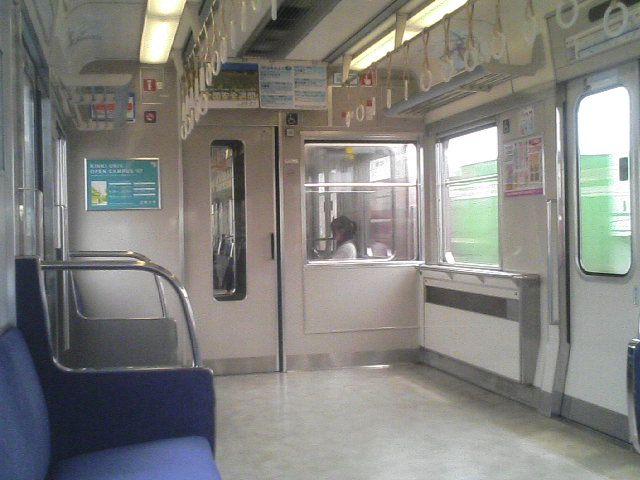
2000番台の車端部。右側に車椅子スペースがある。
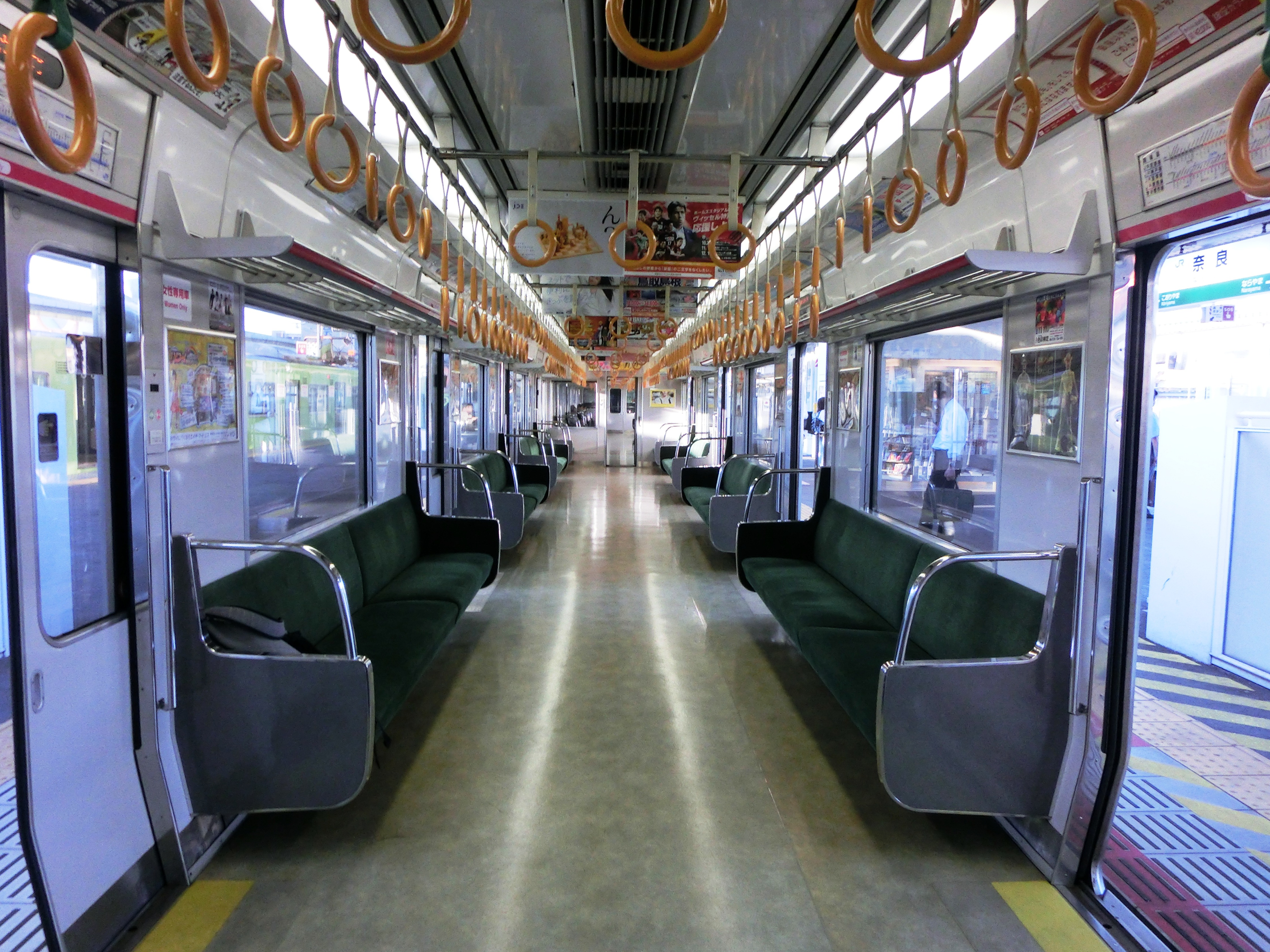
吊り手が225系仕様になり、緑色の座席となった車内。

#### 乗務員室
運転台のマスコンは221系と同様の横軸ツインレバー型を採用した。力行ノッチ6段、常用ブレーキ8段は、後継の321系と共にJR西日本の電車として最多である。2000番台と体質改善車を除き、圧力計などの各計器類はデジタル表示となっている。運転台右横に設置された液晶モニタ装置では、車両の様々な状態の監視と空調等の各設定を行うことが可能で、運転・車掌業務をサポートしている。JR西日本の新系列車両にはこの207系以降から一部の例外を除き､補助警笛としてミュージックホーンを標準装備するようになった。
運転台背面の仕切りには窓が3枚並び、そのうち中央は仕切り扉である。車掌スイッチは221系と同様に間接制御式（リレー式）を採用した。

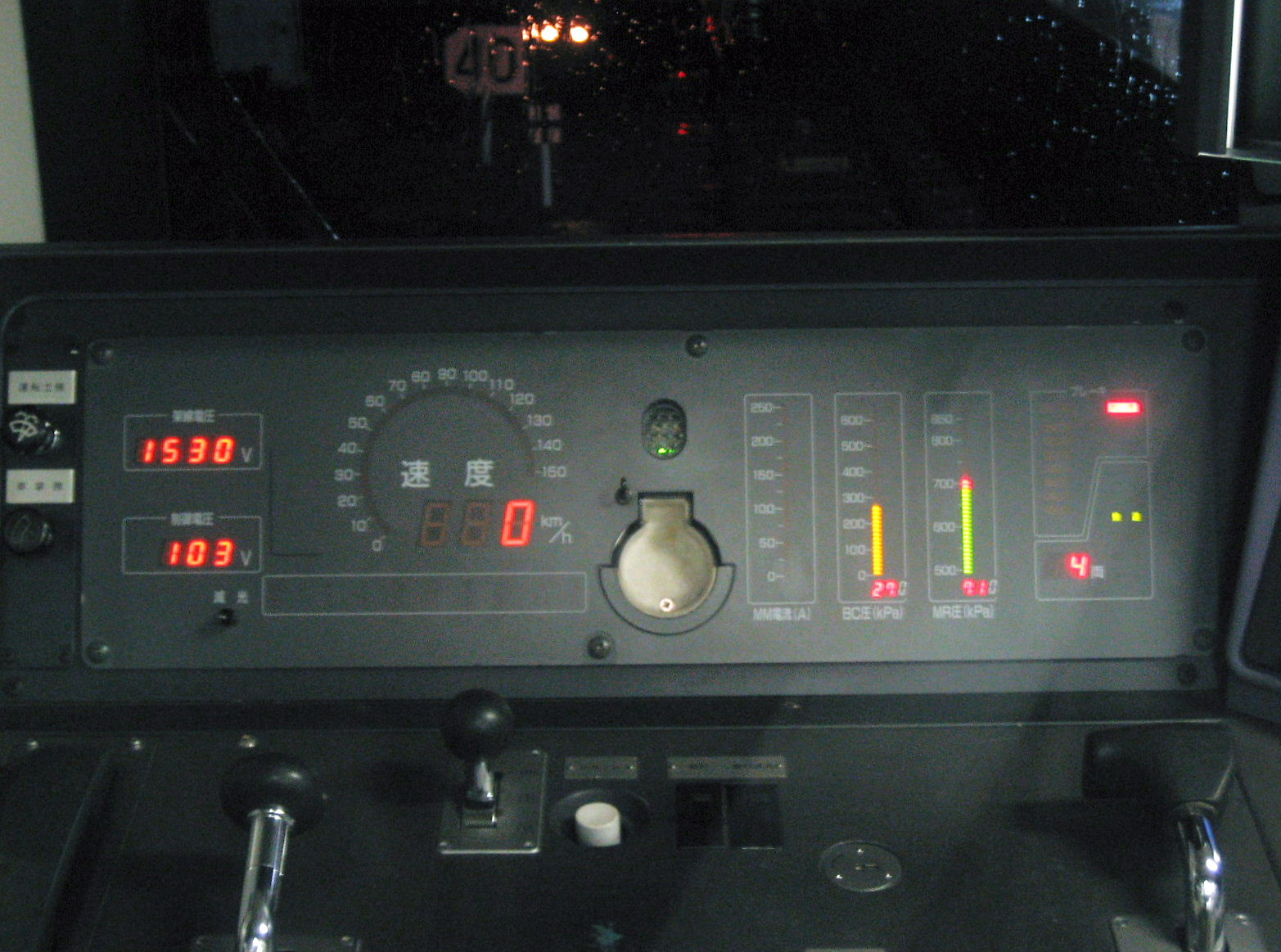
0番台の運転台
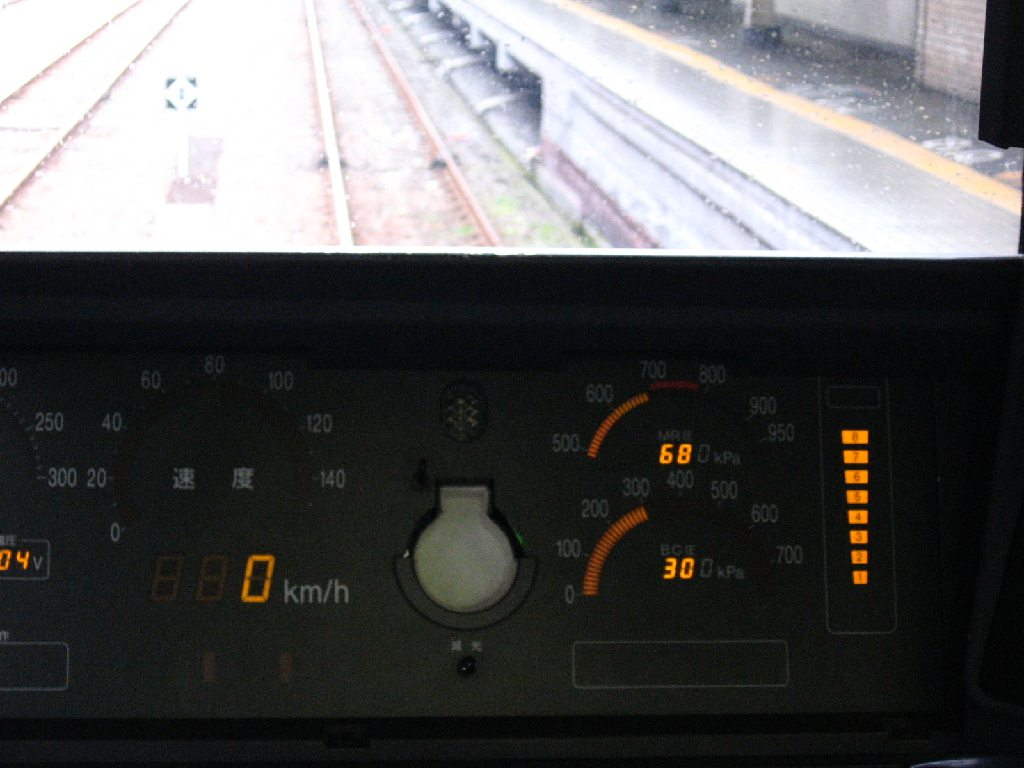
1000番台の運転台
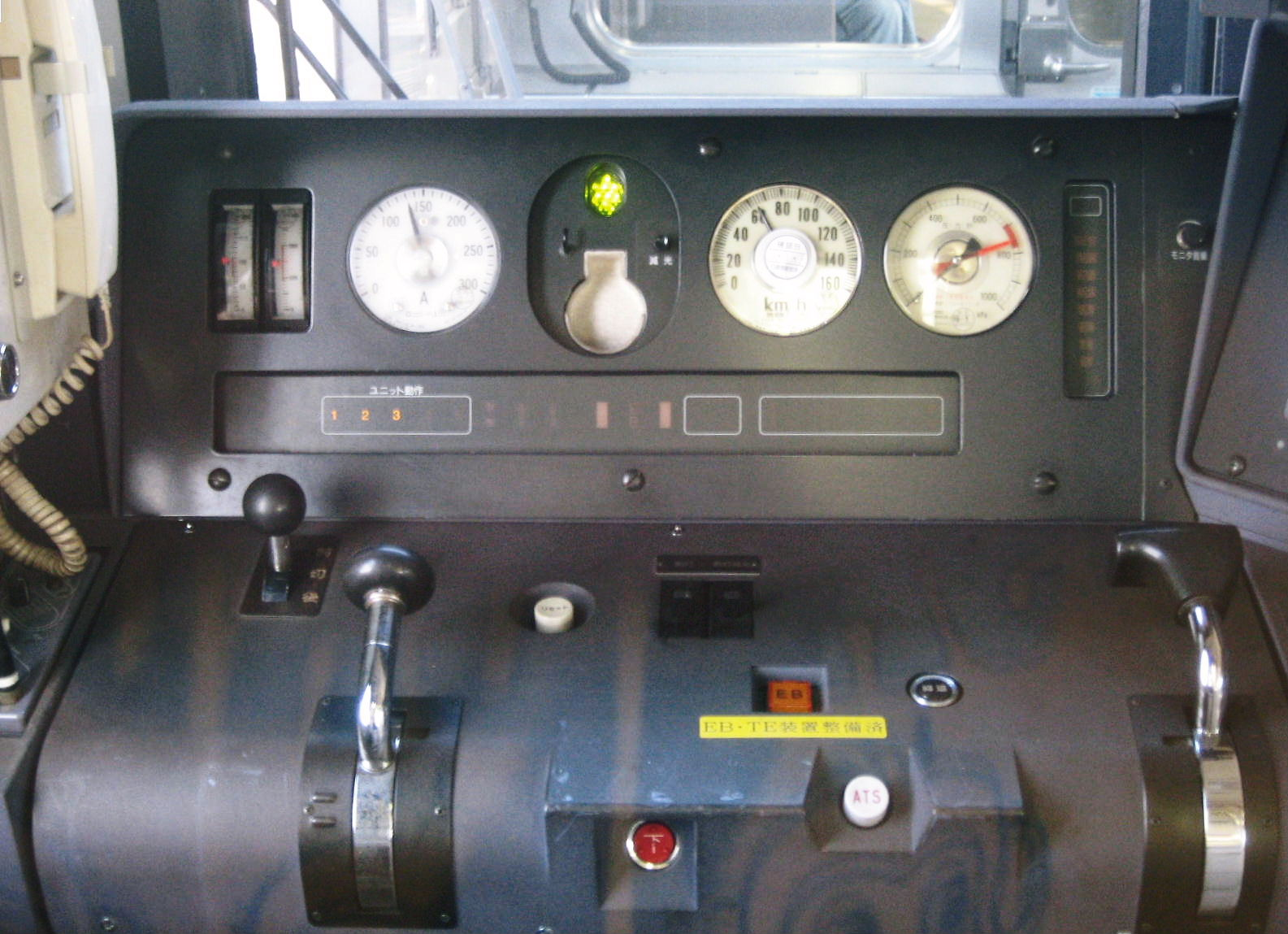
2000番台の運転台

### 主要機器
主回路制御にはJR西日本の車両で初めてVVVFインバータが採用された。製造期間が約10年の長期にわたっているため、VVVFインバータの制御素子はパワートランジスタ（PTr）、ゲートターンオフサイリスタ (GTO) 、絶縁ゲートバイポーラトランジスタ (IGBT) などの差異がある。
パンタグラフはJR東西線内の剛体架線区間での離線対策で、下枠交差式の WPS27 形をクモハ207形およびモハ207形1両あたり2基搭載する。JR東西線以外では第1パンタグラフのみを上げて走行し、尼崎駅と京橋駅で第2パンタグラフの昇降を行っている。
駆動装置は国鉄・JRを通して在来線電車としては初のWNドライブが採用され、JR西日本の新系列在来線車両は本形式以降、WNドライブが標準採用されている。歯車比は14:99（7.07）である。最高速度は登場当時の通勤形では初の120 km/h対応となった。
空調装置は221系を踏襲した集約分散式冷房装置2基を全車に搭載している。

## 形式
クモハ207形（Mc）
京都寄りの先頭に連結される制御電動車。前位寄りに運転台を備え、パンタグラフと主回路機器を搭載する。モハ207形に運転台を取り付けた構造を持ち、0番台は存在しない。なお、2017年時点では3両編成のクモハ207形は和田岬線での代走以外、営業運転で先頭に立つことはない。
モハ207形（M, M1）
0番台
パンタグラフ、空気圧縮機、主回路機器を搭載する中間電動車。0番台は単独またはモハ206形・モハ207形1000番台とユニットを組んで使用され、モハ207形1000番台とユニットを組む車両は500番台の番号となっている。
1000・2000番台
パンタグラフと主回路機器を搭載する中間電動車。単独で使用される。女性専用車。ただし、1000番台車のうち1500番台の番号をもつ車両はパンタグラフを装備しない。
モハ206形（M2）
モハ207形0番台からパンタグラフ、空気圧縮機、補助電源装置を省略した構造の中間電動車で、モハ207形0番台とユニットを組んで使用される。女性専用車。
クハ207形（Tc）
京都寄りの先頭に連結される制御車。0番台のみに存在する。当初から電気連結器を装備して製造された車両は100番台の番号が付されたが、のちに試作編成以外の0番台の車両にも追加装備され、結果的に番号による差はなくなっている。また、1000・2000番台は当該位置にクモハ207形が連結されるため存在しない。
クハ206形（Tc'）
西明石・新三田寄りの先頭に連結される制御車。0番台は試作編成の1両のみで、すべてのZ編成・H編成は100番台が連結されている。2000番台では1位側（連結面南側）に車椅子スペースが設置され、同部分の窓には保護棒が取り付けられている。2010年3月改正以降、4両編成のクハ206形は試運転を除き、営業運転で先頭に立つことがなくなった。
サハ207形（T, T1）
付随車で、0番台は試作編成内の2両のみ在籍する。1000番台・2000番台では全編成に1両ずつ連結されている。また、1000番台1次車（T1 - T14編成）のサハ207形は、当初6両編成に組み込まれていたため、空気圧縮機が搭載された1100番台となっている。
「ユニット」とは隣り合う電動車同士で別々の機器を搭載し、2両で1組の機構とする方式。それまでの形式ではユニットの2両は検査などがない限り切り離されなかったが、207系は機器を集約することでモハ207形またはクモハ207形単独での使用も可能な設計とされている。

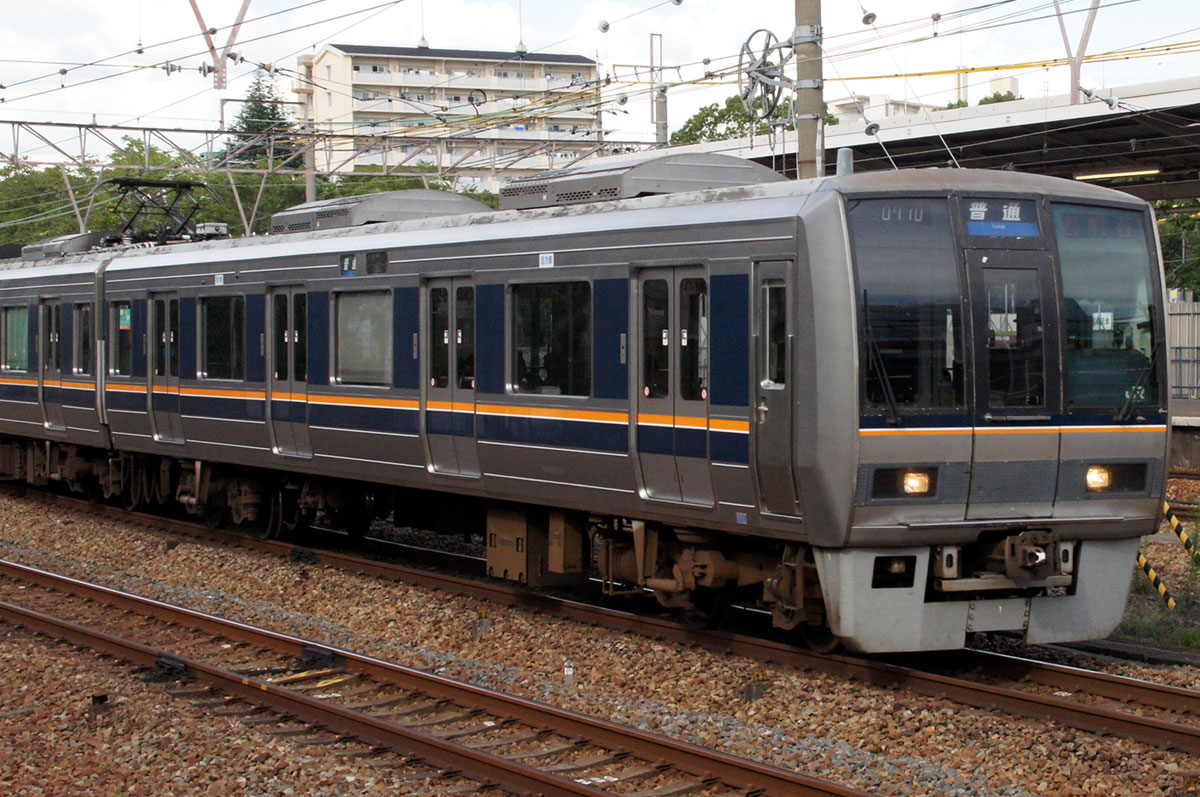
クハ206形0番台
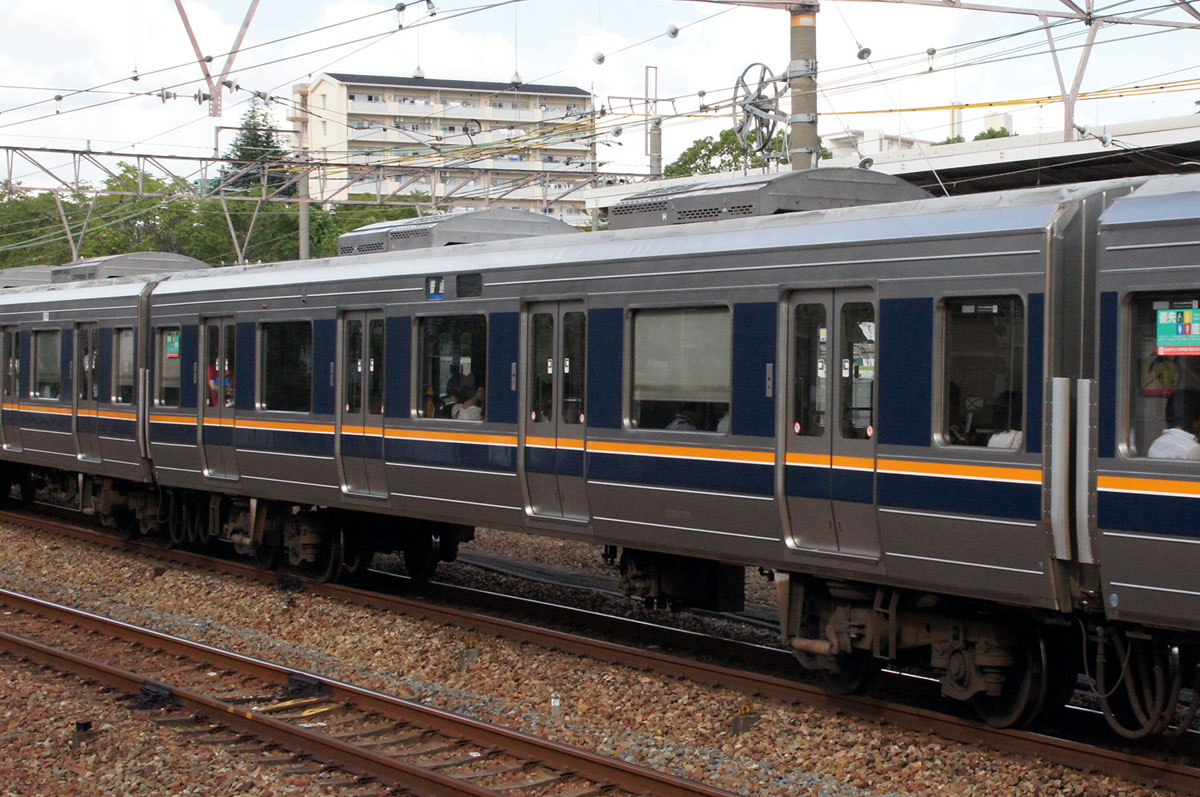
サハ207形0番台
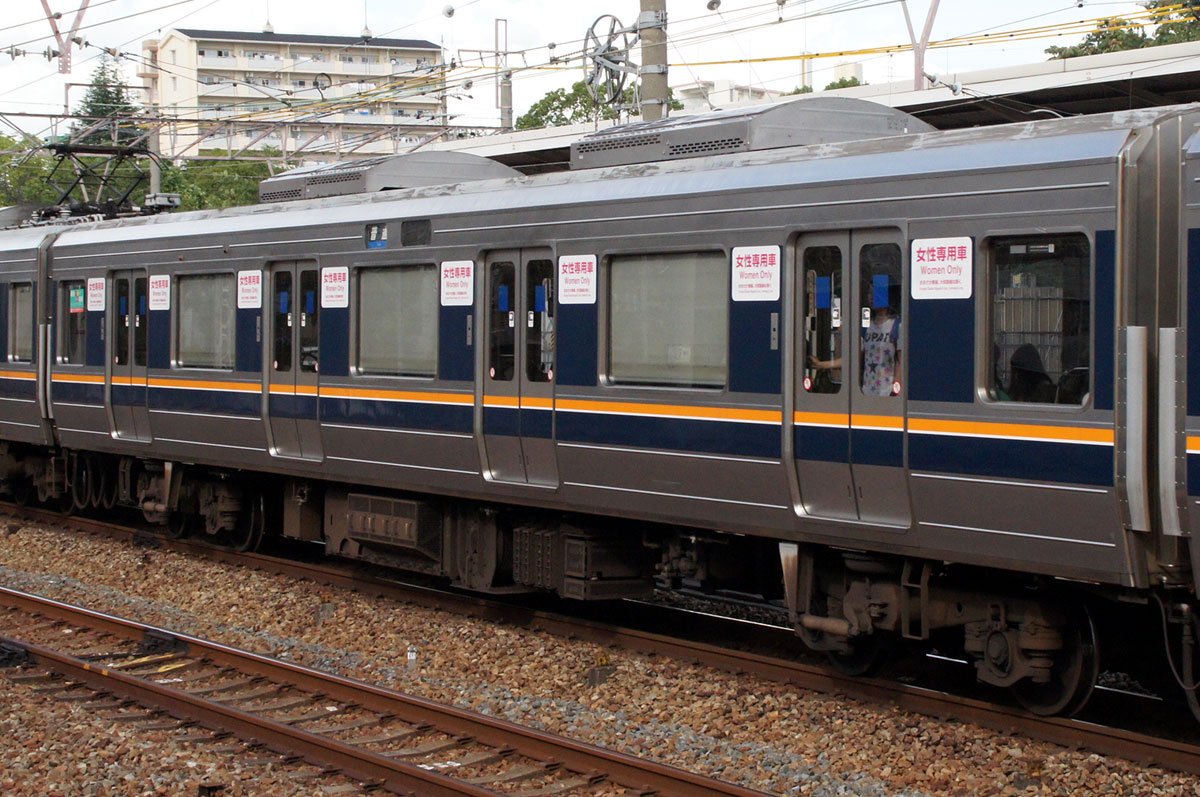
モハ206形0番台
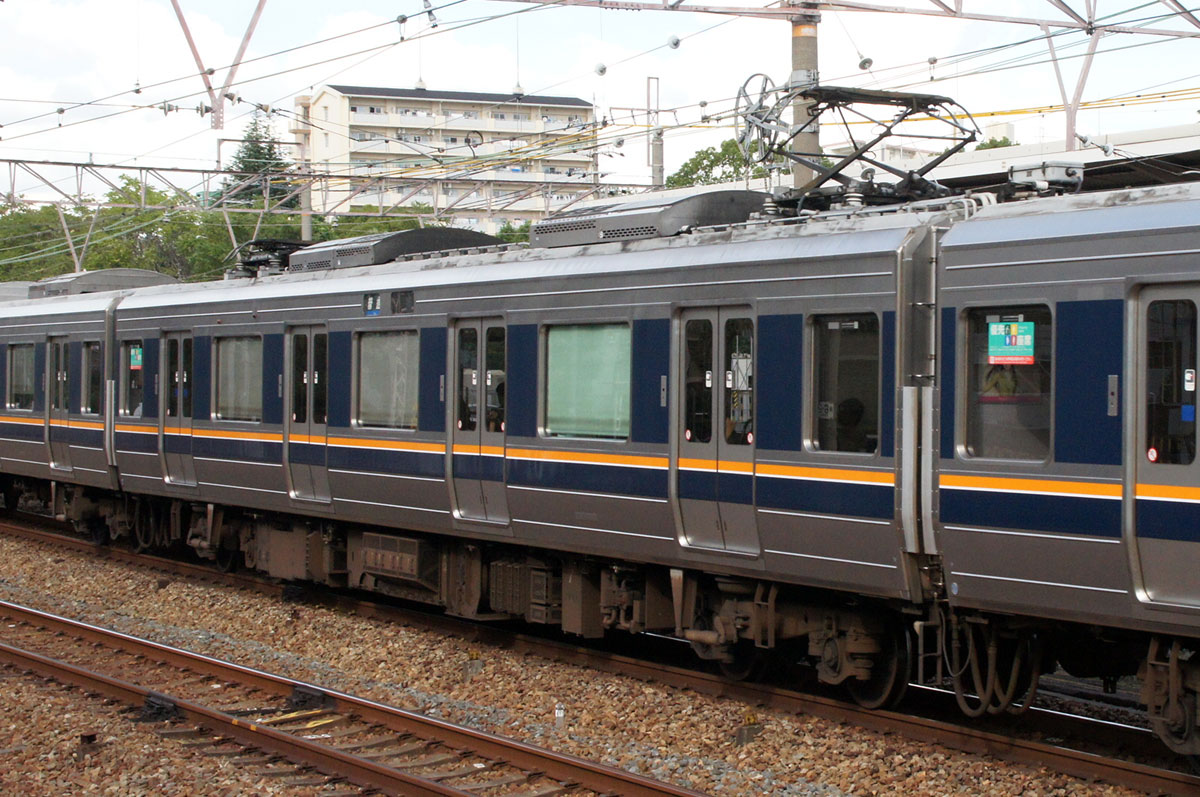
モハ207形0番台
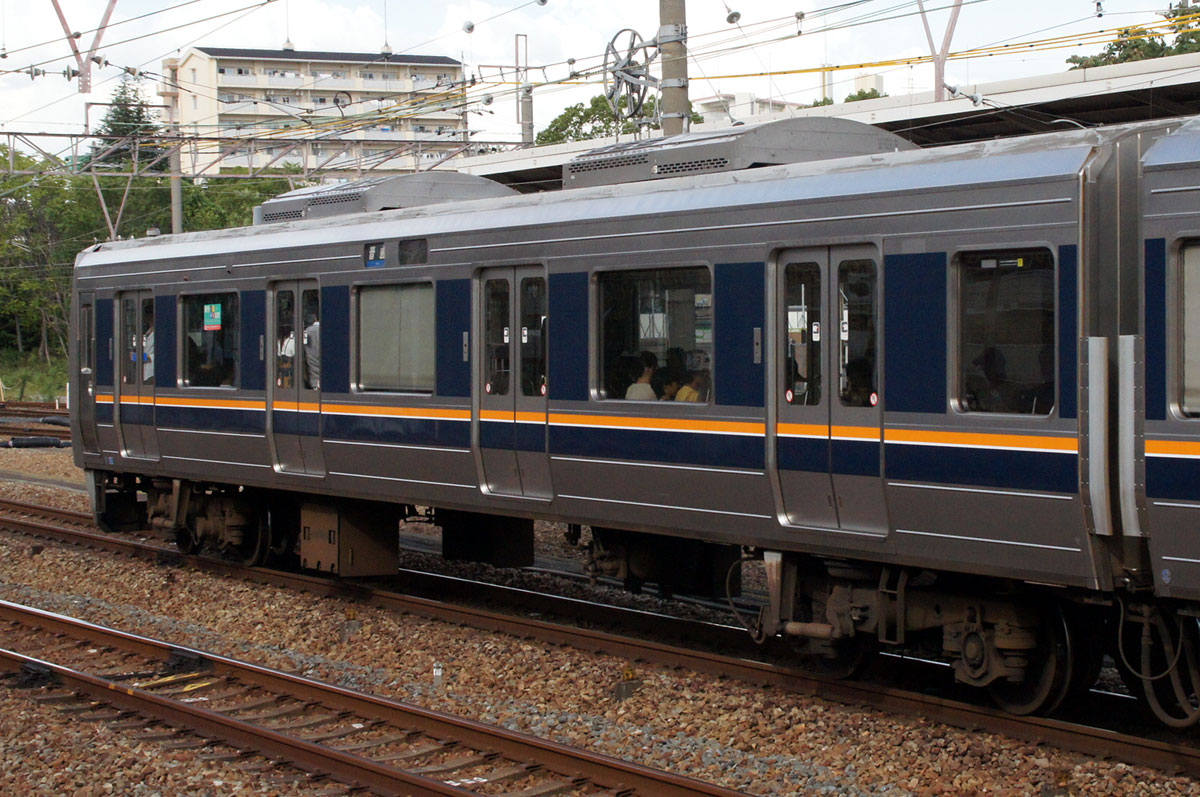
クハ207形0番台
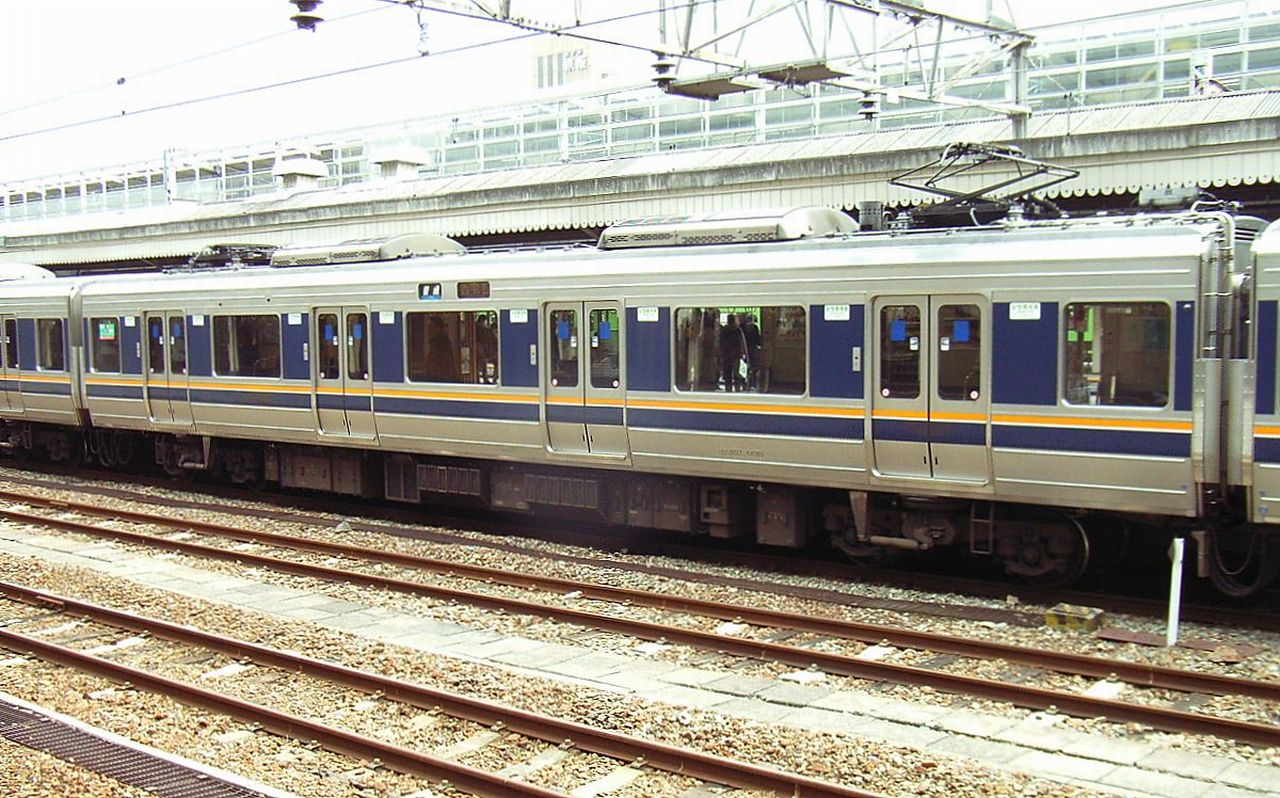
モハ207形1000番台
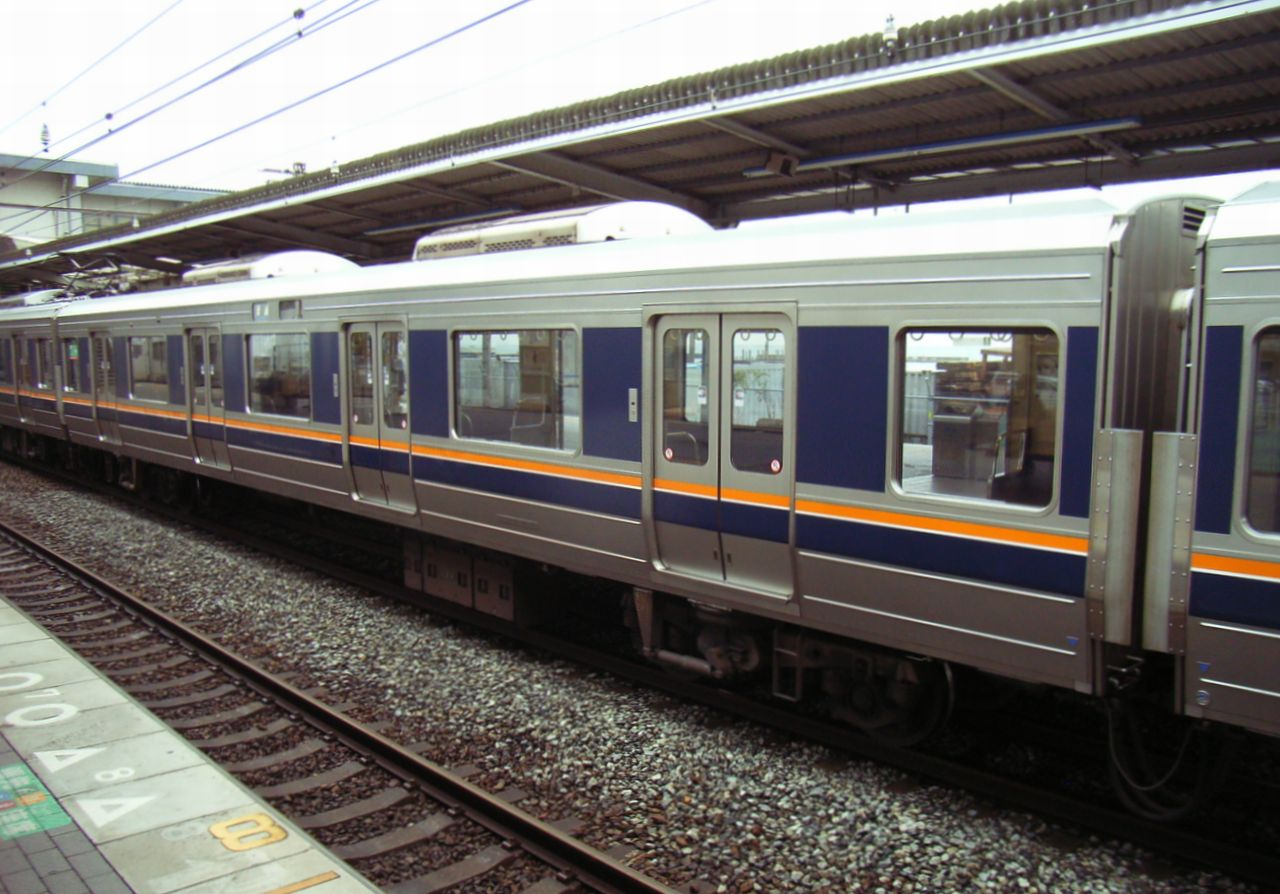
サハ207形1000番台
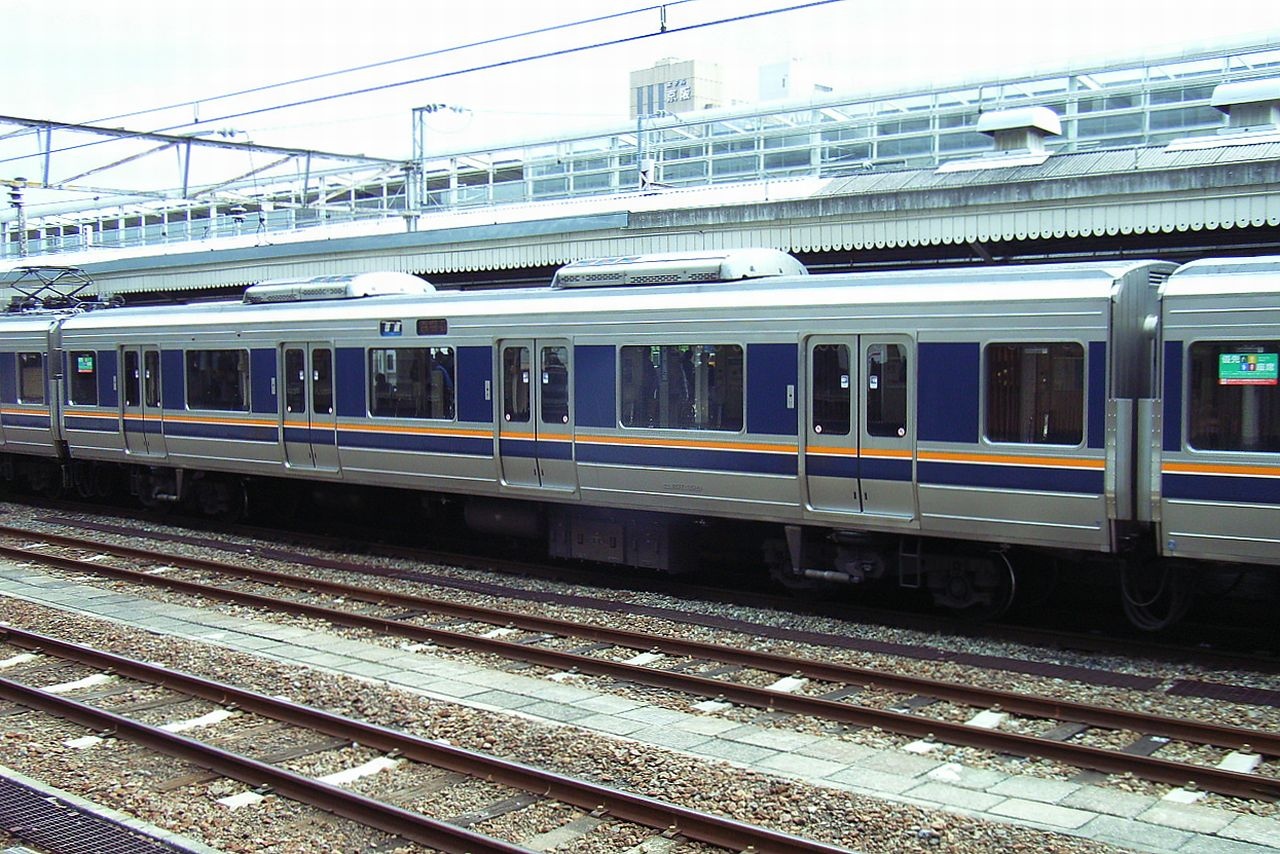
サハ207形1100番台 床下中央部に空気圧縮機を搭載。
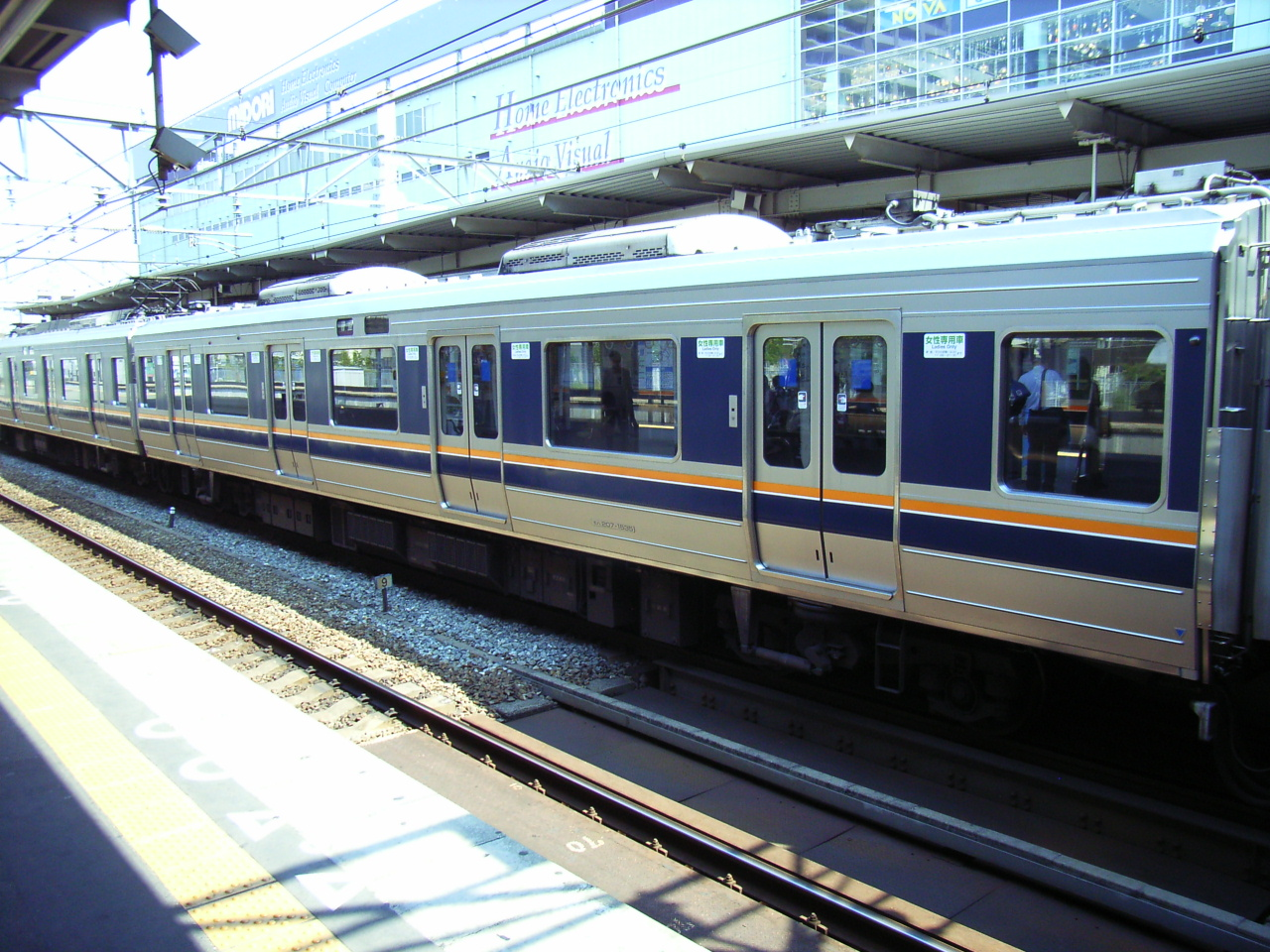
モハ207形1500番台 屋根にパンタグラフ関係の配管が残っている。
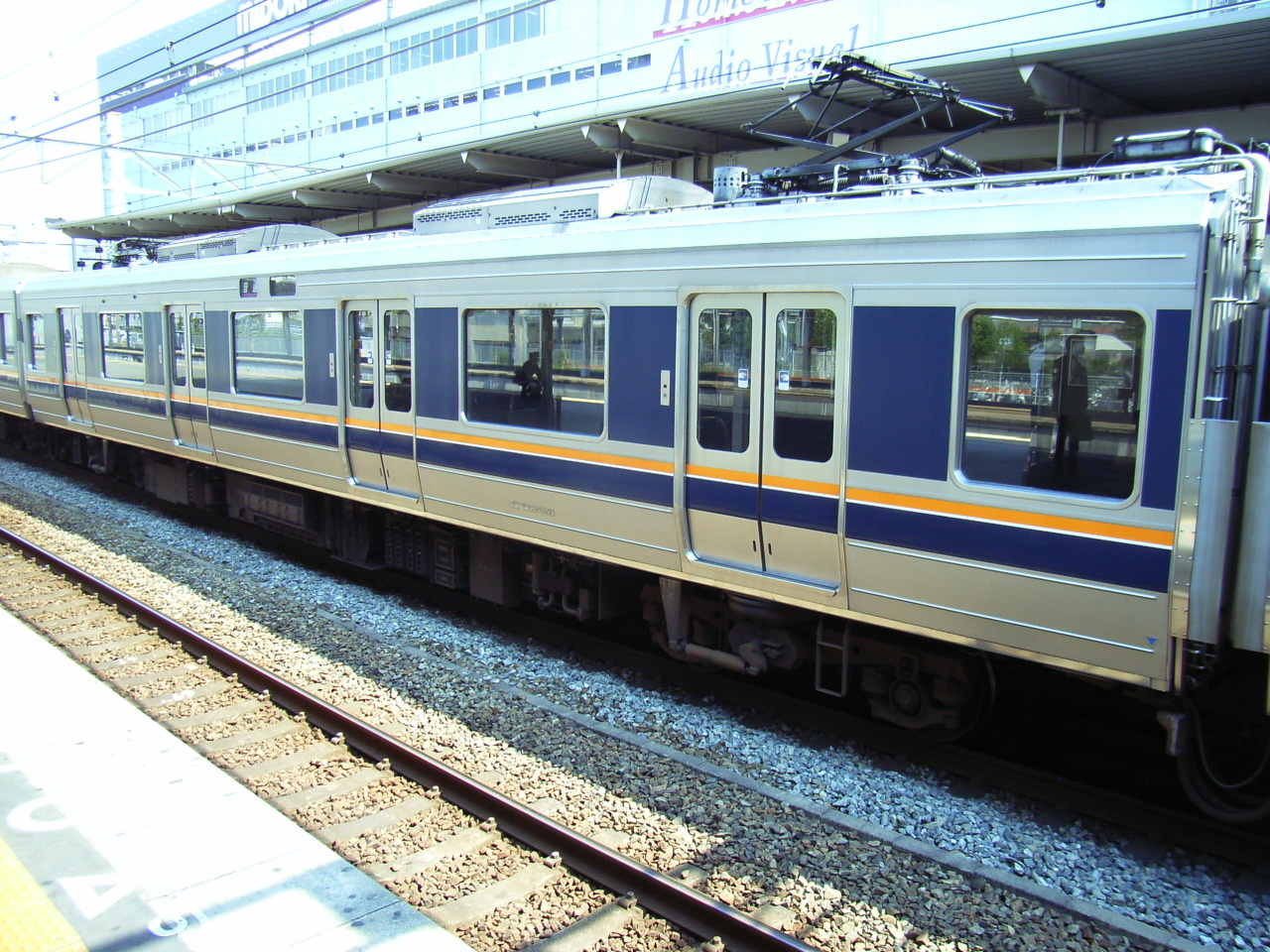
モハ207系500番台 左の1500番台とは冷房装置の形状が異なる。

## 番台別解説

### 0番台

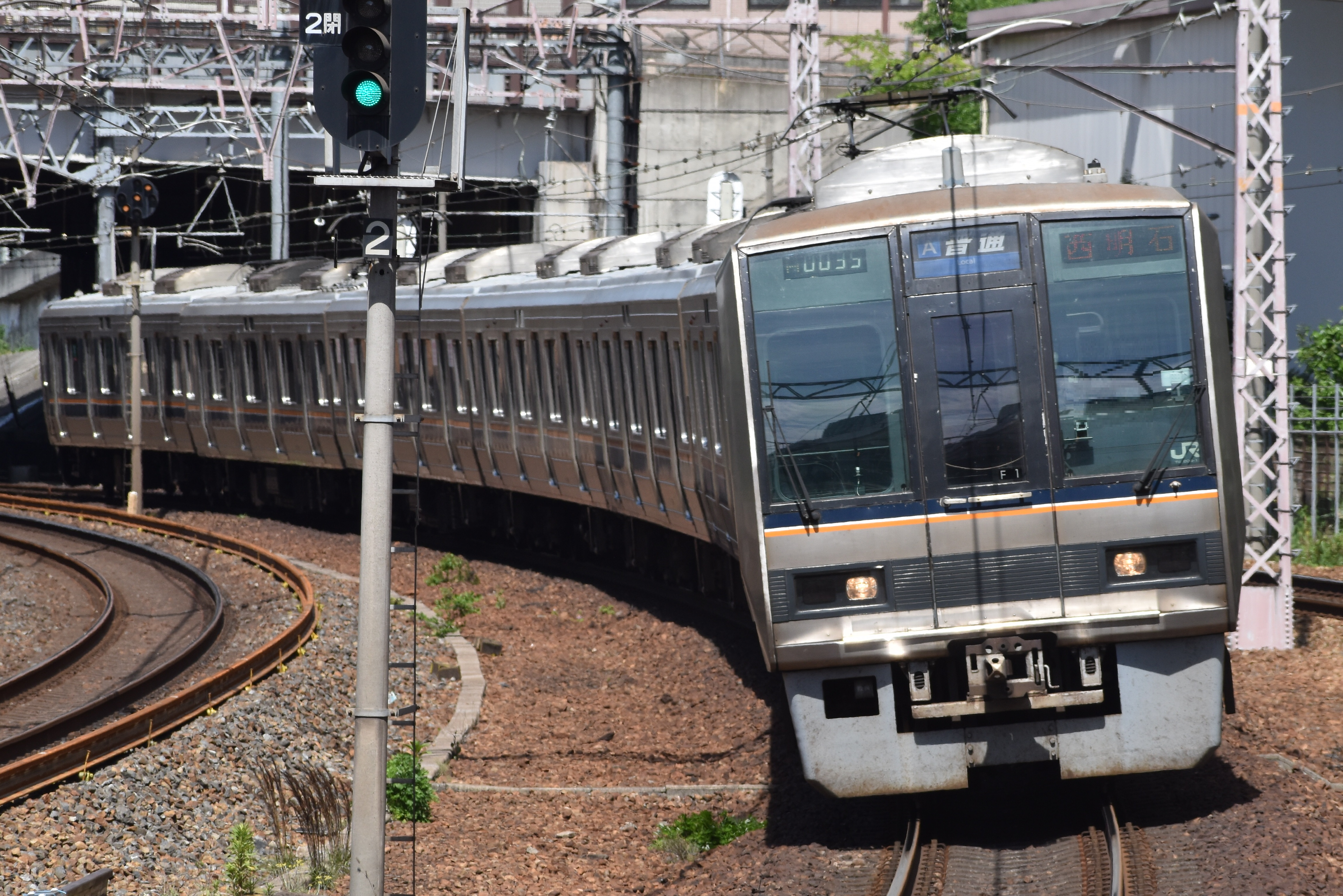
電気連結器を装備しない量産先行車 F1編成
（2021年5月13日）

主に片町線（学研都市線）用103系の代替を目的として、147両が製造された。
制御装置（WPC1）は、GTOサイリスタの昇降圧チョッパ回路+パワートランジスタ素子(PTr)による3レベルインバータで構成され、台車単位の制御を行っている。
補助電源装置はトランジスタインバータで構成され、定格容量 122 kVA を備える WSC28 を、空気圧縮機にはレシプロ式の WMH3093-WTC2000A を搭載する。
主電動機は出力155 kW の WMT100 を搭載する。

#### 試作車
1991年（平成3年）にMT比3M4Tの7両固定編成（当時はC1編成）として近畿車輛で3両、川崎重工業で4両が落成し、淀川電車区（現・網干総合車両所明石支所放出派出所、以下同じ）に配置された。同年4月30日から片町線（学研都市線）片町 - 松井山手間で運用を開始した。
| 編成番号 | ← 木津京橋 → | ← 木津京橋 → | ← 木津京橋 → | ← 木津京橋 → | ← 木津京橋 → | ← 木津京橋 → | ← 木津京橋 → |
| F1       | クハ207 -1   | モハ207 -1   | モハ206 -1   | サハ207 -1   | サハ207 -2   | モハ207 -2   | クハ206 -1   |

車両番号は、試作車を意味する900番台ではなく1から付番されており、量産先行車と呼ばれることもある。
乗降ドアの窓ガラスには、D字型のものを採用し、間を黒く塗装することで、両開きでありながら一枚の窓のように見える工夫がなされていた。また、運転台には「デスク型」と呼ばれる独特な形状のマスコン・ブレーキハンドルを採用、運転台右横に設置されるモニタ装置はカラー表示ではなく、221系に準じた橙色の単色表示かつ非タッチパネル式で下部に10個のボタンがあった。これら試作編成独自の装備は、後に量産車に合わせた改造が行われている。冷房装置は、この試作編成のみ221系と同じ集約分散式の WAU701 を2基搭載している。7両固定編成のため、前頭部に電気連結器は装備されていない。
1本のみ在籍し、片町線（学研都市線）京田辺駅 - 木津駅間は、2010年（平成22年）3月12日まで最大4両対応であったことから、7両固定編成である本編成は東海道本線・山陽本線（JR京都線・JR神戸線）で限定運用で充当されていた。
後継車の321系がある程度出揃った2006年（平成18年）3月18日のダイヤ改正より、321系と共通運用されるようになったが、2008年（平成20年）3月15日のダイヤ改正で321系のJR東西線・学研都市線（京橋駅 - 松井山手駅間）での運用が開始されたのに伴い、JR東西線・学研都市線でも運用されるようになり、学研都市線内のみの運用も再開された。その後、2012年（平成24年）3月17日より他の207系とも完全な共通運用となった。
2022年（令和4年）4月6日に吹田総合車両所に回送され、翌7日付で廃車された。

#### 量産車
1991年（平成3年）から製造が始まったグループ。このグループからは4両編成および3両編成での製造となり、日立製作所が製造に加わっている。車両番号は前述の試作車に続く2（モハ207形は3）から付番され、合計140両が製造された。
運用範囲が片町線全線と関西本線（大和路線）木津 - 奈良まで拡大された。4両編成単独のほか、3両編成を2本連結した6両で運転されることもあった。なお、松井山手 - 木津間はホーム有効長が4両編成対応であったため、7両編成は松井山手駅で増解結が行われていた。1993年には宮原電車区（現・網干総合車両所宮原支所、以下同じ）にも4両編成が配置され、同年3月18日から福知山線（JR宝塚線）大阪駅 - 新三田駅間で運用を開始した。
所属は淀川電車区・宮原運転所から吹田工場高槻派出所を経て、2000年（平成12年）までに全列車が網干総合車両所に変更された。現在は編成番号の変更が行われ、新製時から4両編成だった編成はZ編成、新製時は3両編成だった編成はH編成と称する。
製造開始当時、4両編成のクハ206形と、3両編成のクハ207形およびクハ206形は自動解結装置・電気連結器を装備して100番台として区分されていたが、JR東西線開業前に4両編成のクハ207形（2 - 17）にも同装備が追加されたため、仕様差はなくなった。
製造当初、JR東西線開業前に同線以外の区間でもパンタグラフを2基使用していたことがあったが、2023年時点では他の番台同様、JR東西線区間のみの使用となっている。冷房装置は集約分散式のWAU702を1両につき2基搭載している。
1次車
1991年（平成3年）12月から1992年（平成4年）2月にかけて、制御車および中間電動車からなる4両編成×16本64両と3両編成×13本39両の計103両（B1 - B16・A1 - A13編成）が落成し、全編成が淀川電車区に配置された。
2次車
1993年（平成4年）2月から3月にかけて、1次車に準じた4両編成×7本28両と3両編成×3本9両の計37両（B17 - B19・V1 - V4・A14 - A16編成）が落成し、B・A編成が淀川電車区に、V編成が宮原電車区に配置された。
V編成は、宮原運転所に所属していた福知山線用103系の置き換えにも充てられ、4両編成×8本32両あった103系のうち、4本16両が玉突きで広島運転所（現在の下関総合車両所広島支所）へ転属している。このグループから仕様が若干変更され、下部が空洞の片持ち式座席となるとともに、4両編成のクハ207形も100番台で製造 (133 - 139) された。

0番台走行機器各種
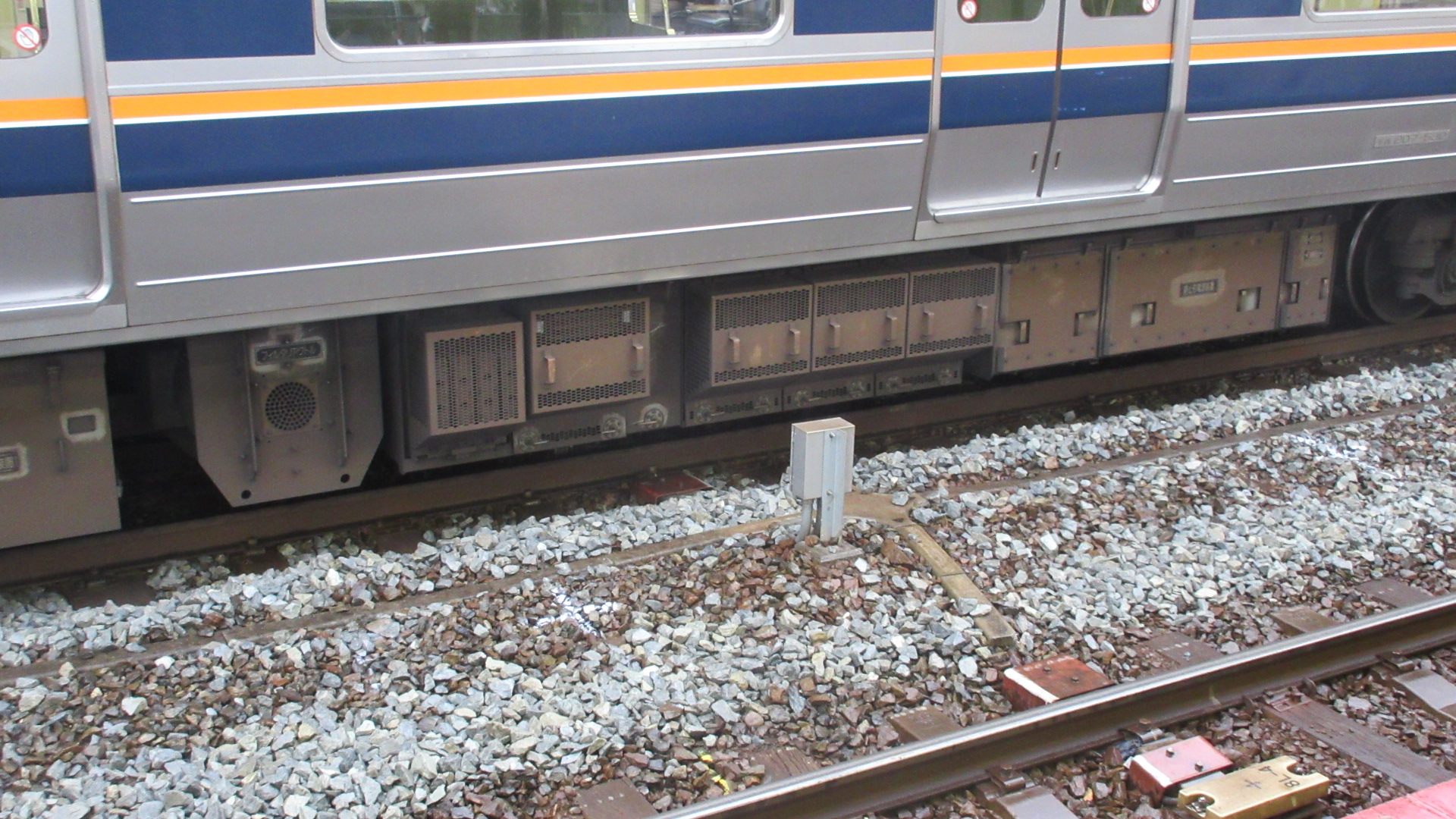
VVVF制御装置（浜側）
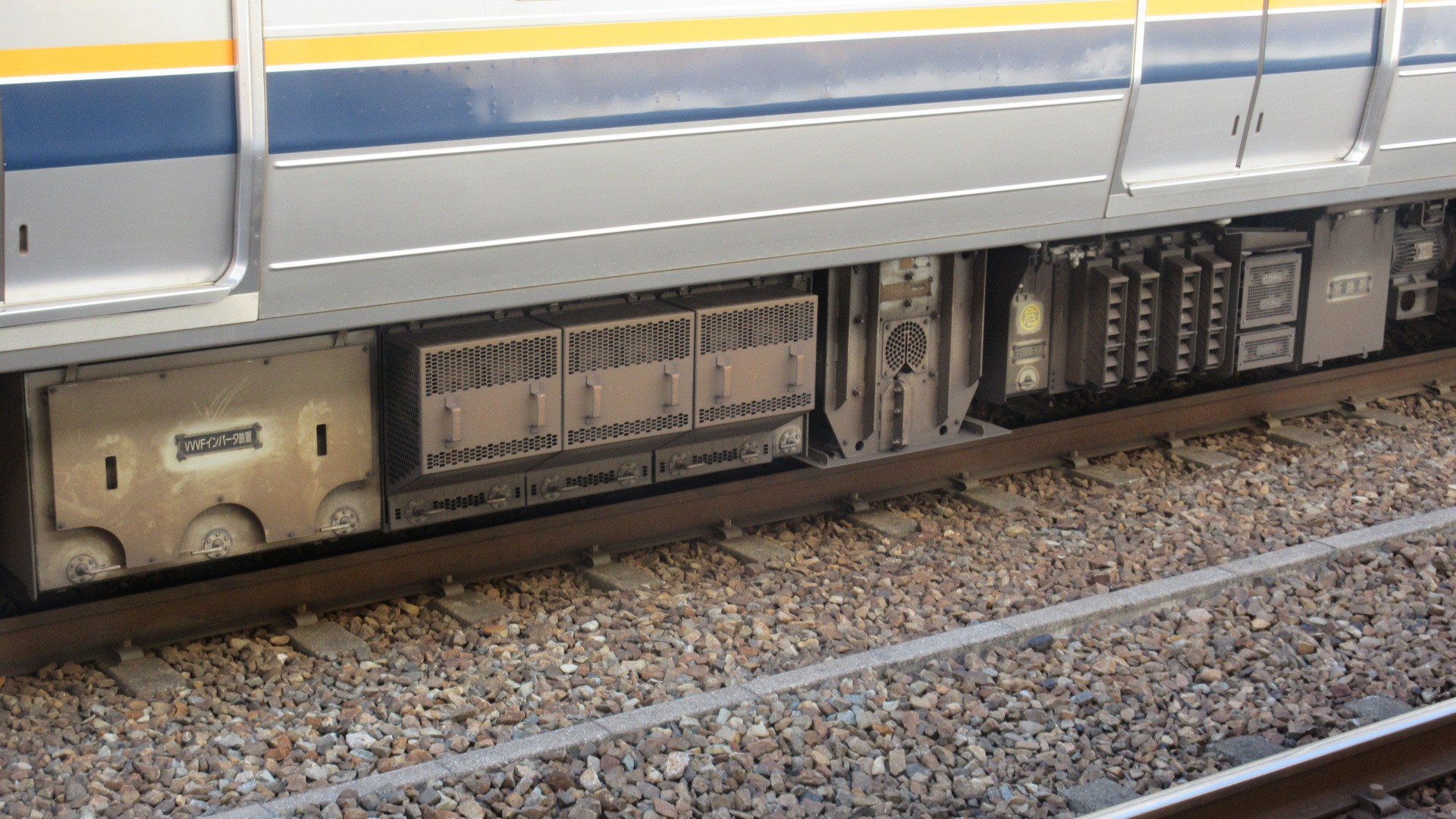
VVVF制御装置 （山側）
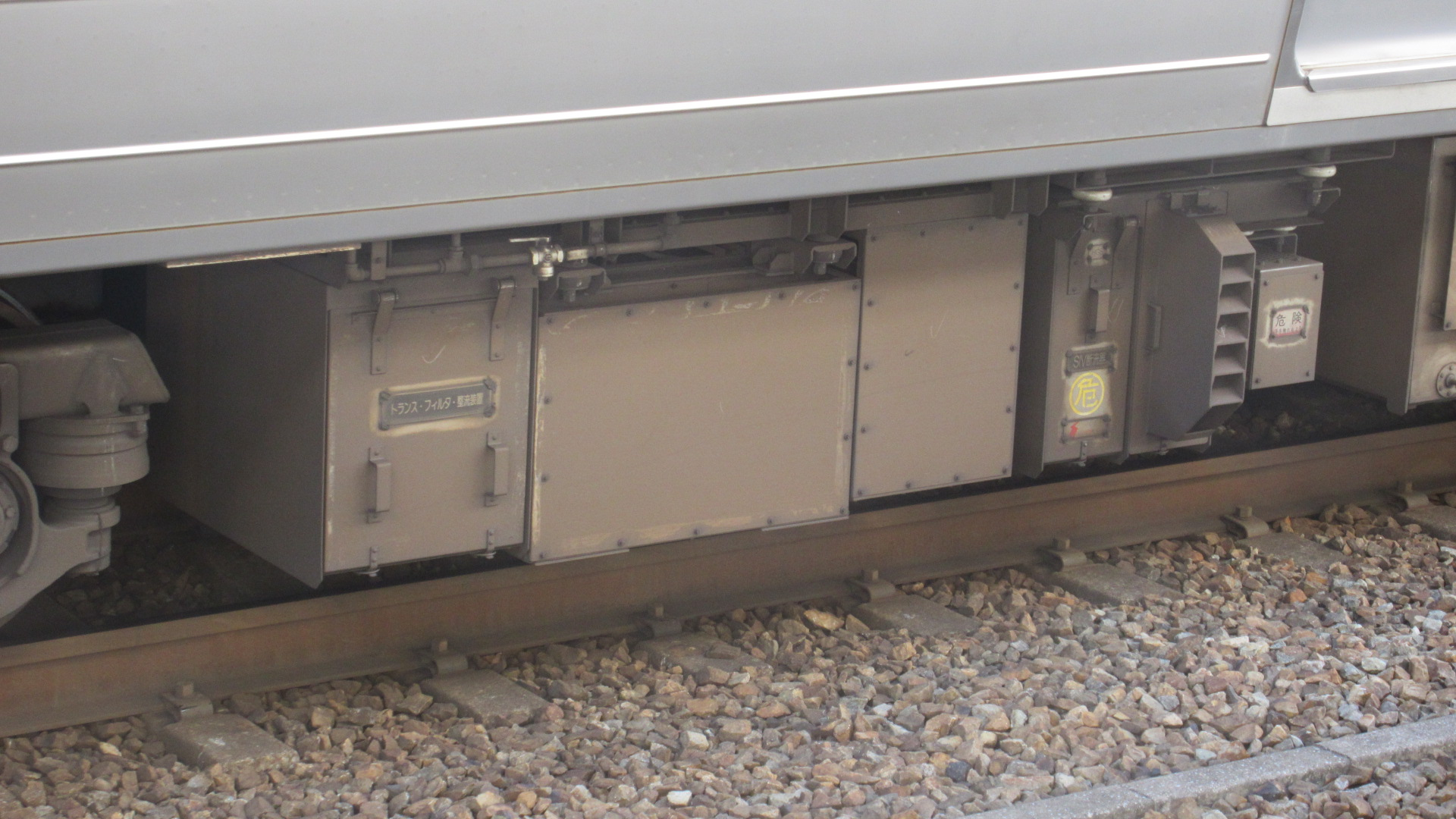
SIV
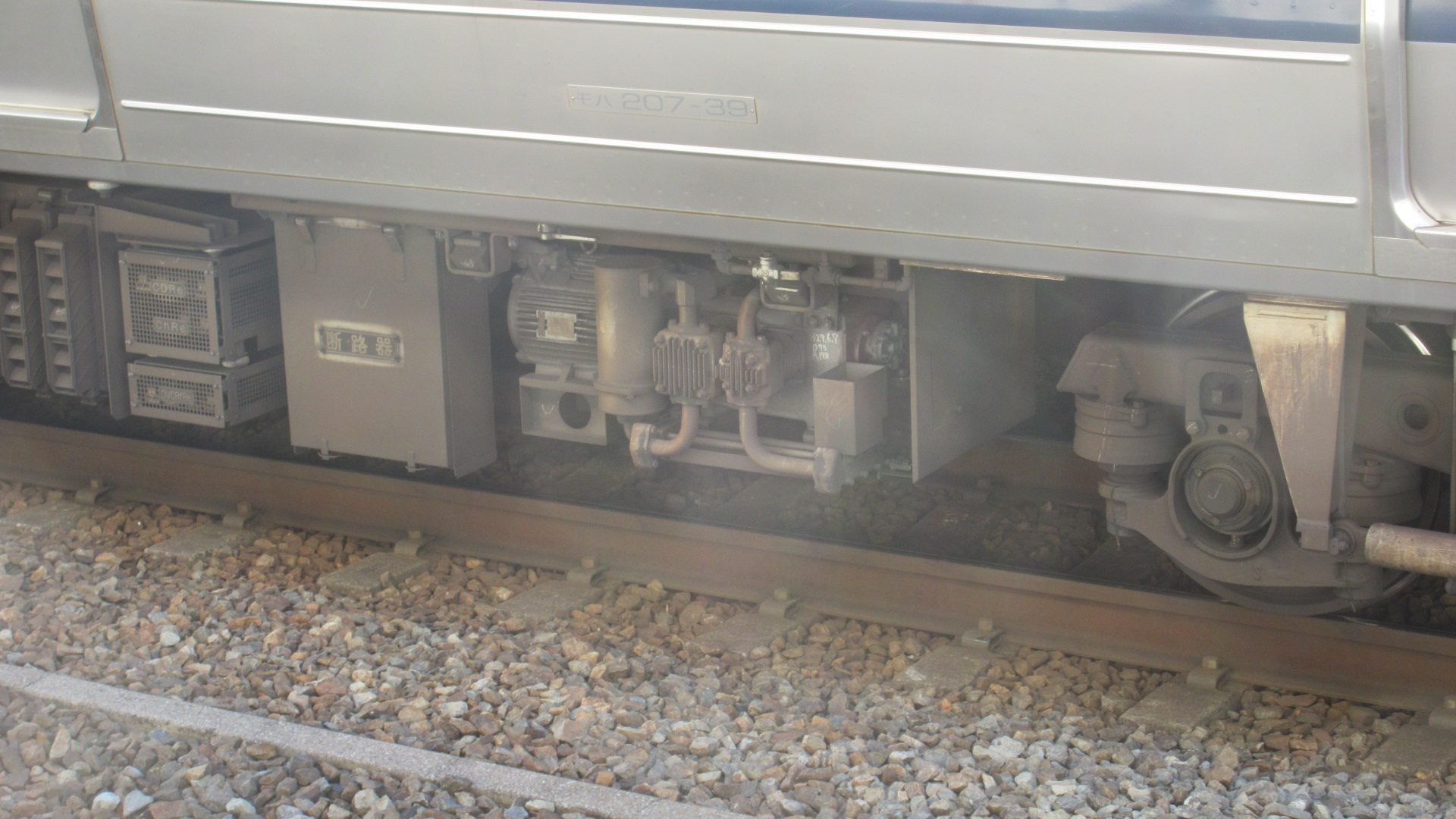
電動空気圧縮機
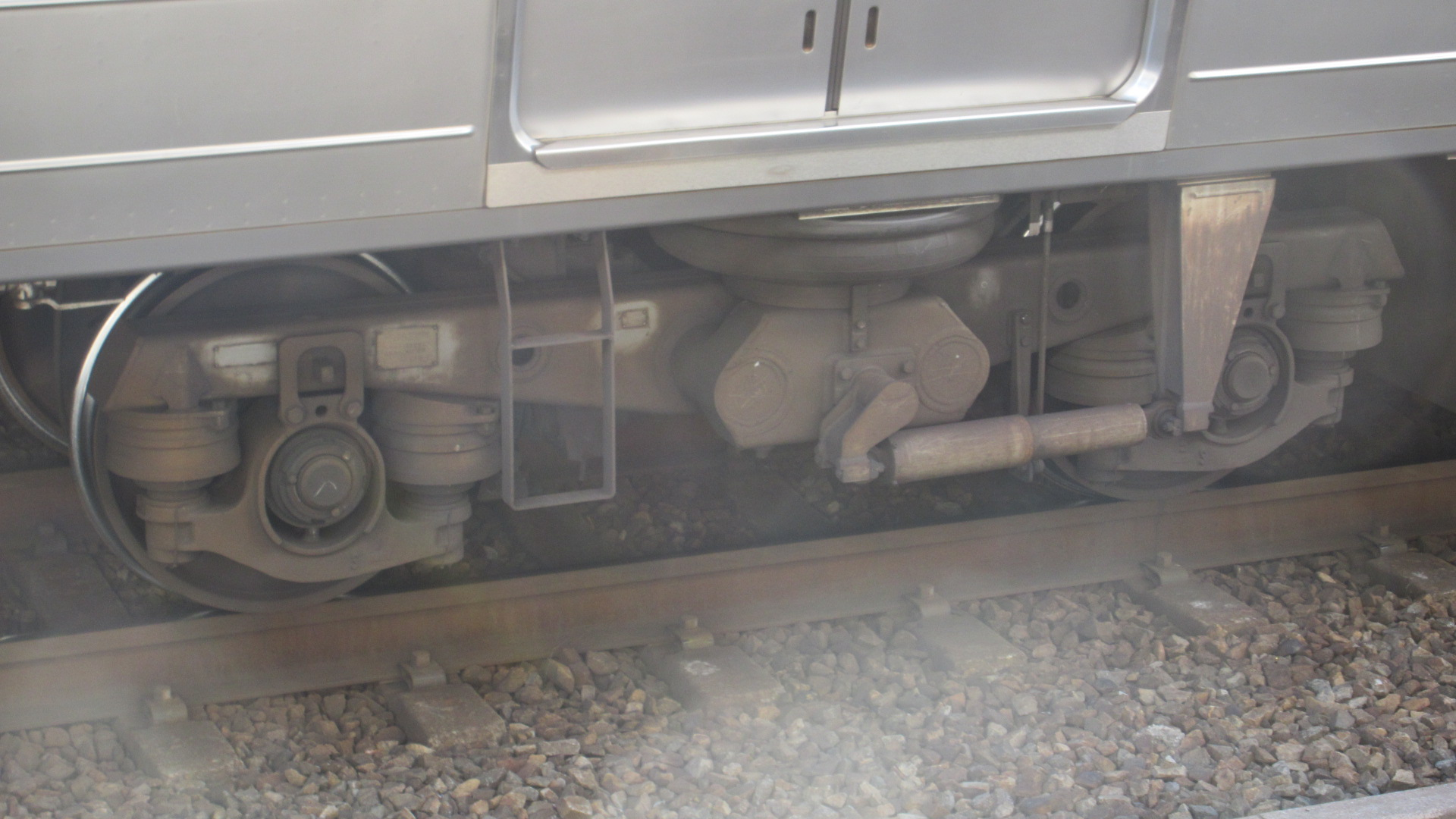
電動台車
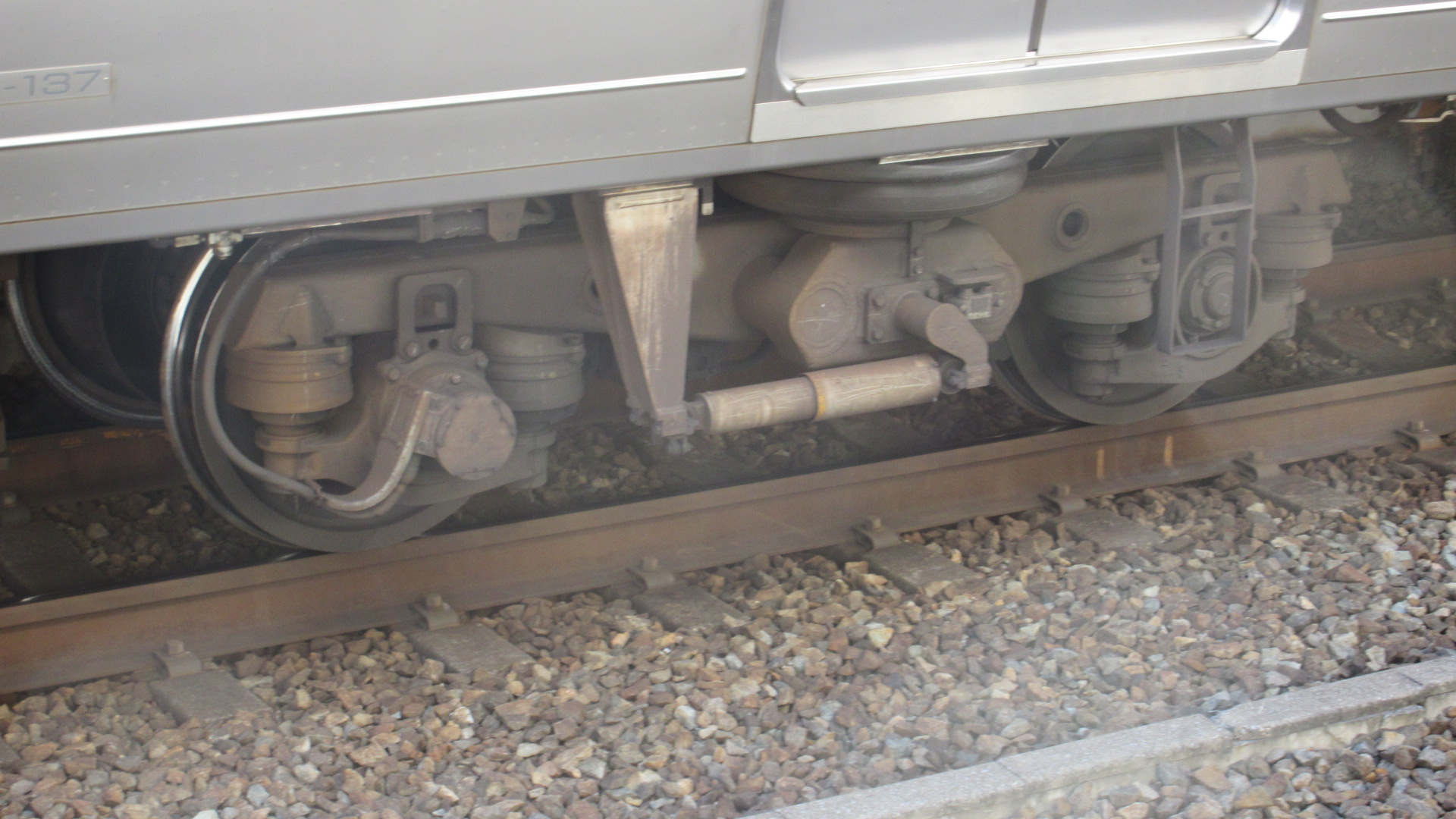
付随台車
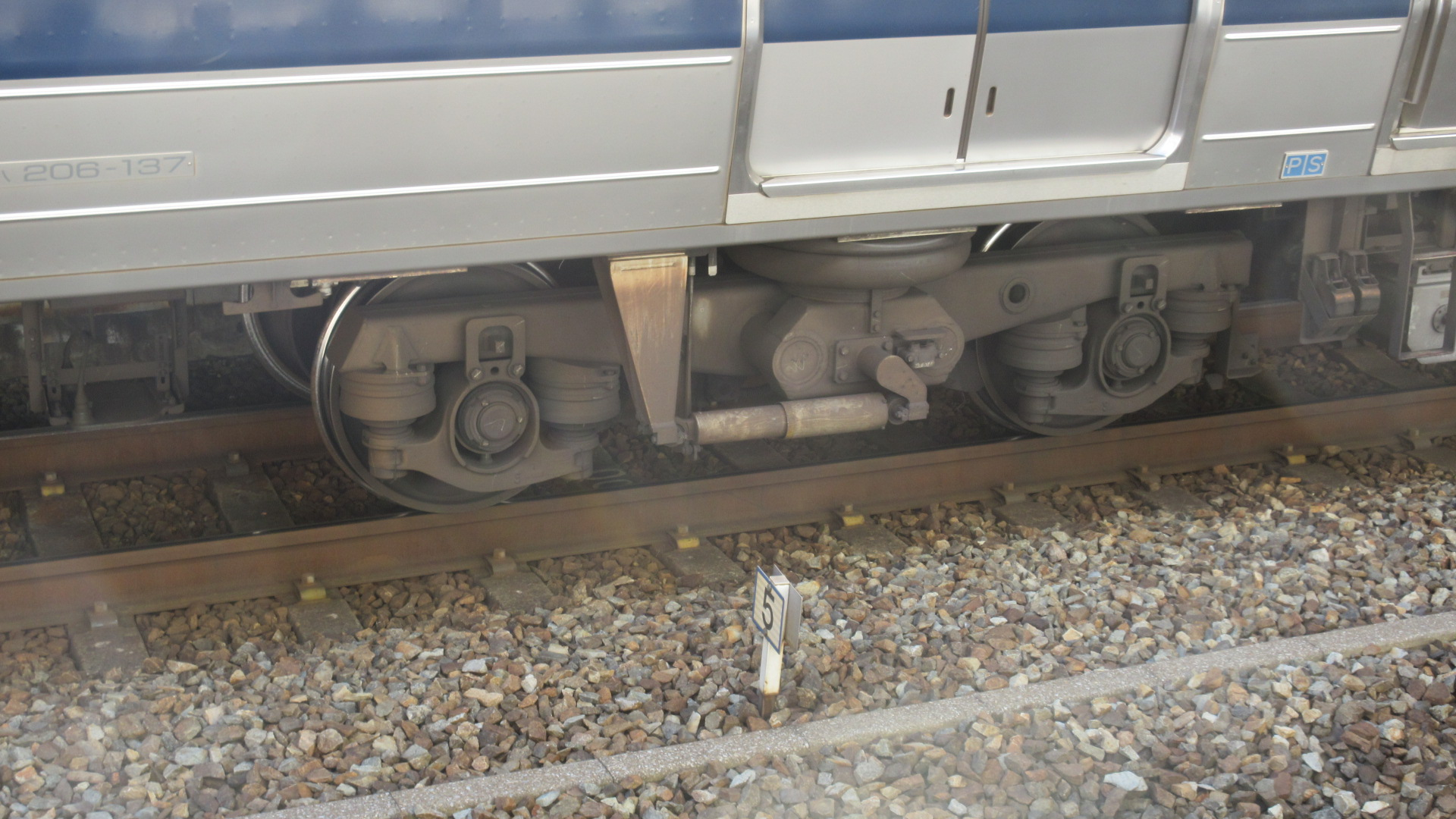
付随台車 （先頭寄り）
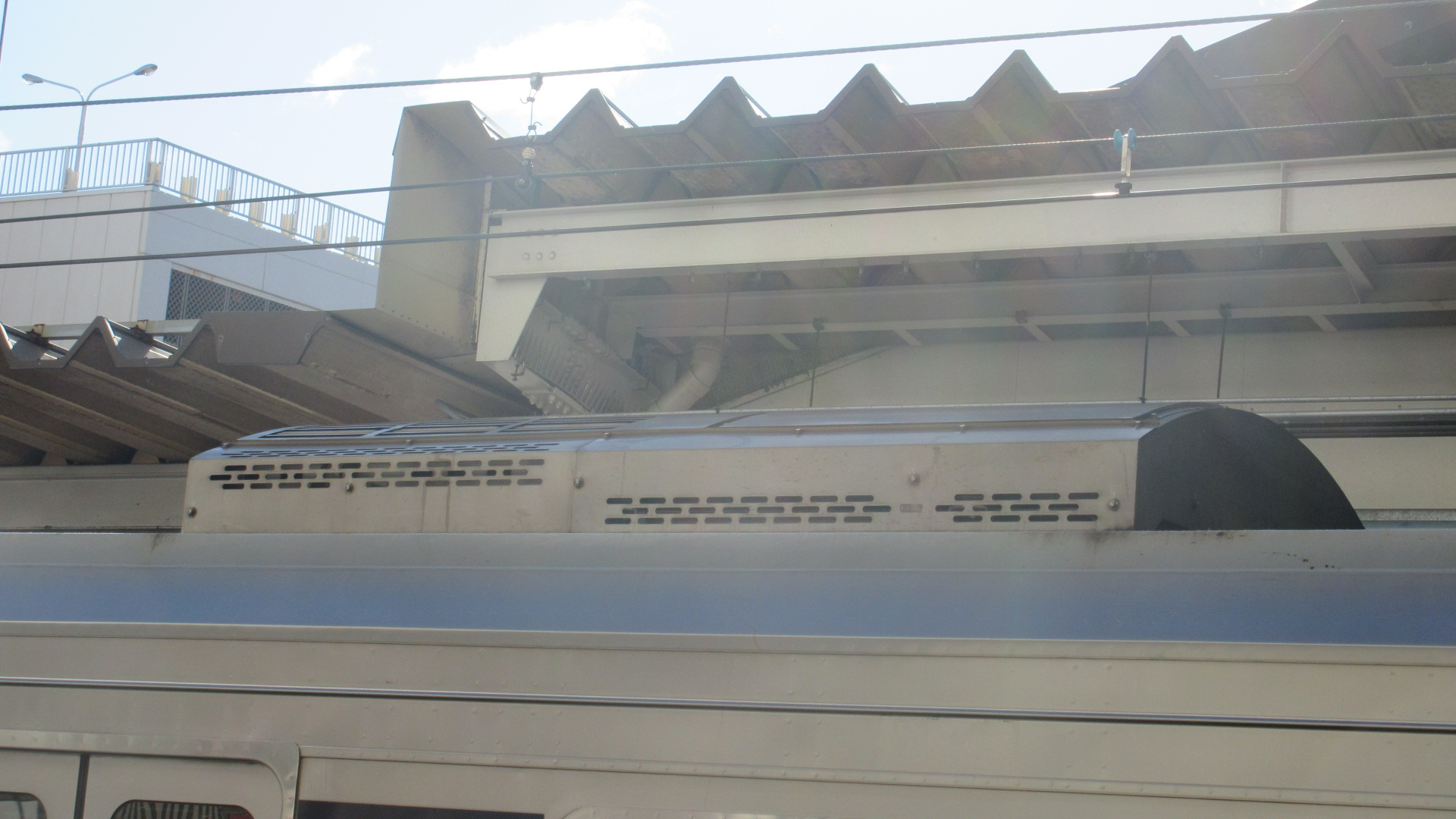
空調装置

### 1000番台
東海道本線（JR京都線）、山陽本線（JR神戸線）の103系の置き換えおよびJR東西線開業準備を目的として1994年（平成6年）から製造されたグループで、同年3月1日から営業運転を開始した。
このグループから電動車ユニット方式が廃止され、同時に0番台には存在しなかったクモハ形式が設定され、一部の車両が後藤総合車両所で製造された（S54・S55編成）。0番台では電動車両に走行機器を集中搭載していたが、本番台では、クモハ形式設定による床下機器設置スペースの都合から電動車両（クモハ207形・モハ207形）には、VVVF 制御装置・補助電源装置を搭載し、付随車（サハ207形・クハ206形）の一部に空気圧縮機などの補機類を搭載する。これらの組み合わせでMT比1：1となるように組成された。
制御装置（WPC3A）には、パワートランジスタ素子の VVVF インバータ制御装置を搭載した0番台とは異なり、東芝製の GTOサイリスタ素子が採用され、1台のインバータで1基のモーターを駆動する個別制御とした。この制御装置は同じ1994年登場の281系や223系0番台でも採用された。
補助電源装置はGTOチョッパ+IGBTインバータで構成され、定格容量 122 kVA を備える WSC31 を、空気圧縮機には0番台と同様のレシプロ式 WMH3093-WTC2000A を搭載する。
急勾配の多いJR東西線に対応するため、主電動機は出力 200 kW の WMT102 、3次車および4次車は出力 220 kW の WMT104 にパワーアップしている。運転台パネルの計器配置も変更された。冷房装置は集約分散式の WAU702B を1両につき2基搭載している。角に丸いカバーが追加された点が外観上の変更点となっている。
集電装置は、耐寒・耐雪性能に配慮し、耐雪用カバーと架線追従性向上を目的としたダンパー取り付けが施された WPS27D 下枠交差式パンタグラフを電動車両に1基搭載する。ただし、2基搭載できるように準備工事が施されており、JR東西線開通に合わせて2基搭載に変更された。
1次車
1994年（平成6年）に基本の6両編成と付属の2両編成がそれぞれ14本ずつ112両製造され、吹田工場高槻派出所（現・網干総合車両所明石支所高槻派出所、以下同じ）に配置され同年3月1日から運用を開始した。これにより、明石電車区の103系を置き換え、本線系統の普通運用から103系が一旦撤退した。
日中は6両編成で、ラッシュ時は8両編成で運転されたが、運用開始から約1か月間は一部の駅でホームの延長が間に合わず、6両編成のモハ207を抜いて、5+2の7両編成で運転された。1次車のみ、サハ207形は空気圧縮機を搭載した1100番台となっている（前述）。
2次車
1995年（平成7年）3月から4月にかけて、4両編成×3本12両と3両編成×9本27両の計39両（V5 - V7・V31 - V39編成）が落成し、宮原電車区に配置された。同年4月20日のダイヤ改正では、福知山線での運用範囲が篠山口駅まで拡大された。
3次車
1996年（平成8年）3月に、4両編成×2本8両と3両編成×4本12両、モハ207形1500番台2両の計22両（T18 - T19・S24 - S27編成）が落成し、T編成が吹田工場高槻派出所に、S編成が淀川電車区に配置された。
4次車
1996年（平成8年）7月から1997年2月にかけて、3両編成×28本の計84両（S28 - S56編成）が落成し、吹田工場高槻派出所に配置された。
JR東西線開業前に組み替えと追加製造が行われ、T編成4両編成×19本計76両とS編成3両編成×55本計165両となっている。この時、片側（加古川・篠山口側）にしか設置されていなかったパンタグラフが、0番台と同じ2個設置に変更された。その後、0番台同様に全車網干総合車両所に移管されている。
また、0番台に組み込まれ車両番号に500をプラスされた1次車のモハ207形奇数車はパンタグラフを撤去している。ただし、既存の車両では0番台2両が余剰となるため追加で2両新造されているが、屋根上の機器配置は他の1000番台と同様である。

1000番台走行機器各種
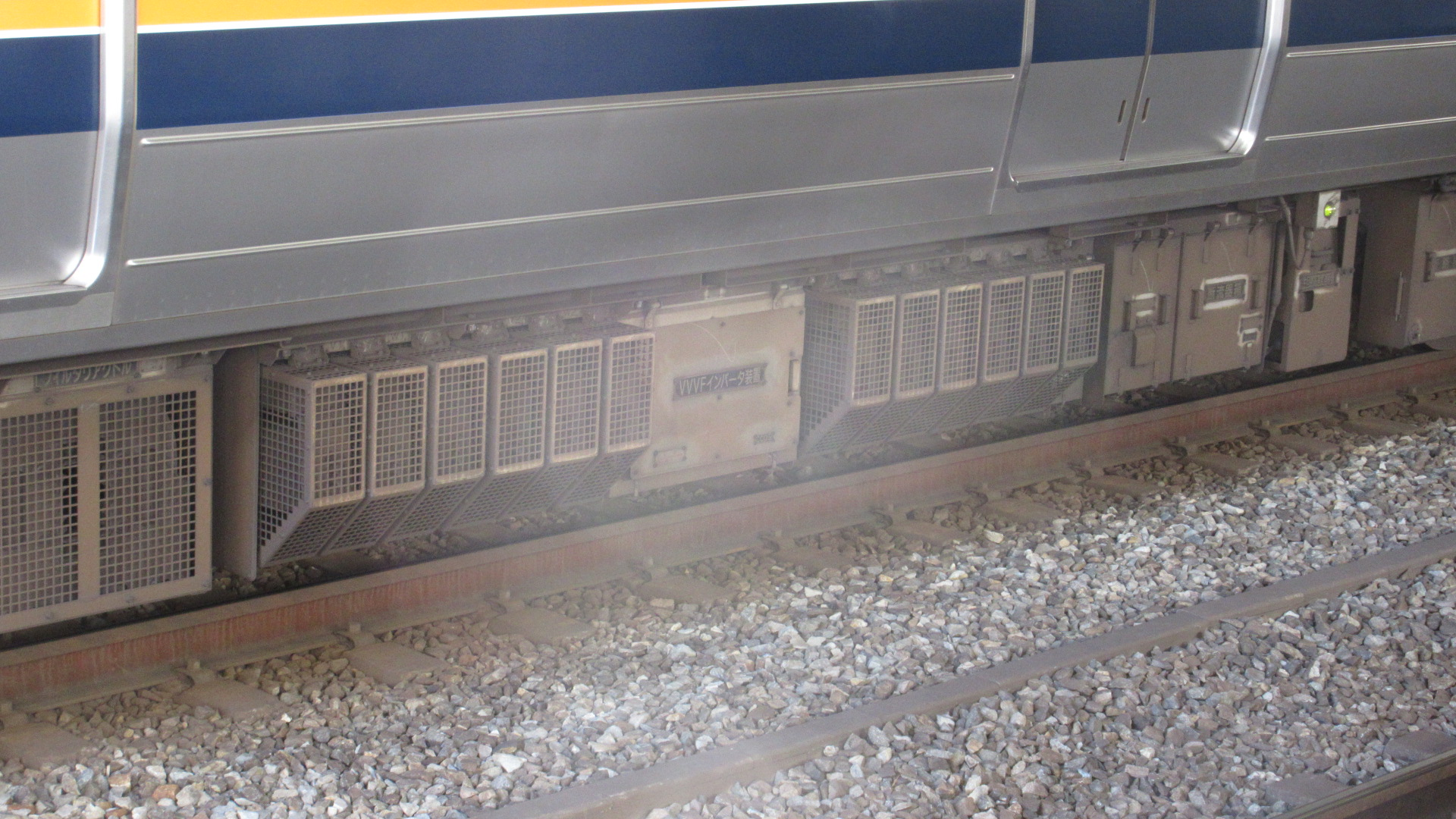
VVVF制御装置
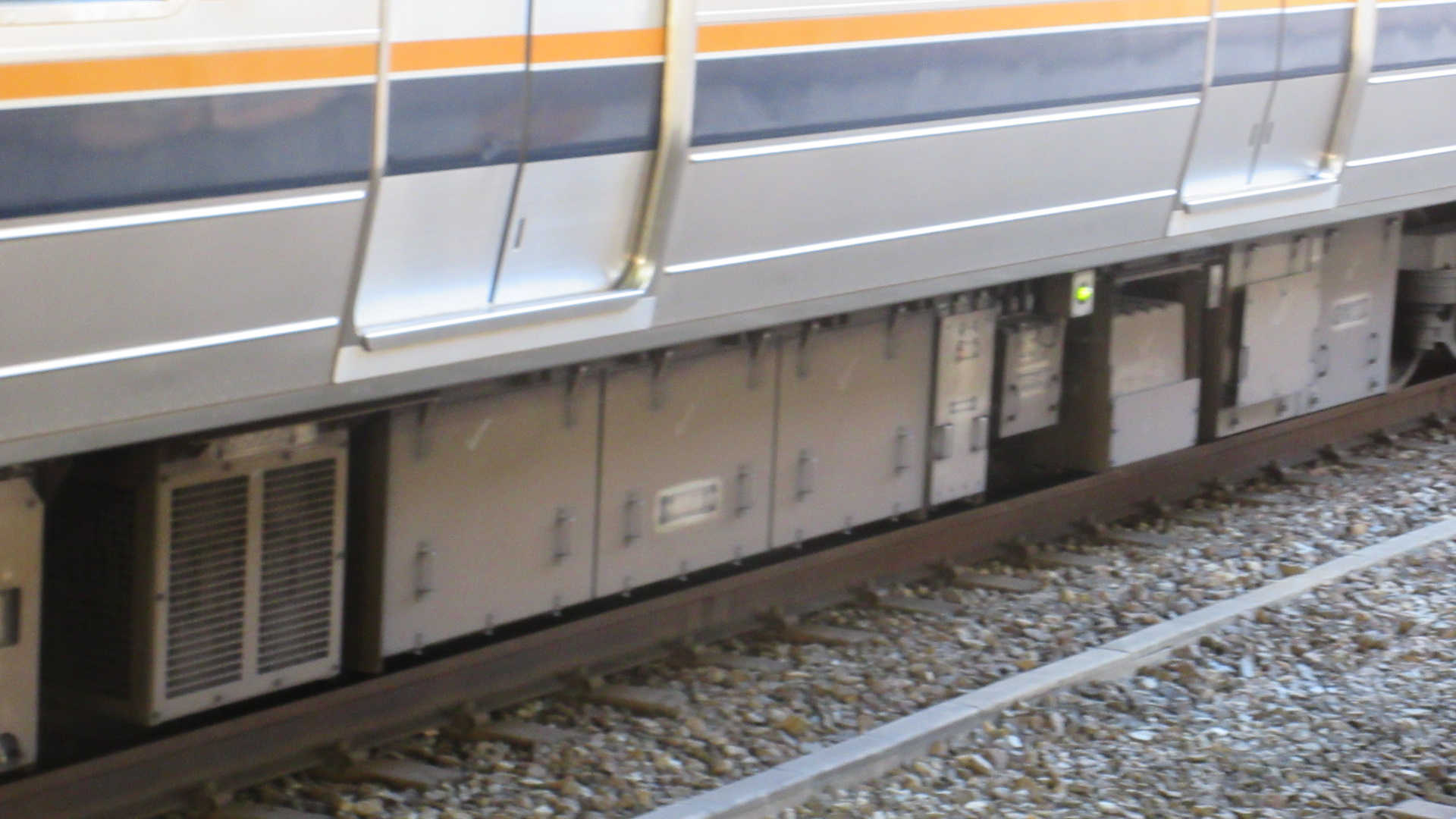
SIV （S編成S47までとT編成全車のタイプ）
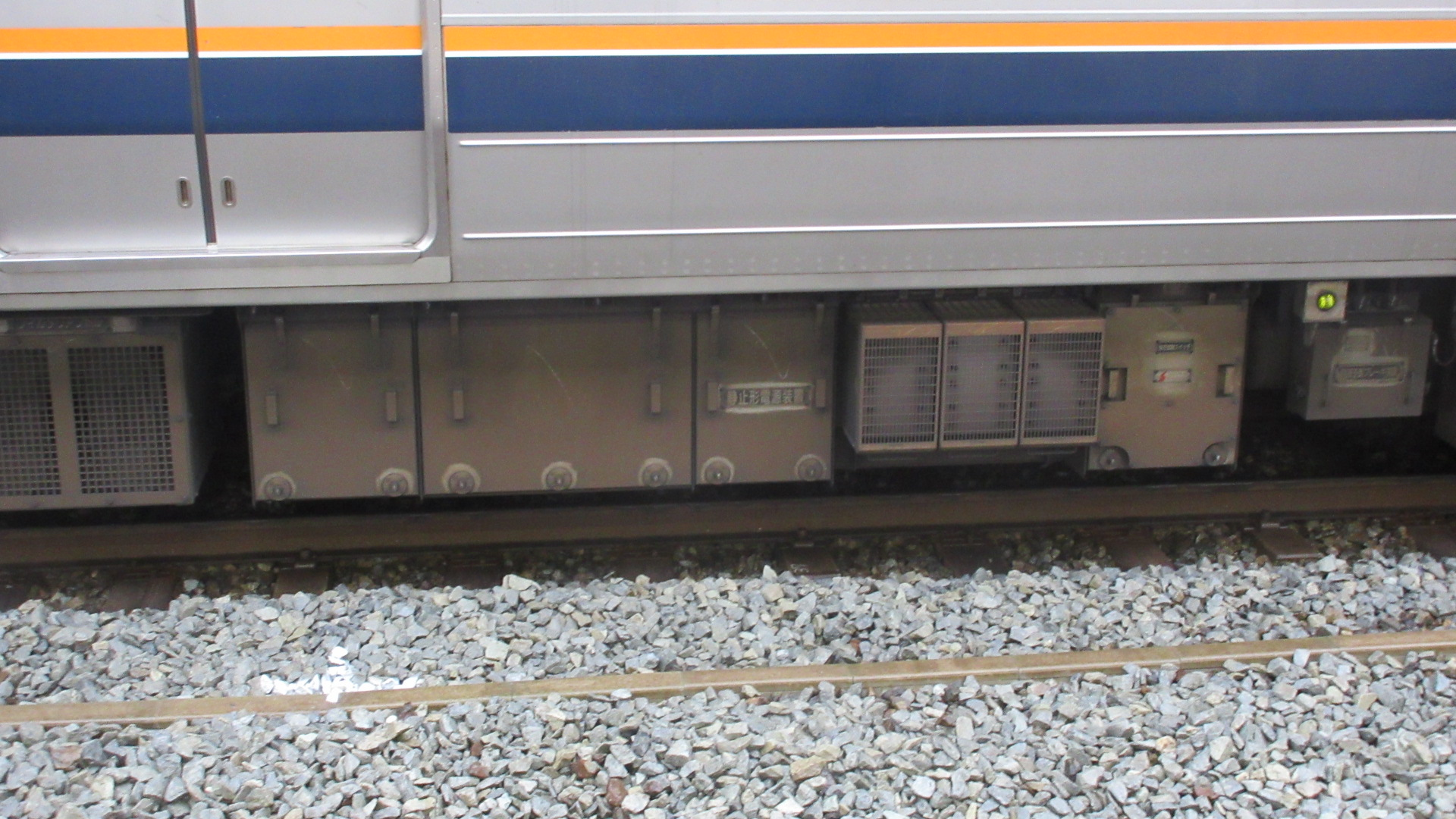
SIV （S編成S48以降のタイプ）
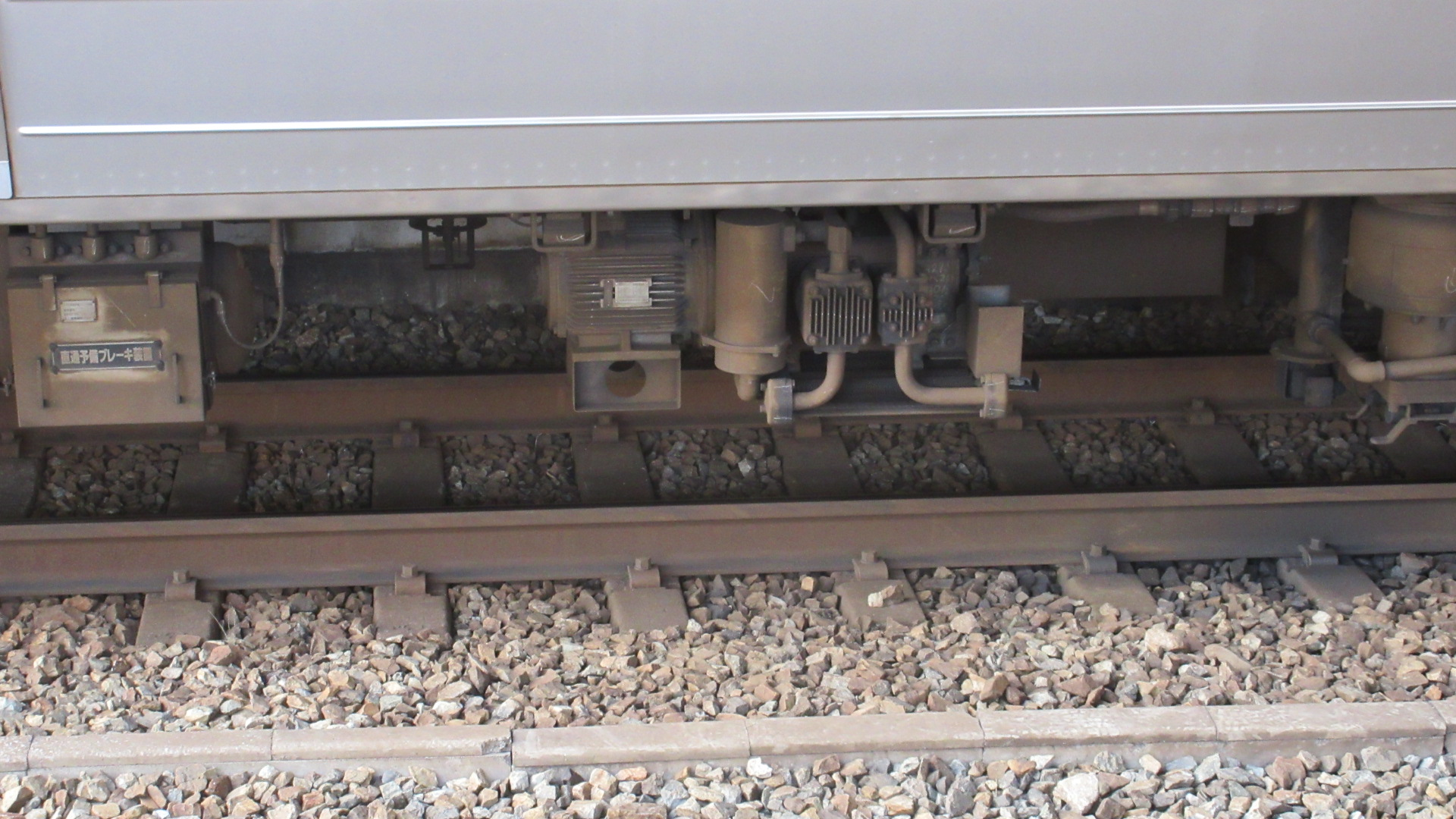
電動空気圧縮機
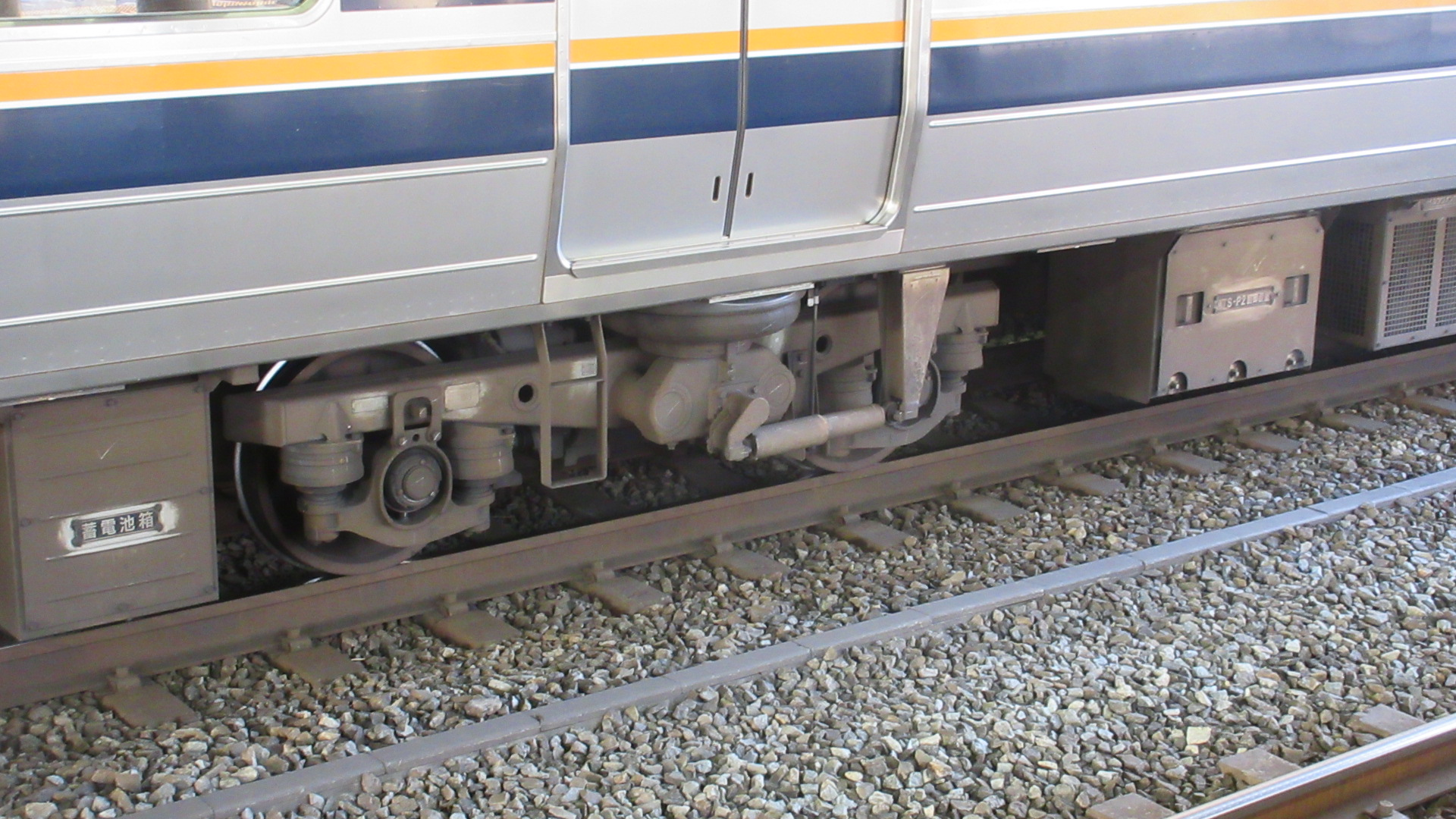
電動台車
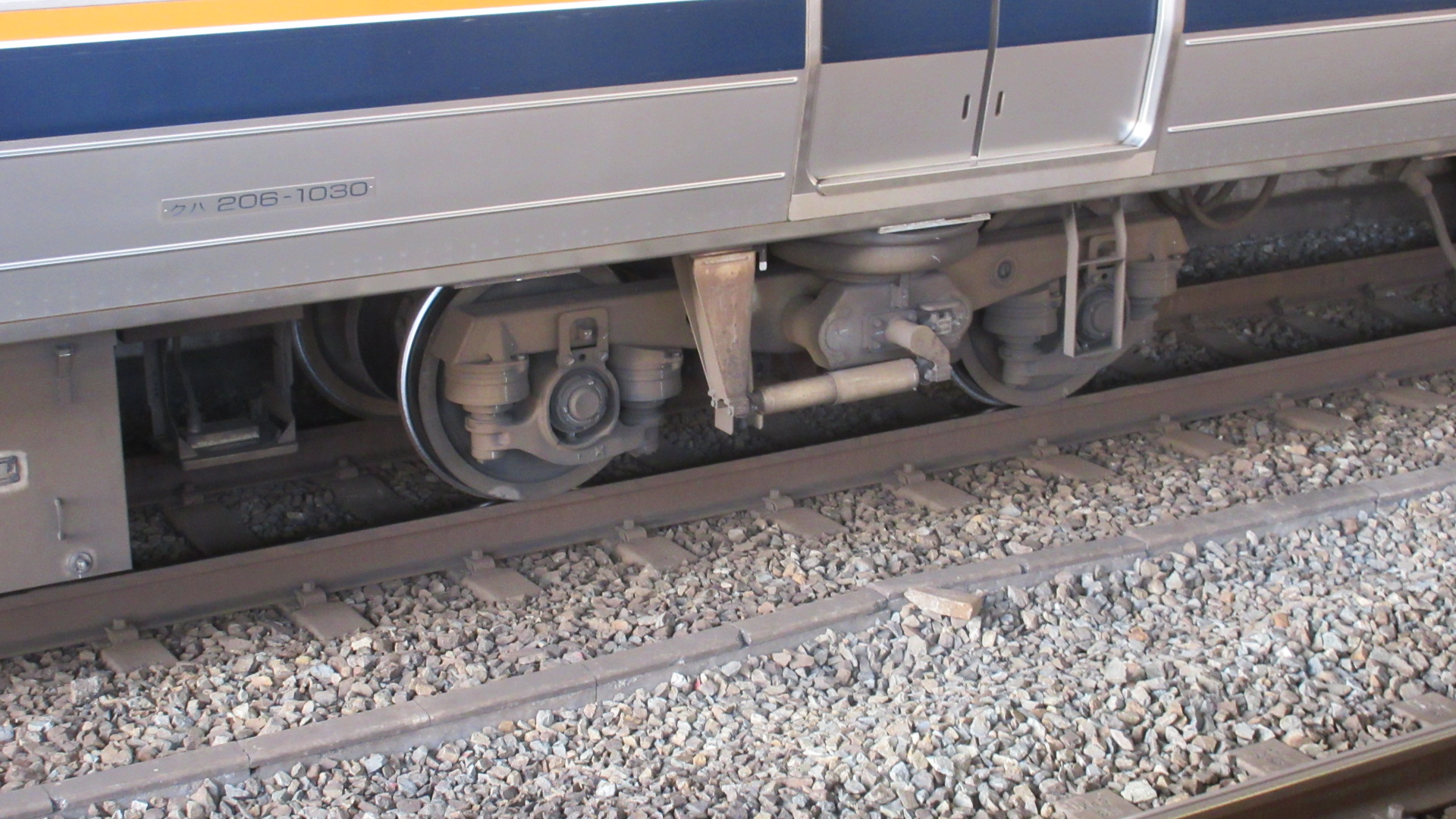
付随台車
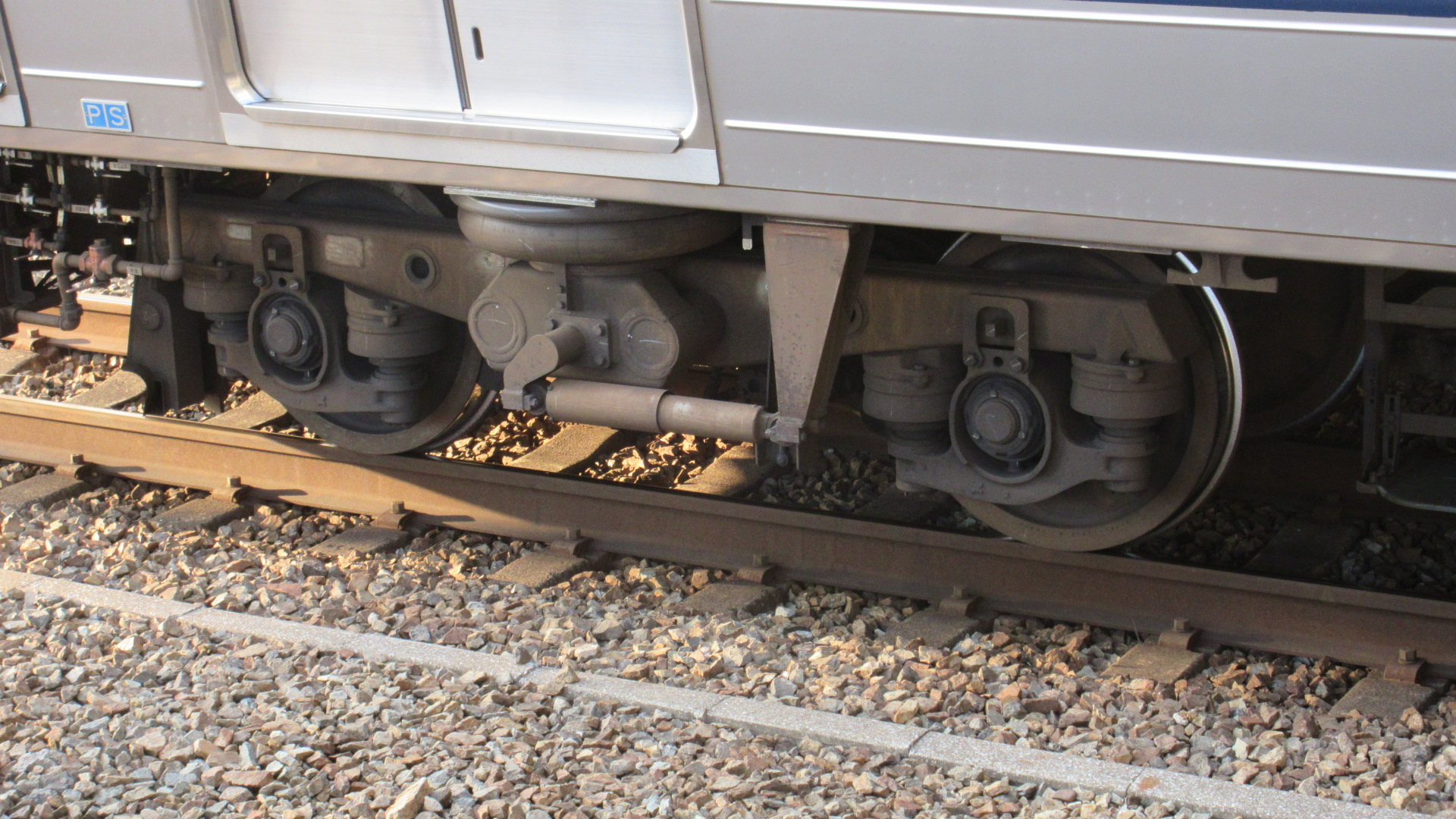
付随台車 （先頭寄り）

### 2000番台
学研都市線の輸送改善と103系置き換えを目的に、2002年（平成14年）から製造されたグループである。車両外観には大きな変化は見られないが、機器艤装は基本的に223系2000番台をベースとしている。そのため、電動車の戸袋部分に機器冷却のための風洞が設けられた。T編成4両11編成44両とS編成は3両12編成36両の合計80両が在籍し、編成番号は1000番台の続番となっている。
電動車両（クモハ207形・モハ207形）には、車両制御装置を搭載し、付随車（サハ207形・クハ206形）に空気圧縮機などの補機類を搭載する。
車両制御装置（WPC13）は、IGBT 素子を使用した3レベル電圧形 PWM インバータである。1基の装置中にインバータを5基（主回路部4基+補助電源部1基）搭載し、主回路部はインバータ1基で1台の主電動機を制御する 1C1M 制御方式を採用している。補助電源部は三相交流 440 V 、150 kVA の容量を有しており、主回路部と同じく IGBT を用いた2レベル電圧形 PWM インバータを CVCF 制御し、補助電源部が故障した際には主回路用インバータを CVCF 制御することで補助電源のバックアップとしている。主電動機も同車のものと同型の WMT102B を搭載している。電動空気圧縮機 (CP) は従来のレシプロ式から除湿装置一体型の低騒音型スクリュー式 (WMH3098-WRC1600) に変更され、クハ206形に搭載する。のちに登場する225系や287系にも採用されている。台車は軸バネ部が乾式円筒案内式とされたWDT62（電動車両）、WTR239B（付随車）となった。
それまでのグループは運転台パネルにデジタル計器が使用されていたが、本番台では223系1000番台以降に準じたアナログ計器に変更された。
内装ではドアが開く際もドアチャイムが鳴るように改良され、試作車を除く全編成も変更された。車端部に車いすスペースを設置している。
この番台から転落防止幌が製造時から設置され、2006年（平成18年）より稼働中の全編成に設置された。また、落成時からATS-P保安装置を搭載している。
1次車
2002年（平成14年）、学研都市線の輸送力増強を目的に製造された。
2次車
JR宝塚線で日中運行する普通列車を全面的に207系化するため、2003年（平成15年）から製造された。1次車からの変更点として緊急列車停止装置（EB装置）を装備するようになり、窓ガラスに緑がかったUVカットガラスが採用された。なお、EB装置については既存車についても取付工事が実施されている。

2000番台走行機器各種
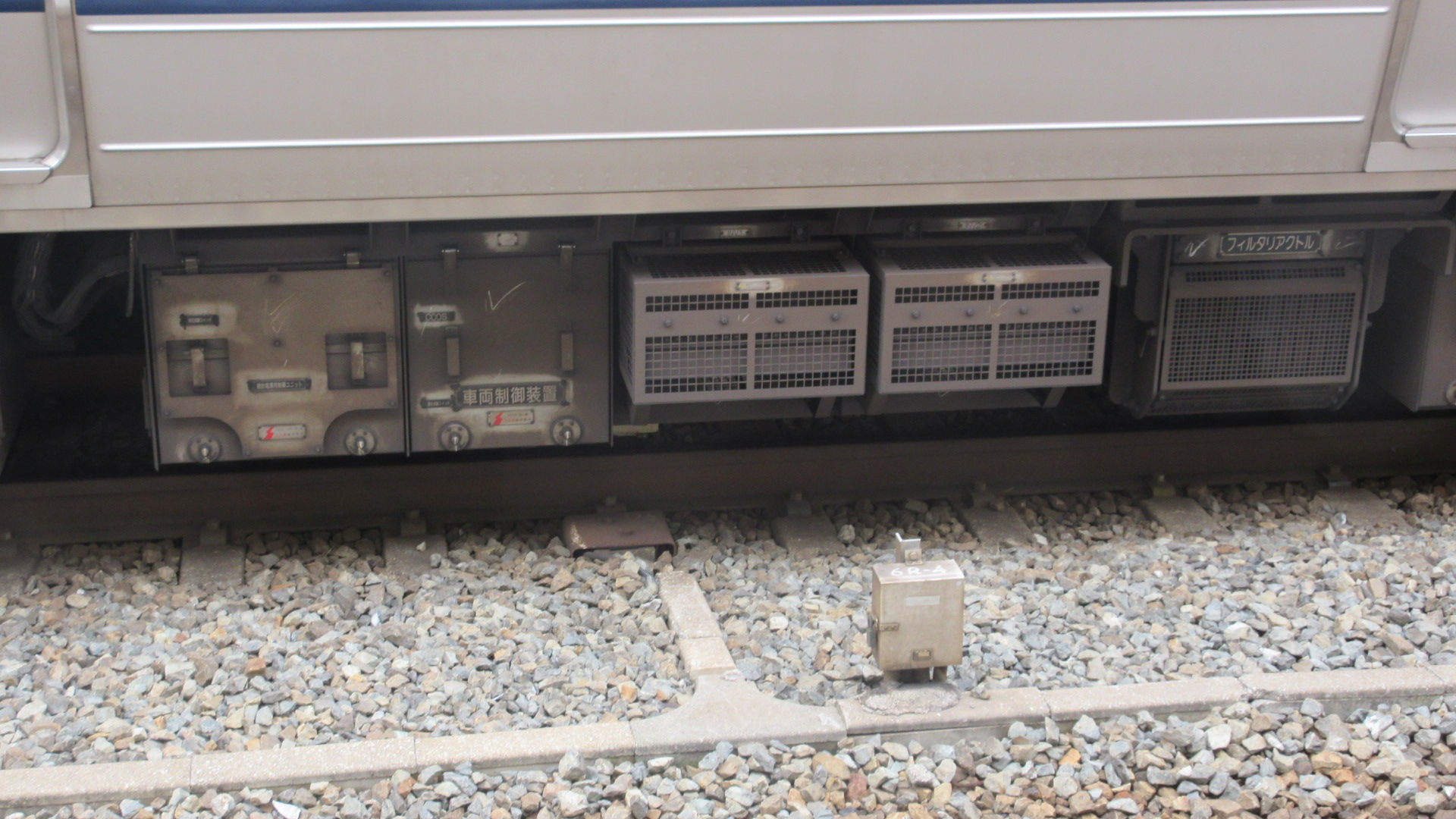
車両制御装置（山側）
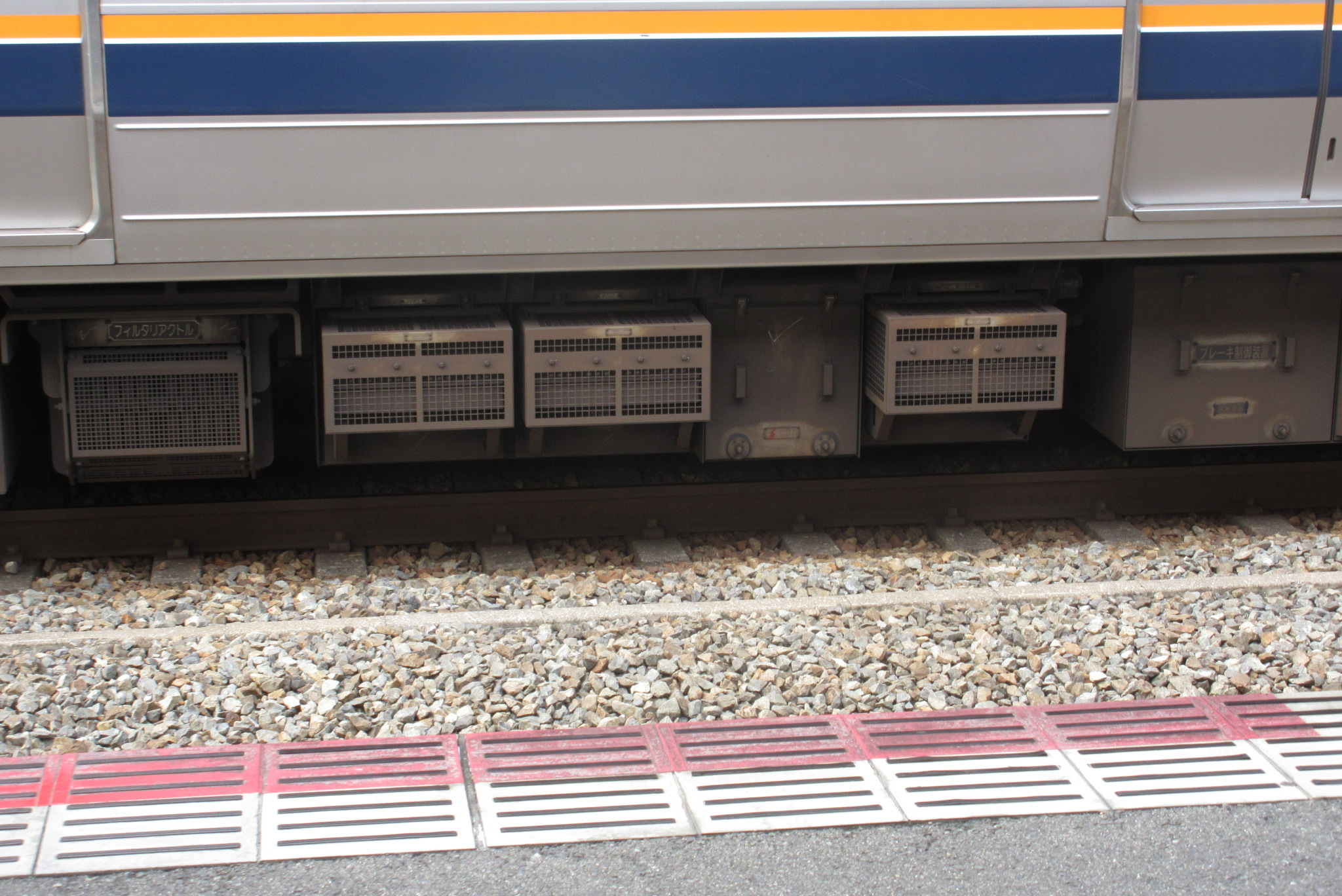
車両制御装置 （浜側）
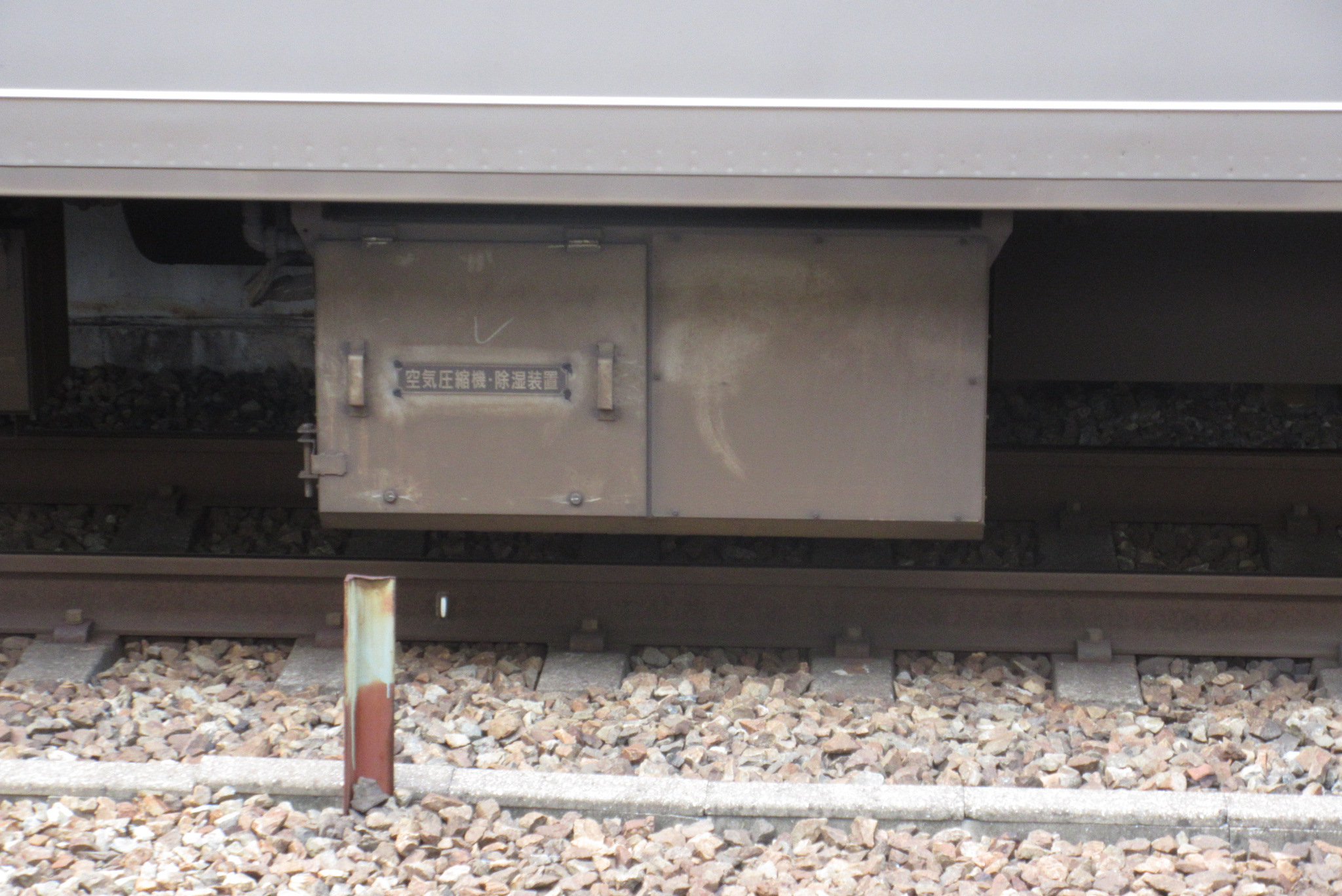
電動空気圧縮機
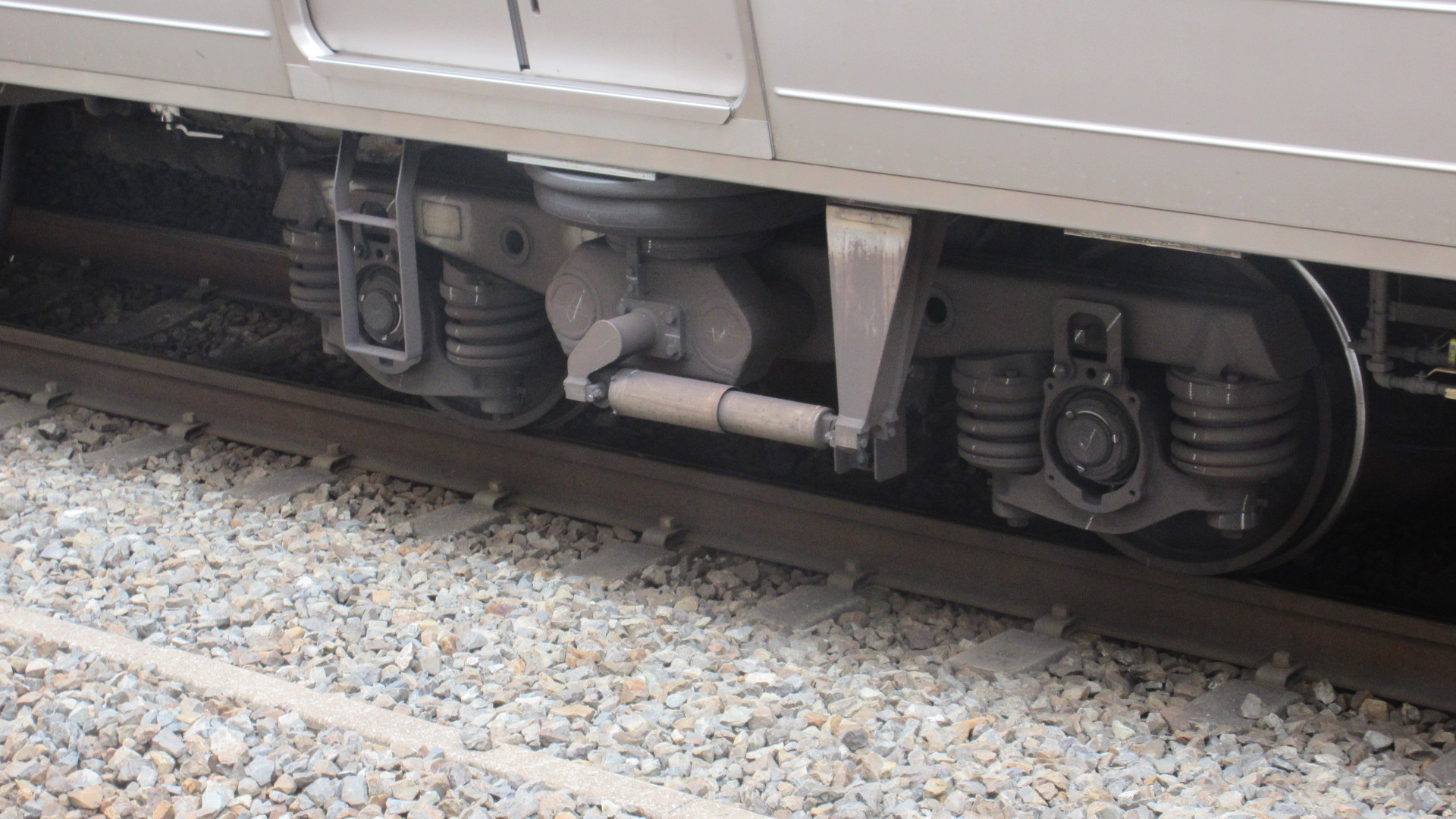
電動台車
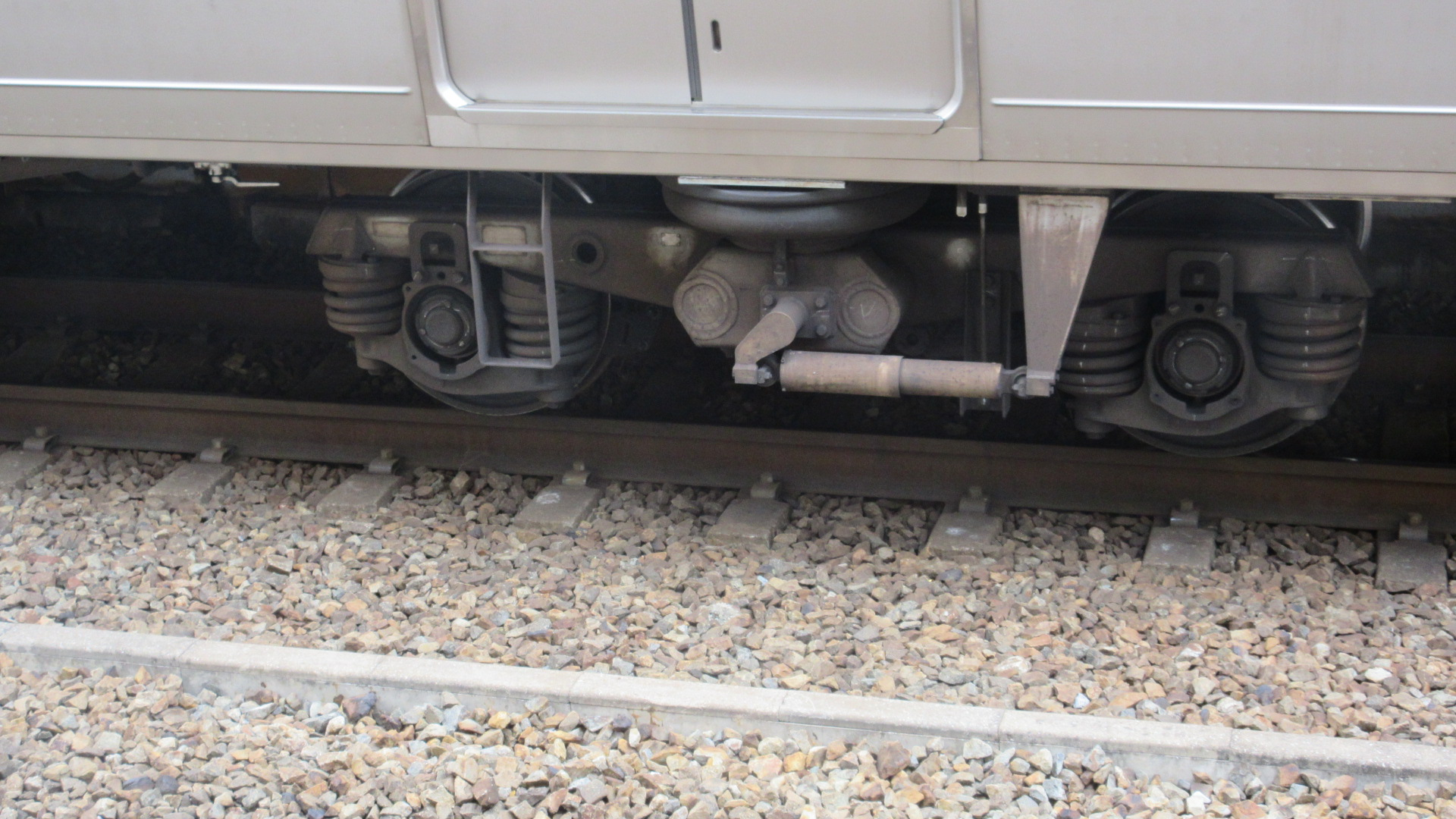
付随台車

## 改造

### ATS-P取り付け工事
1994年（平成6年）8月から1995年（平成7年）3月にかけて、0番台量産車のクハ39組78両（クハ207-2 - 17, 101 - 113, 130 - 139・クハ206-101 - 139）に対してATS-P保安装置の取り付けが吹田工場で行われた。

### 耐寒耐雪改造
1995年（平成7年）12月25日に福知山線藍本駅で0番台4両が雪によるブレーキ不具合で停止位置を行き過ぎ安全側線に進入し脱線する事故が発生。これ以降、0番台に耐雪ブレーキ装備などの耐寒耐雪改造が行われた。

### JR東西線開業に向けた改造
開業前に運用されていた298両については次のような改造が施工された。
- 1000番台の先頭車両に、ATS-P車上装置の取り付け
- 0番台の全車両に1パンタ・2パンタの切換機能の追加
- 1000番台の1パンタ取り付け車を2パンタ化
- 0番台のM車の加速度を1000番台と同一化
- 1000番台車両を0番台へ組み込み
- 0番台量産車のすべて先頭車に自動解結装置取り付け

### ヨーダンパの追加装備
高速運用時の蛇行を防止する台車のヨーダンパが途中から追加装備されるようになり、当初準備工事だけであった初期車にも装備され、2003年までに取り付けが完了した。

### 帯色変更

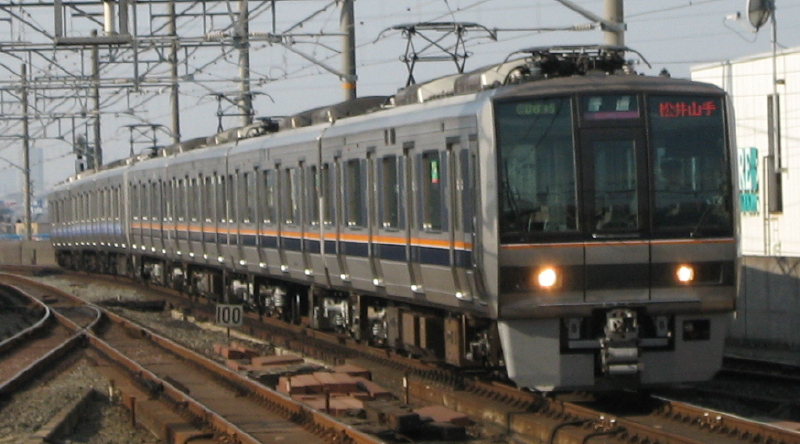
帯色変更過渡期の207系2000番台
（2005年12月10日 住道駅）

2005年（平成17年）11月より321系の導入に合わせて車両のイメージチェンジが行われることとなり、帯色が従来の濃淡青から、紺とオレンジの組み合わせに変更され、2006年（平成18年）3月に完了した。 この帯の塗色変更については、同年4月に発生した福知山線脱線事故に関連し、被害者、遺族や沿線住民から「事故を想起させる電車を見たくない」といった多くの意見が寄せられたためとする報道もあるが、理由が理由だけに、JR西日本の発表における記述や同社への取材には、事故を理由に塗色を変更したという明確な言及は確認できない。なお、2011年春からの約2年間、JR京都線・宝塚線で平日朝のみ運用されていた205系0番台が同様の帯色に変更されていた時期があった。

### 先頭車間転落防止幌取付

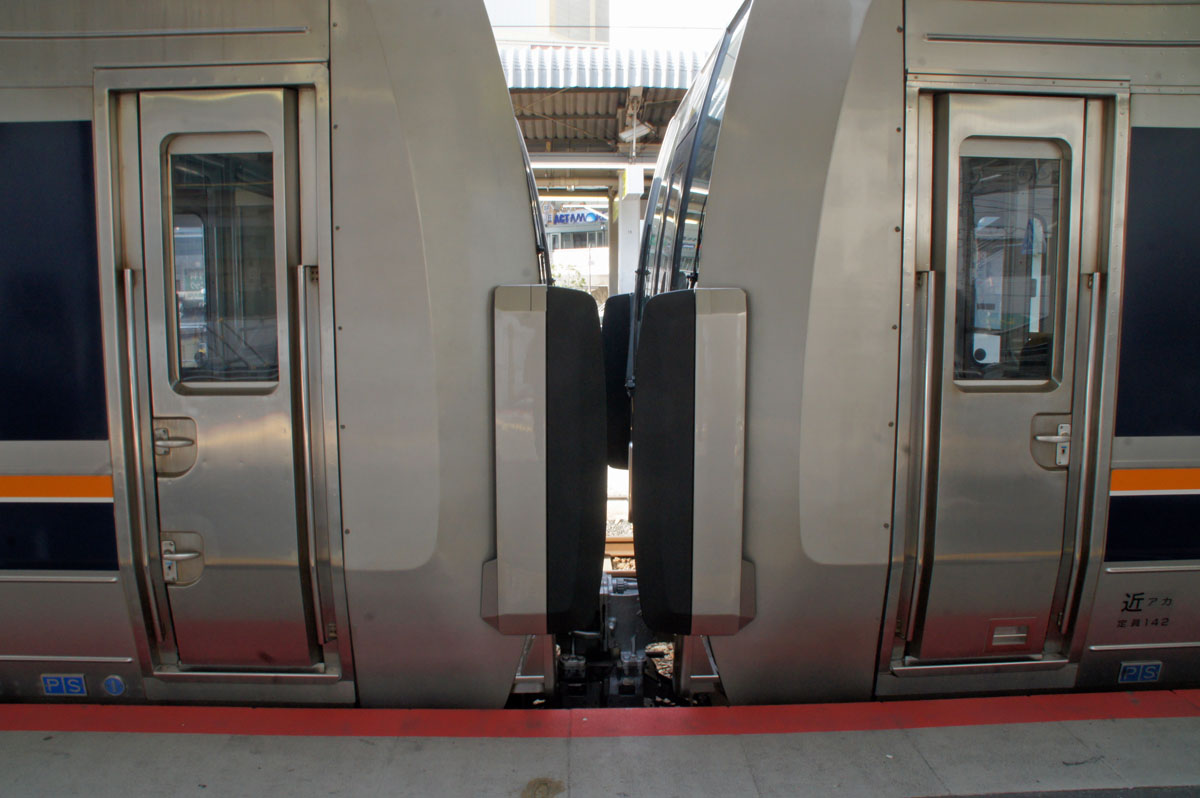
先頭車間転落防止幌

2010年（平成22年）12月17日に舞子駅で発生した乗客転落死亡事故により、その対策として編成中間となる先頭車のみ、2014年（平成26年）から2015年（平成27年）にかけて全編成への設置が完了した。

### 吊り手の交換・増設
2011年（平成23年）10月19日から、本系列と321系の吊り手が225系仕様のものに順次交換および増設が行われている。

### 体質改善工事
| 施工 年度 | 施工工場 施工両数 | 施工工場 施工両数 | 番台別施工両数 施工済み車輌割合 | 番台別施工両数 施工済み車輌割合 | 合計         |
| 施工 年度 | 網干              | 吹田              | 0番台                           | 1000番台                        | 合計         |
| --------- | ----------------- | ----------------- | ------------------------------- | ------------------------------- | ------------ |
| 2014      | 8                 | 12                | 20/143 14%                      | 0/257 0%                        | 20/400 5%    |
| 2015      | 15                | 0                 | 32/143 22%                      | 3/257 1%                        | 35/400 9%    |
| 2016      | 29                | 10                | 52/143 37%                      | 22/257 8%                       | 77/400 19%   |
| 2017      | 28                | 10                | 63/143 44%                      | 49/257 19%                      | 112/400 28%  |
| 2018      | 28                | 6                 | 63/143 44%                      | 83/257 32%                      | 146/400 37%  |
| 2019      | 24                | 8                 | 80/143 56%                      | 98/257 38%                      | 178/400 45%  |
| 2020      | 28                | 6                 | 88/143 62％                     | 124/257 48％                    | 212/400 53％ |
| 2021      | 13                | 8                 | 99/143 69％                     | 134/257 52％                    | 233/400 58％ |
| 2022      | 24                | 12                | 115/136 84％                    | 154/257 60％                    | 269/393 68％ |
| 2023      | 4                 | 0                 | 115/136 84％                    | 158/254 62％                    | 273/390 70％ |

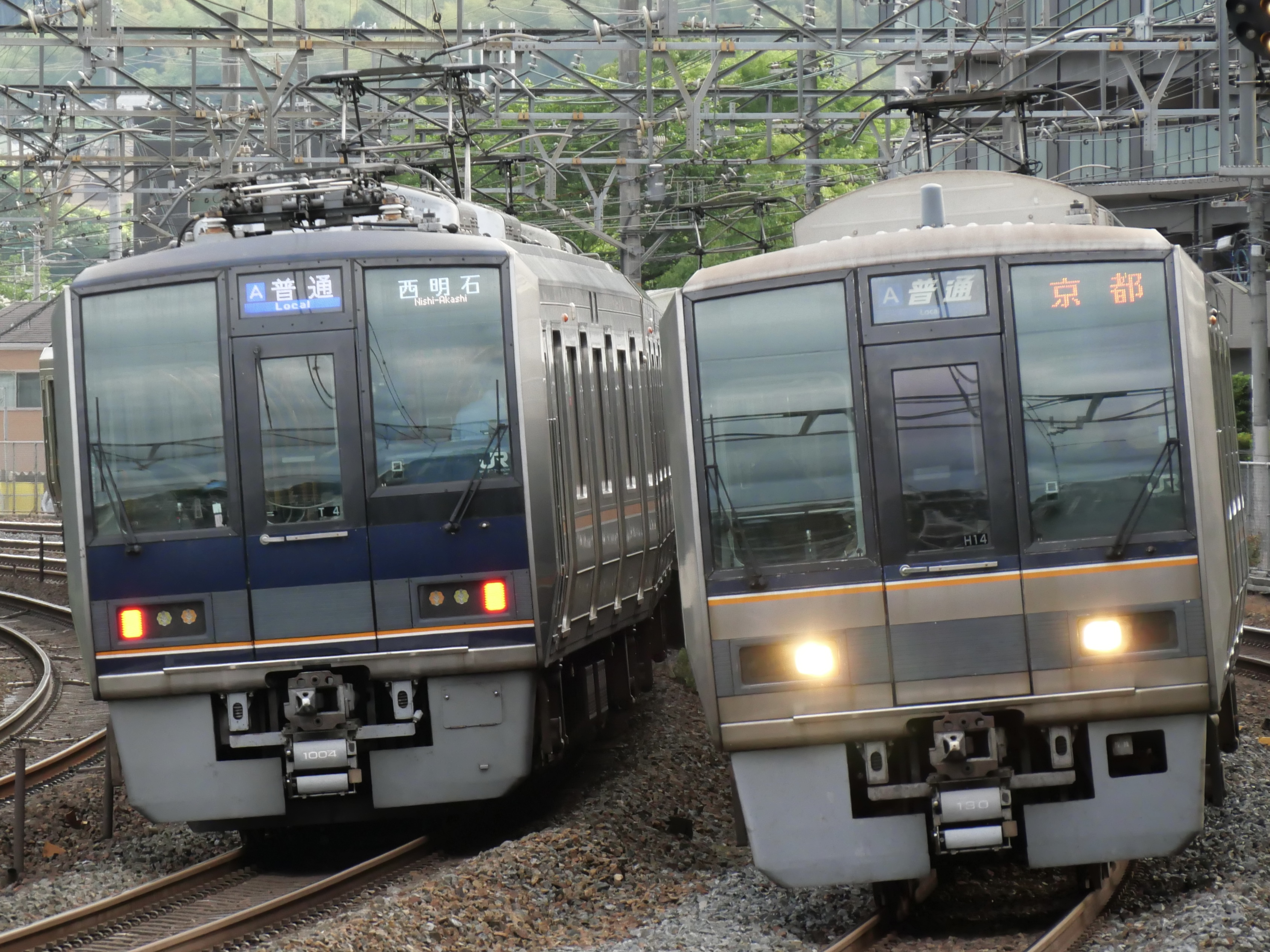
体質改善車（左）と原型車（右）

本形式の中でも最初に投入された0番台と1000番台は新製から20年以上が経過しているため、接客設備の改善および安全性向上を目的に体質改善工事を行っている。第1陣として網干総合車両所明石支所所属の0番台Z22編成が施工され、2014年11月17日に営業運転に復帰した。2022年12月施工のZ20編成をもって、Z編成のリニューアル工事が完了した。
車両外観・床下機器
- 7両編成時に先頭に立つ運転台側の前照灯をHIDに変更し、内側にHID式フォグランプ（黄色）を追加、貫通扉にワイパー設置。なお、中間に入る4両編成のクハ206形と3両編成のクモハ207形の前照灯はシールドビームで存置されている。
  - 2018年（平成30年）12月以降に検査あるいは体質改善工事を施工された車両は前照灯がLEDに、フォグランプは橙色に変更されている。

- オフセット衝突および側面衝突対策として車体の補強を実施。
- 前面を321系に準じたデザインに変更、運転士側の窓を縮小し、スカートを強化型に交換。
- 行先表示器をフルカラーLEDに変更（側面右端には号車番号表示機能追加）。
  - 2023年（令和5年）より、体質改善済みの編成を対象に種別表示器がフルカラーLEDに変更されている。

- 車側灯の変更。
- 車両異常挙動検知装置の設置。
- 主電動機・制御装置・補助電源装置など、床下電子機器類の更新。

車内設備
- 化粧板と床材の取り替え。
- 編成の両先頭車に車椅子スペースを新設。
- 車内照明器具を蛍光灯からLEDに変更の上、蛍光灯カバー撤去（未施工の車両も存在）。
- 7人掛け座席の中央部に新たに仕切り板と握り棒を設置し、6人掛けのバケットシートに変更。
- 消火器の移設。
- 握り棒の色と形状の変更。
- 戸閉予告案内装置をチャイム式から音声式へ変更。

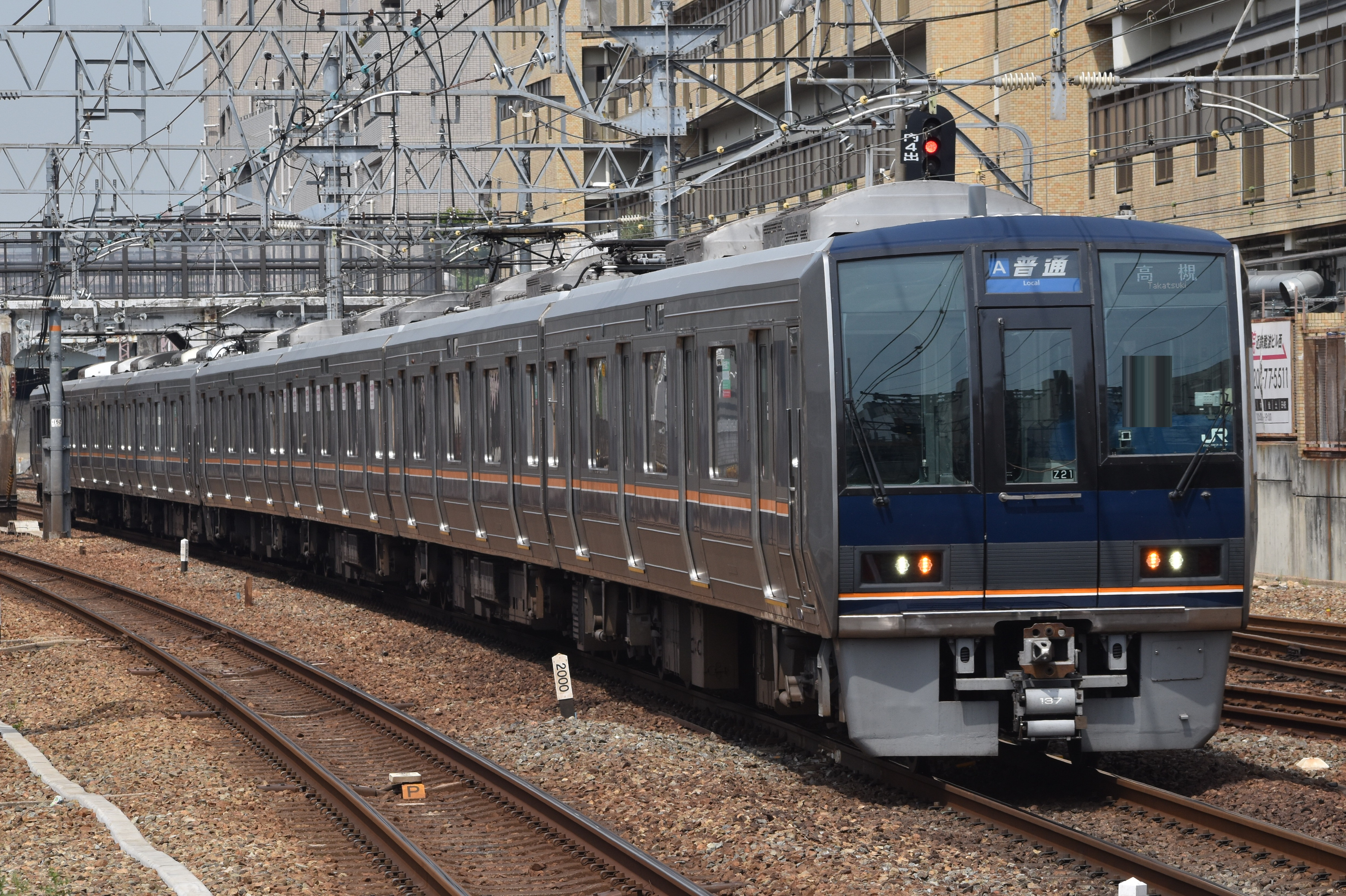
0番台体質改善車（LED前照灯）
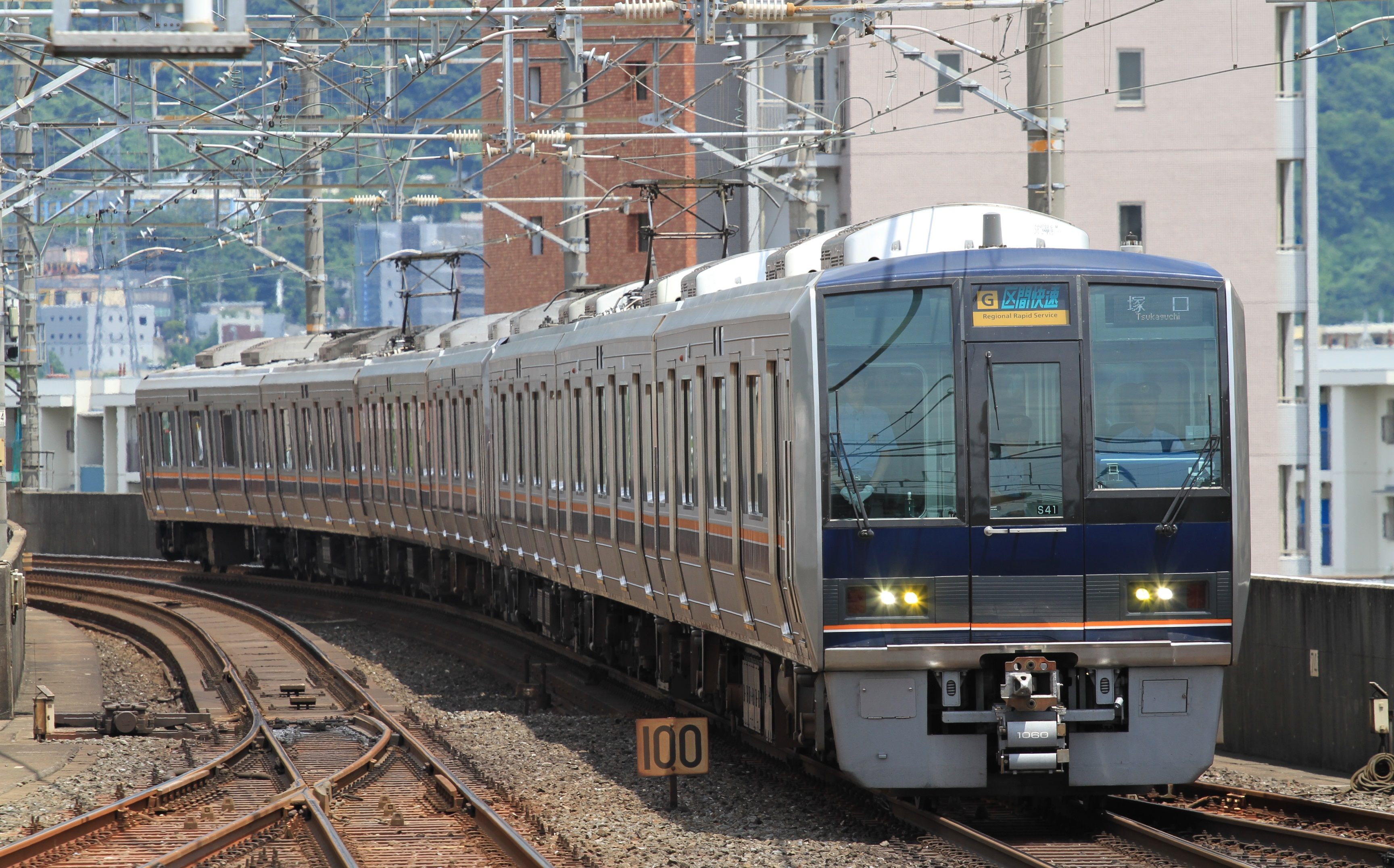
1000番台体質改善車（HID前照灯）
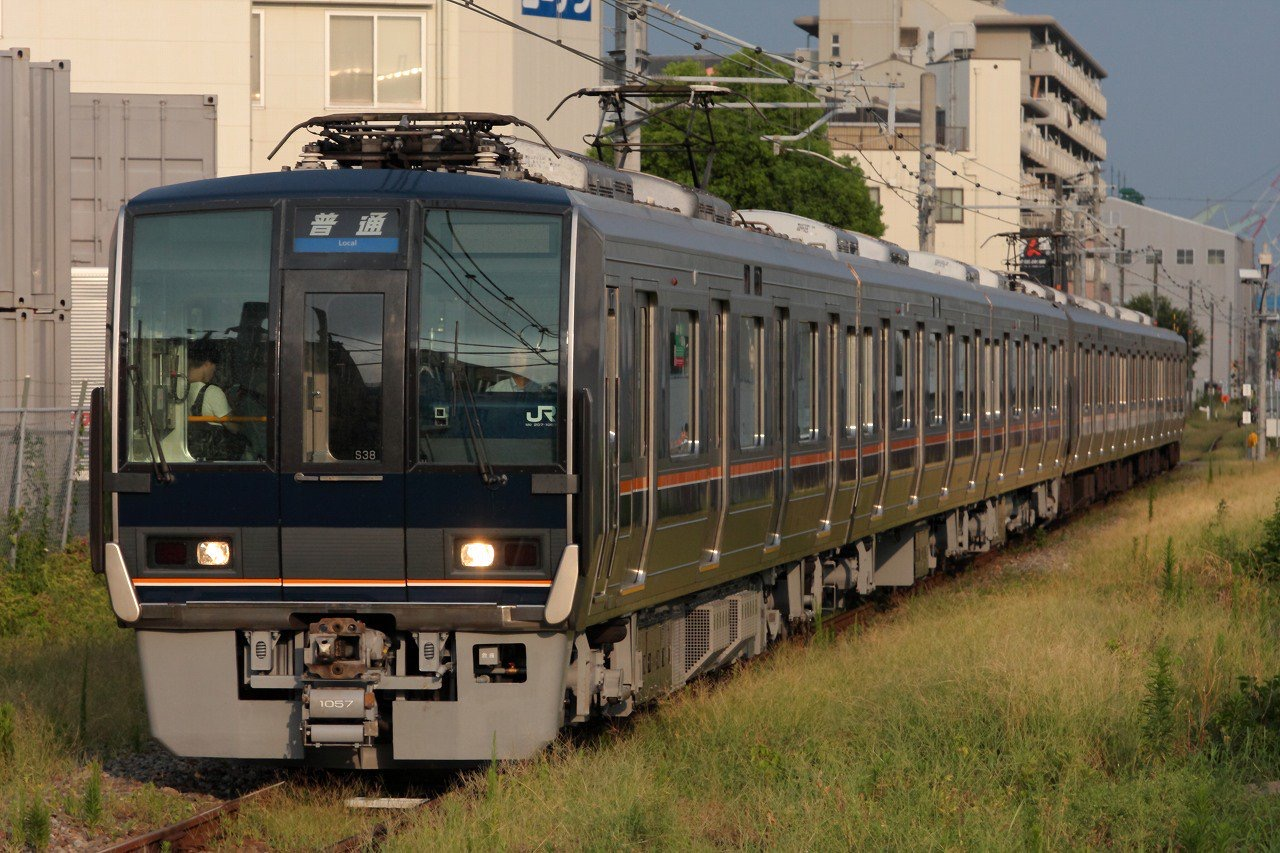
先頭車間転落防止幌を装備した中間運転台 クモハ207-1057
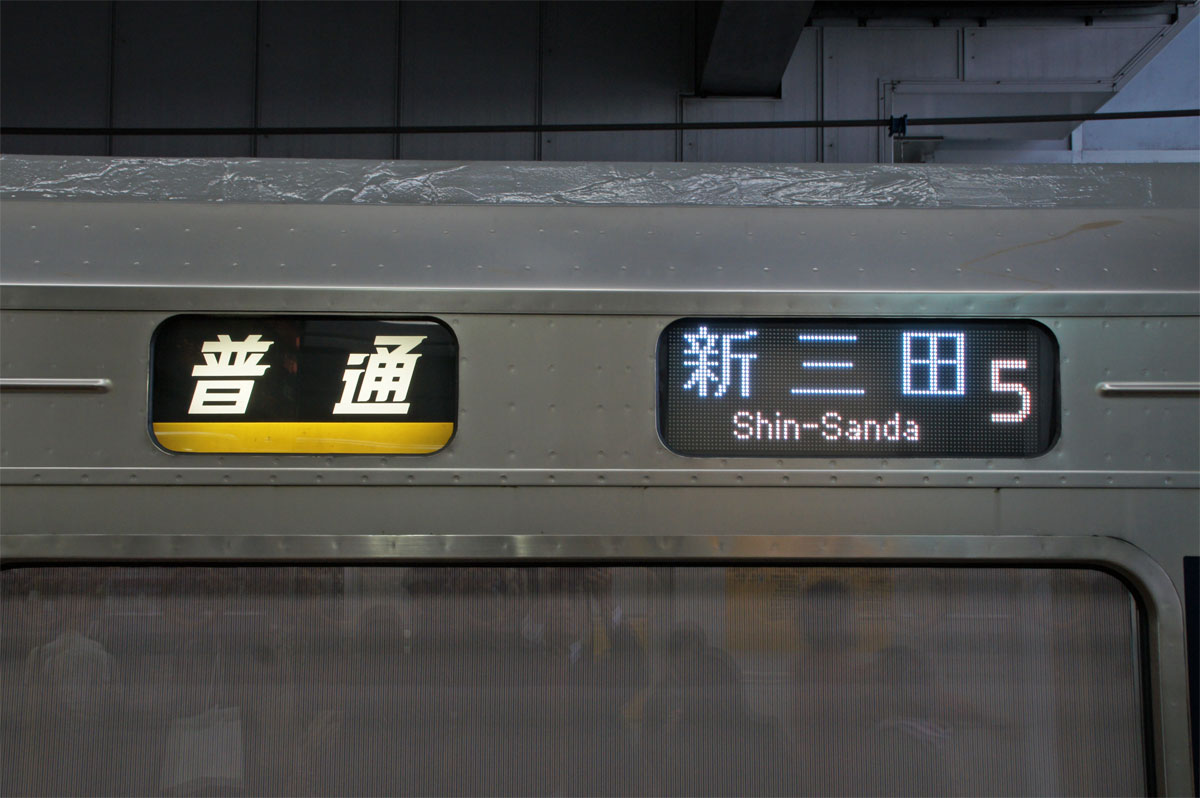
更新された行先表示器
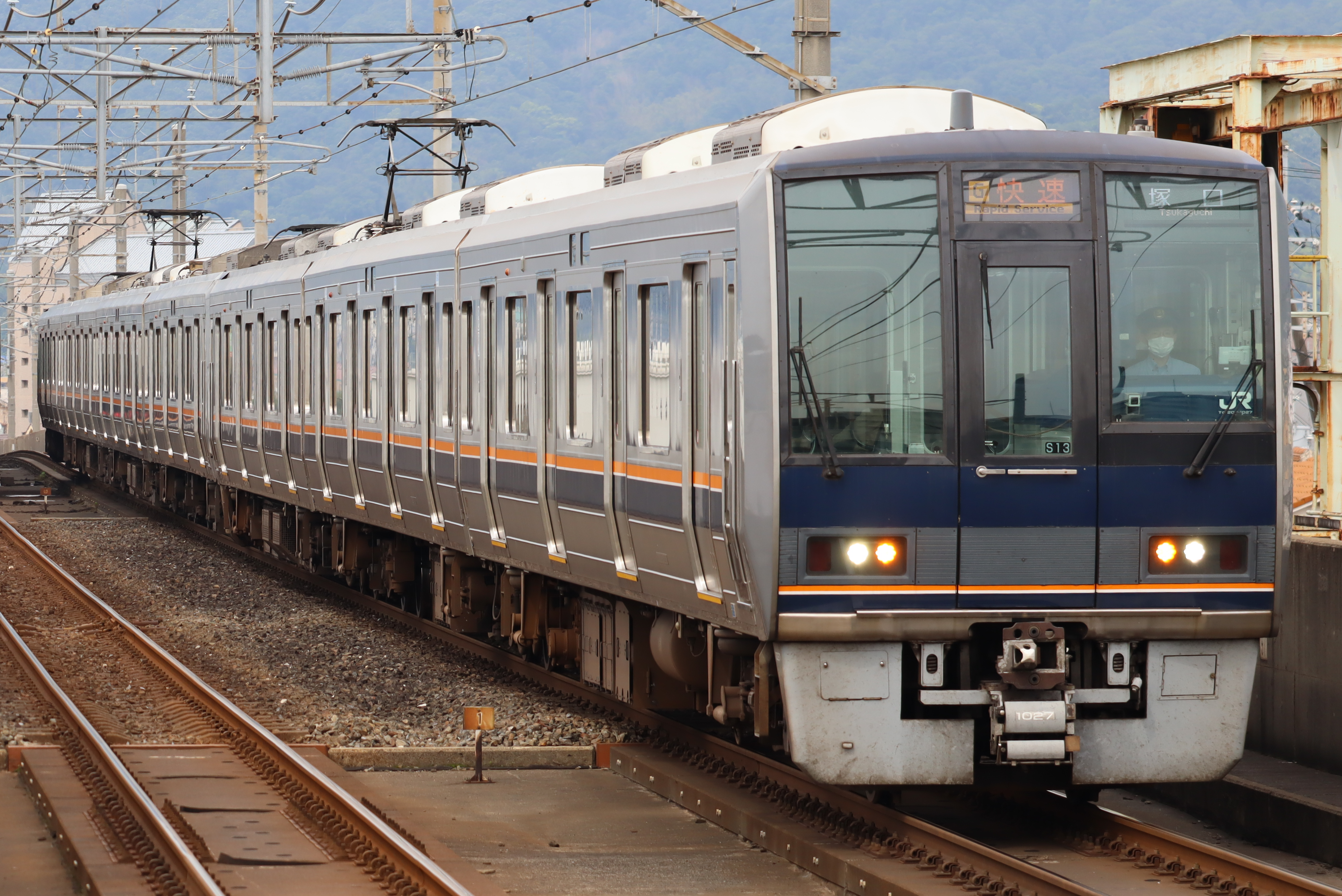
種別表示器もLED化された 207系1000番台体質改善車

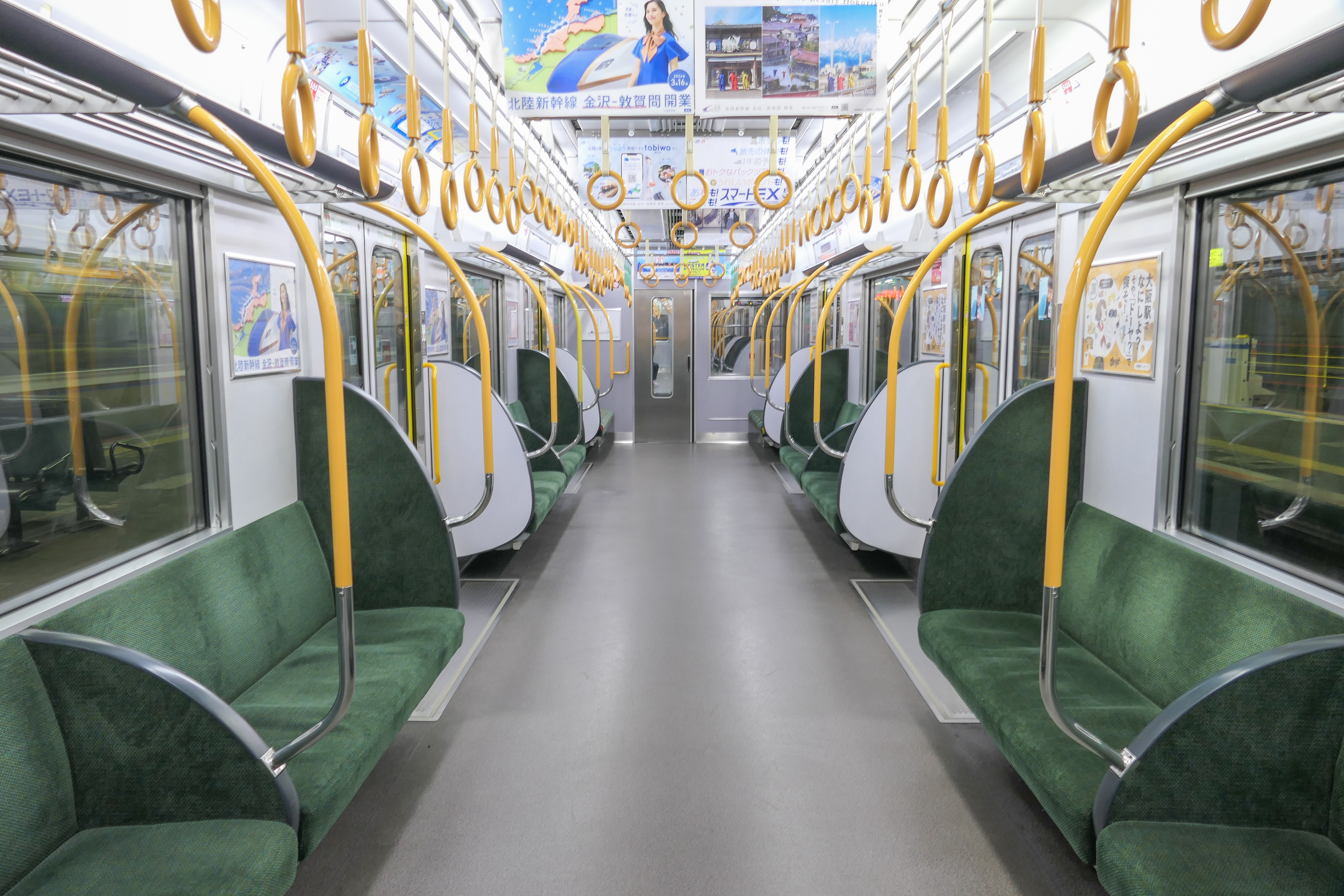
車内全景
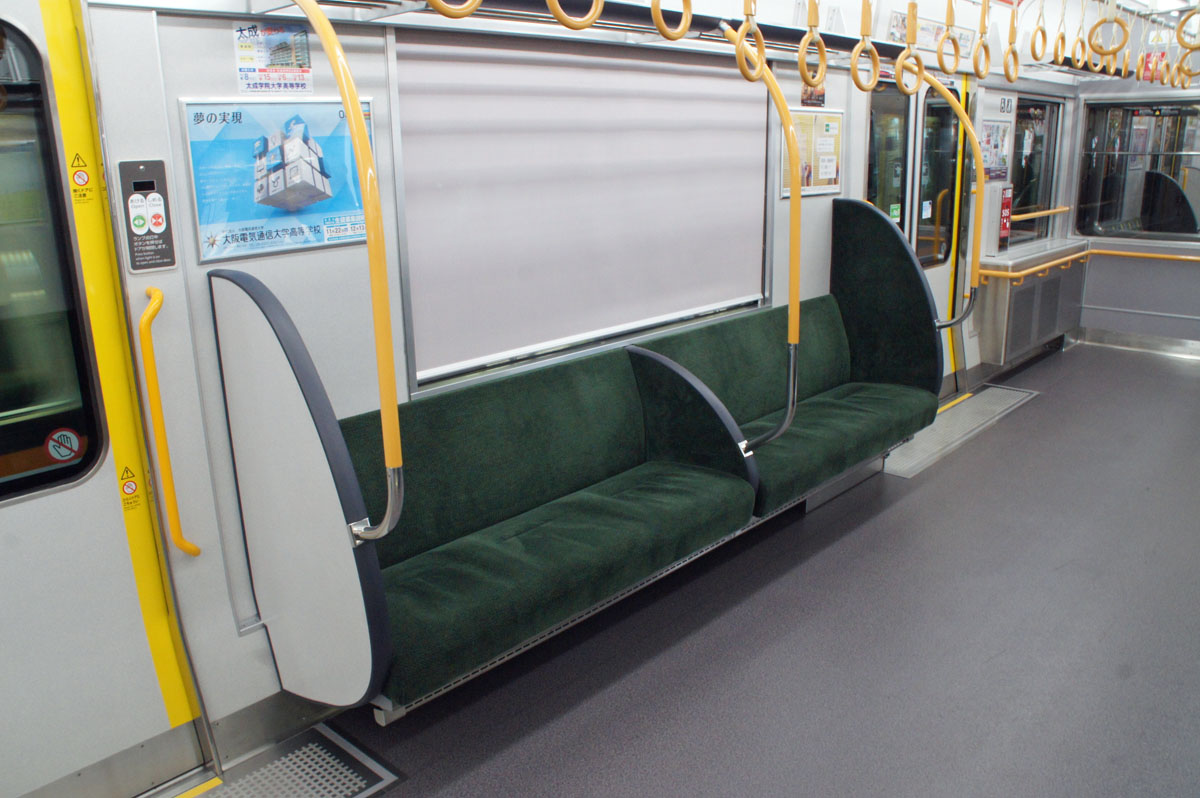
座席
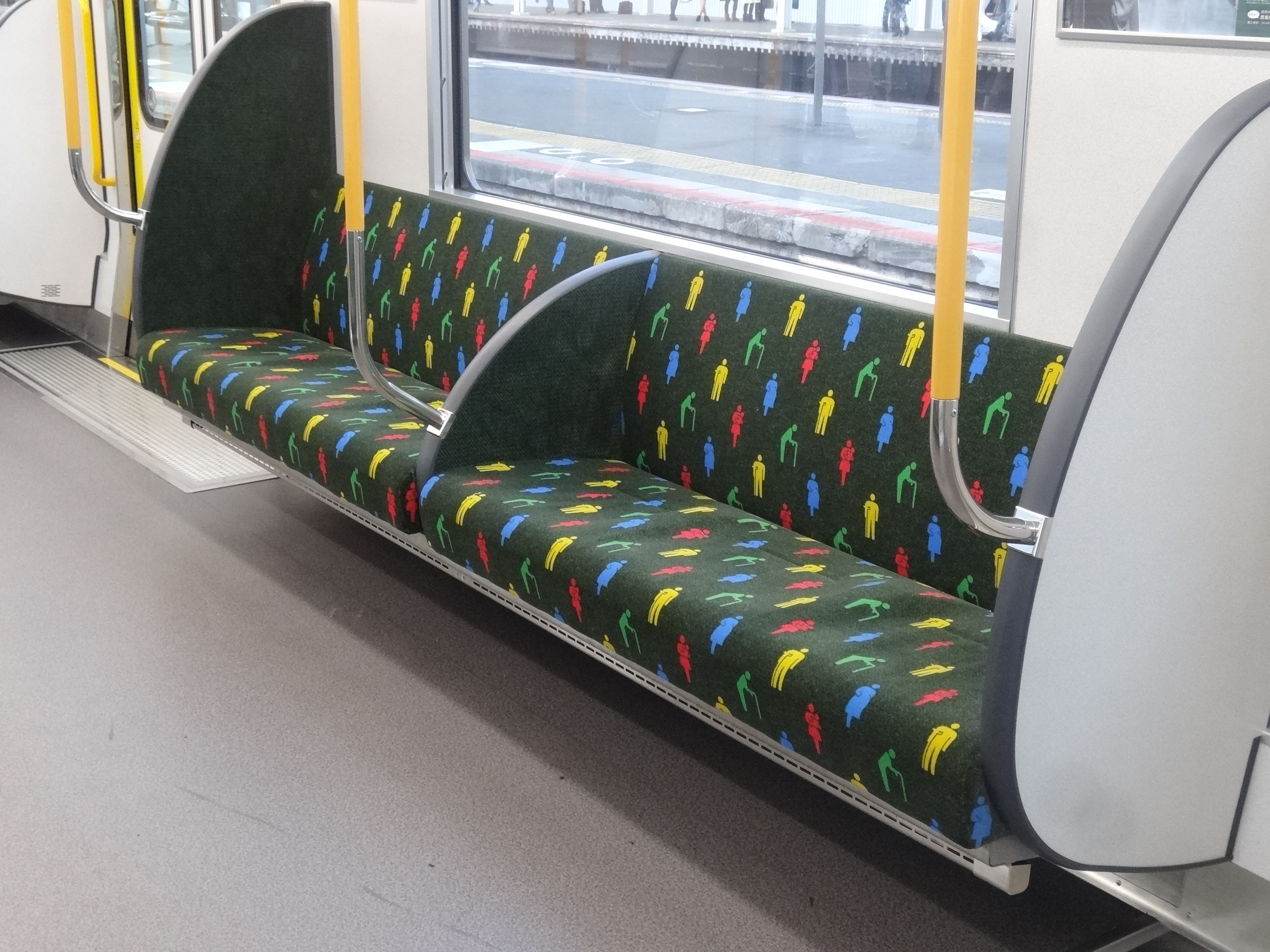
優先座席
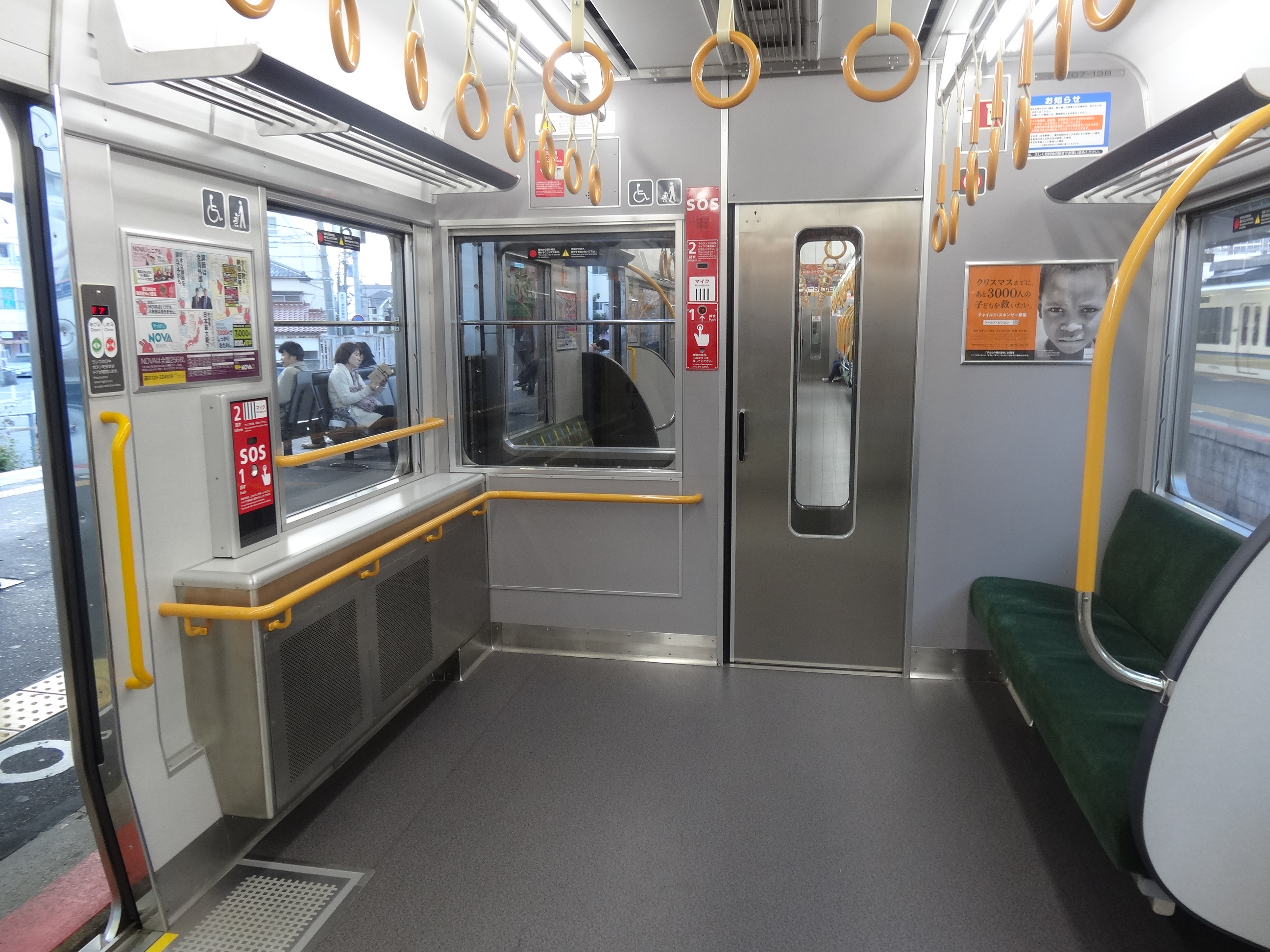
車いすスペース
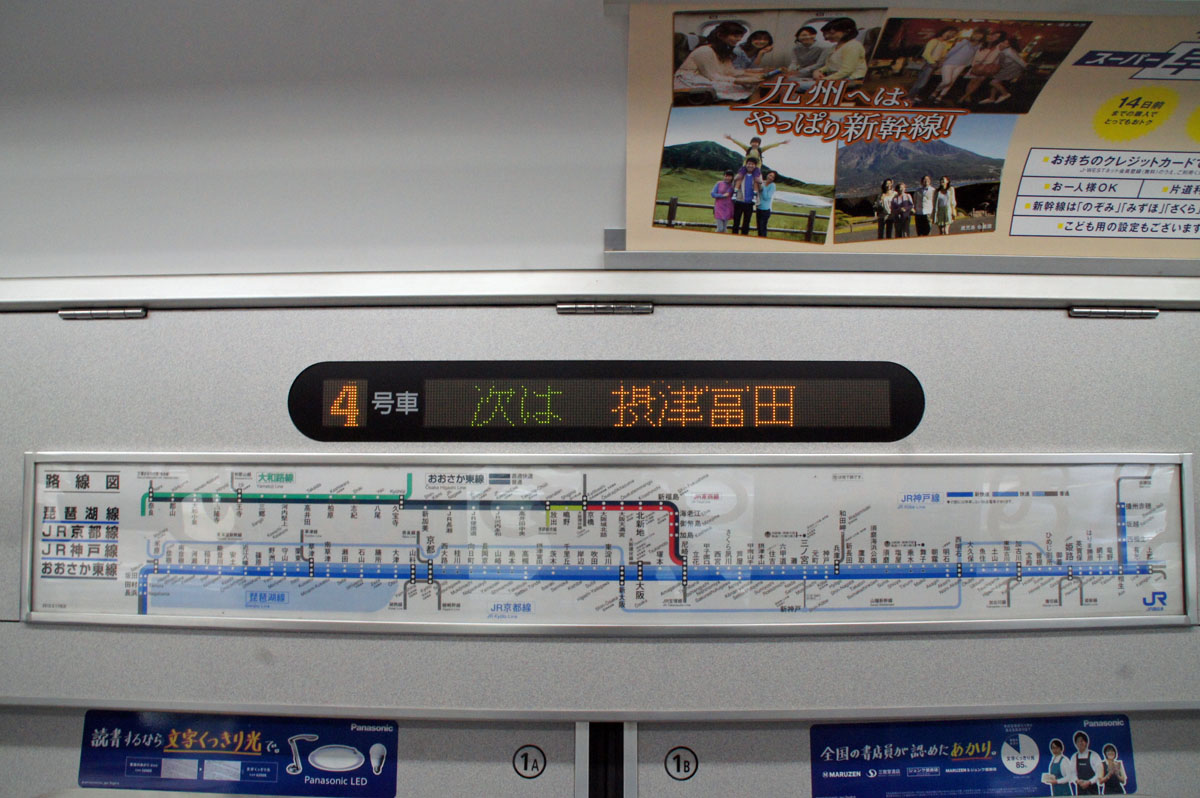
車内案内表示装置
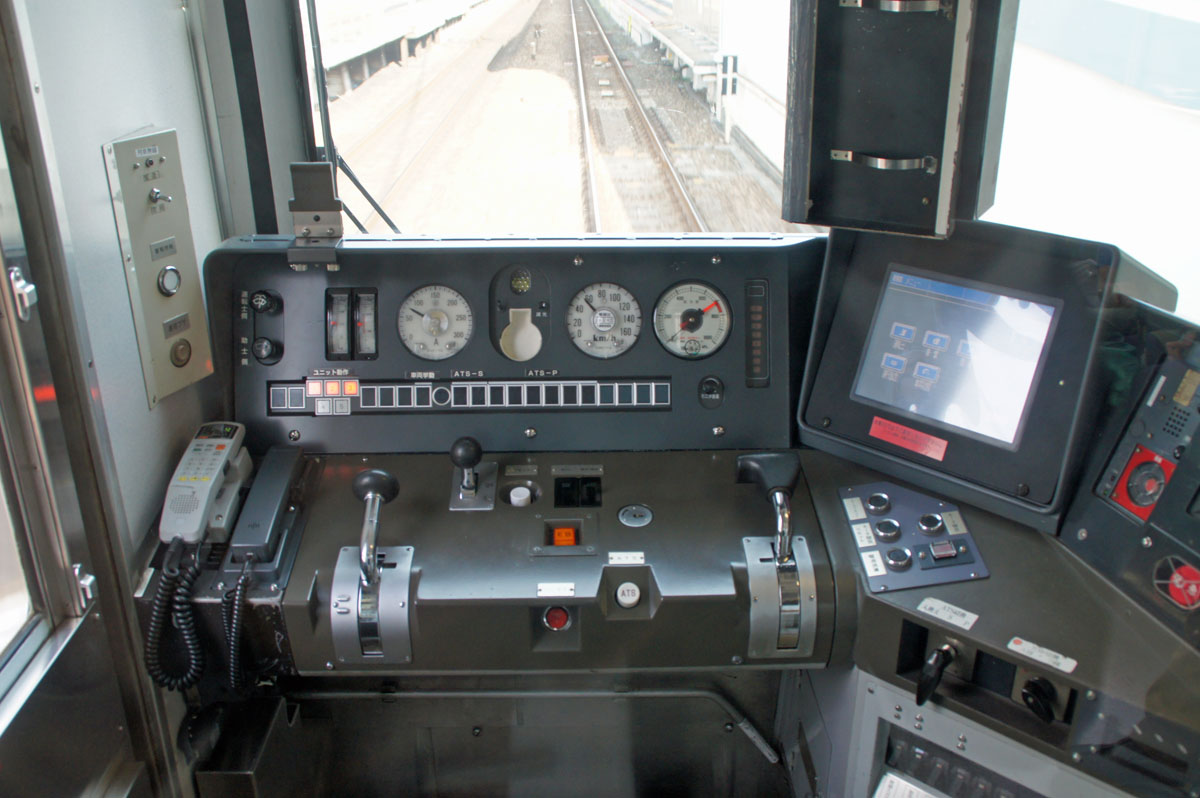
運転台
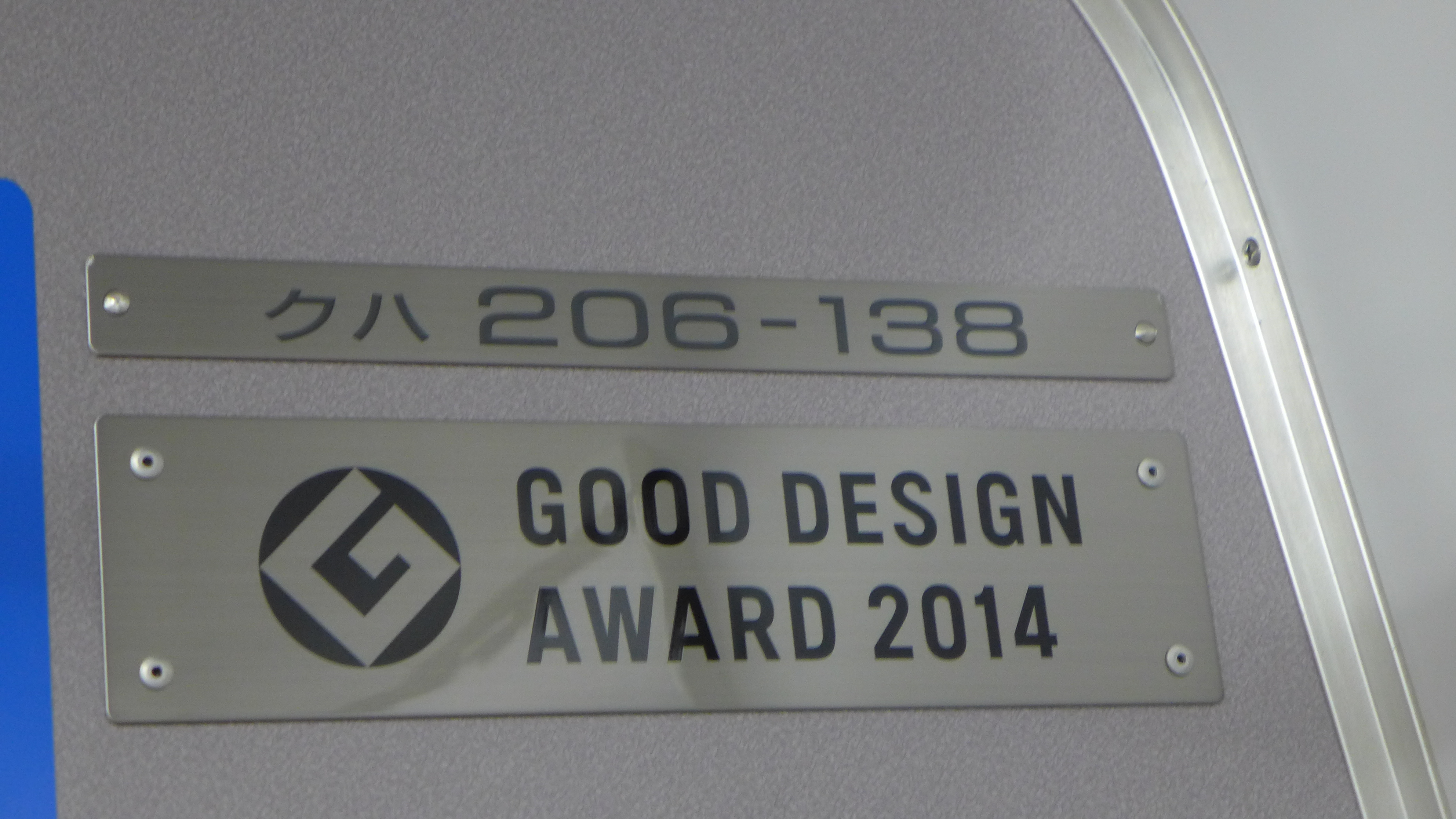
ナンバープレート下にグッドデザイン賞受賞ロゴ

## 本系列を用いた試験

### 転落防止カバー試験
2010年（平成22年）12月17日にJR神戸線舞子駅で旅客が列車の先頭車同士の連結部から転落し、列車に轢かれ死亡する事故が発生した。この事故の対策で、一部の車種や他社線に乗り入れる列車をのぞき本系列を含めた全車種で、先頭車同士を連結した部分の前照灯を終日点灯させる取り組みを2011年（平成23年）5月1日から始めたが、ハード面での対策として207系1編成（3両+4両）の先頭車に転落防止カバーを取り付け、試行を行っている。転落防止カバーは前照灯の下に合計4か所取り付けられ、約半年間効果を検証するとしている。転落防止カバーの取り付けに合わせて音声警報装置も取り付けられた。なお転落防止カバーは、本採用されなかった。

### 試験品機器類の搭載
2014年（平成26年）より開始された体質改善工事を前に、同年1月からH9編成（モハ207-511）に試験品の制御装置と補助電源装置を搭載した。なお、2022年（令和4年）4月にH9編成が体質改善工事を受けたことで事実上終了している。

## 福知山線脱線事故による影響
2005年（平成17年）4月25日の午前9時18分頃、福知山線尼崎駅 - 塚口駅間で宝塚発同志社前行上り快速5418M（7両編成）が右カーブで7両中5両が脱線し、うち先頭2両が進行方向左側の線路沿いにあるマンション1階に激突、大破する事故が起きた。
事故当該編成は、Z16編成（4両）とS18編成（3両）である。2編成は、Z16編成を先頭に途中の京田辺駅まで併結して運転した後、京田辺駅でS18編成を切り離し、Z16編成のみの4両が同志社前駅まで向かう予定だった。Z16編成の同志社前方の2両は原形が全く残らないほどに大破した。3両目、4両目もすべての台車が脱線し、車体が歪むほどの衝撃を受けている。後方に連結されたS18編成も、半数以上の台車が脱線した。
|          | ← 同志社前・尼崎塚口・宝塚 → | ← 同志社前・尼崎塚口・宝塚 → | ← 同志社前・尼崎塚口・宝塚 → | ← 同志社前・尼崎塚口・宝塚 → | ← 同志社前・尼崎塚口・宝塚 → | ← 同志社前・尼崎塚口・宝塚 → | ← 同志社前・尼崎塚口・宝塚 → |
| -------- | ---------------------------- | ---------------------------- | ---------------------------- | ---------------------------- | ---------------------------- | ---------------------------- | ---------------------------- |
| 車両     | クハ207 -17                  | モハ207 -31                  | モハ206 -17                  | クハ206 -129                 | クモハ207 -1033              | サハ207 -1019                | クハ206 -1033                |
| 編成番号 | Z16編成                      | Z16編成                      | Z16編成                      | Z16編成                      | S18編成                      | S18編成                      | S18編成                      |

脱線した車両のうちZ16編成の4両については事故当日に車籍を抹消され、鉄道線復旧時に事故現場で解体された。S18編成は塚口駅へ人力回送された後、DD51形ディーゼル機関車の牽引で宮原総合運転所に搬入され、4両目が接触し前面が破損していたクモハ207-1033にはブルーシートが掛けられた。この3両は重要証拠として兵庫県警に押収され、県警の施設でZ16編成4両の台車などと共に保管された。
鉄道書籍によると、これら3両は警察の指示で返却または除籍許可が出るまでは車籍抹消ができないため車籍こそあるものの、車両が破損していること、事故の証拠として今後の裁判に使用される可能性があること、また事故を風化させない目的から、JR西日本では警察から返却され次第廃車とし、大阪府吹田市の社員研修センター敷地内の鉄道安全考動館に保存する予定としている。2011年（平成23年）2月2日に神戸地方検察庁は保管していた同編成を同年2月1日付でJR西日本に返還した。その後、2018年（平成30年）11月17日に事故の風化防止および社員教育への活用のため事故当該の7両を保存する意向を明らかにした。すでに解体されたZ16編成の4両に関しては、復元が困難だとして、部品ごとに2024年（令和6年）秋に社員研修センターに設置される専用設備（鉄道安全考動館とは別施設）に保存される予定である。
この7両が使用不能となったことにより森ノ宮電車区から103系が貸出され、さらに予備車確保のためにJR東日本から103系8両を購入し、代走車とした。その後は321系を予定より3編成21両多く投入して車両不足を補った。
2024年（令和6年）3月31日付でS18編成3両が除籍された。

## 運用
2025年（令和7年）4月1日現在、在籍する全車両470両が網干総合車両所明石支所に配置されている。2023年（令和5年）3月18日現在の定期運用は次の通りで、321系と共通運用されている。
- 琵琶湖線・JR京都線・JR神戸線（東海道・山陽本線、京阪神緩行線）：草津駅 - 加古川駅間
  - 日中は高槻駅 - 西明石駅間で運用され、京都乗り入れは日中を除く時間帯、西明石駅 - 加古川駅間および京都駅 - 草津駅間は平日朝ラッシュのみ運行している。
- JR宝塚線（福知山線）：尼崎駅 - 篠山口駅間
  - 日中は尼崎駅 - 篠山口駅間で運用される。宝塚駅以北に乗り入れる列車は日中は区間快速が主だが、過去には尼崎駅 - 新三田駅間で日中も各駅停車で運用されていた。基本的にJR京都線およびJR東西線・学研都市線と直通運転を行い、快速・普通として運転されている。大阪駅 - 篠山口駅間で運行される区間快速、快速は大阪駅 - 尼崎駅間で最高時速120km/hを出す。大阪駅発着の列車に充当されることもあり、その場合は上り1本を除いて列車線を走行するため、普通列車でも塚本駅を通過する。
- JR東西線：全線
- 学研都市線（片町線）：全線
  - JR神戸線・JR宝塚線と直通運転を行うほか、学研都市線内完結の運用もあり、普通・区間快速・快速として運転される。
- 和田岬線：全線
- 大和路線（関西本線）：奈良駅 - 木津駅間
  - 早朝・深夜のみ。2023年（令和5年）3月17日までは久宝寺駅 - 奈良駅間でも運用されていた（後述）。

和田岬線には103系の代走で運用されることがあったが、2023年（令和5年）3月19日からはT3編成の5-7号車と、T18編成の4-6号車を組成した6両固定編成のX1編成が103系を完全に置き換えて定期運用に充当されている。

### 過去の運用区間
- 2016年（平成28年）3月25日までは朝夕に湖西線の堅田駅・近江舞子駅までの運用が存在した。毎年12月に開催される「神戸ルミナリエ」の際や、その他のイベントが行われる際に臨時の新快速として運用されることがある。
- 2002年（平成14年）8月31日には赤穂線の相生駅 - 播州赤穂駅間でも臨時列車として運用されたことがある[注 12]。
- 新大阪駅 - 奈良駅間をおおさか東線・大和路線経由で運転の直通快速で運用時には120km/h運転を実施していた。なお、直通快速は2023年（令和5年）3月18日のダイヤ改正で吹田総合車両所奈良支所の221系8両編成に置き換えられる形で撤退した[45][46]。

## 廃車
2005年（平成17年）4月25日に発生したJR福知山線脱線事故の影響でZ16編成は事故当日に除籍され、現場で解体された。
2022年（令和4年）4月6日、量産先行車のF1編成が網干総合車両所明石支所から吹田総合車両所に回送され、同年4月7日付で廃車された。
2024年（令和6年）3月31日、JR福知山線脱線事故の当該車であるS18編成（後3両）が事故の重要証拠として兵庫県警に押収されていたが、JR西日本に返却後に除籍された。

## 編成
背景色が■黄緑の車両 (7両編成の5号車) は女性専用車両である。なお、学研都市線松井山手経由の区間快速・快速と、2023年（令和5年）3月17日以前のおおさか東線・大和路線王寺経由の直通快速では、奈良駅基準で編成の向きが反転していた。T3編成の5 - 7号車と、T18編成の4 - 6号車を合わせて6両固定編成のX1編成となり2023年（令和5年）3月19日から和田岬線で運用されている。
| 番台     | 編成番号           | ← 草津・木津・奈良（学研都市線経由）加古川・篠山口 → | ← 草津・木津・奈良（学研都市線経由）加古川・篠山口 → | ← 草津・木津・奈良（学研都市線経由）加古川・篠山口 → | ← 草津・木津・奈良（学研都市線経由）加古川・篠山口 → | ← 草津・木津・奈良（学研都市線経由）加古川・篠山口 → | ← 草津・木津・奈良（学研都市線経由）加古川・篠山口 → |
| -------- | ------------------ | ---------------------------------------------------- | ---------------------------------------------------- | ---------------------------------------------------- | ---------------------------------------------------- | ---------------------------------------------------- | ---------------------------------------------------- |
| 0番台    | Z1 - Z15           | クハ207 -#0 (Tc)                                     | モハ207 -#0 (M1)                                     | モハ206 -#0 (M2)                                     | クハ206 -#100 (T'c)                                  |                                                      |                                                      |
| 0番台    | Z17 - Z23          | クハ207 -#100 (Tc)                                   | モハ207 -#0 (M1)                                     | モハ206 -#0 (M2)                                     | クハ206 -#100 (T'c)                                  |                                                      |                                                      |
| 0番台    | H1 - H16           | クハ207 -#100 (Tc)                                   | モハ207 -#500 (M1)                                   | モハ207 -#1500 (M2)                                  | クハ206 -#100 (T'c)                                  |                                                      |                                                      |
| 1000番台 | T1・T2 T4 - T14    | クモハ207 -#1000 (Mc)                                | サハ207 -#1100 (T1)                                  | モハ207 -#1000 (M)                                   | クハ206 -#1000 (T'c)                                 |                                                      |                                                      |
| 1000番台 | T15 - T17 T19      | クモハ207 -#1000 (Mc)                                | サハ207 -#1000 (T)                                   | モハ207 -#1000 (M)                                   | クハ206 -#1000 (T'c)                                 |                                                      |                                                      |
| 1000番台 | S1 - S17 S19 - S55 | クモハ207 -#1000 (Mc)                                | サハ207 -#1000 (T)                                   | クハ206 -#1000 (T'c)                                 |                                                      |                                                      |                                                      |
| 1000番台 | X1                 | クモハ207 -1003 (Mc)                                 | サハ207 -1103 (T)                                    | モハ207 -1006 (M)                                    | サハ207 -1027 (T)                                    | モハ207 -1032 (M)                                    | クハ206 -1041 (T'c)                                  |
| 1000番台 | Y1                 | クモハ207 -1041 (Mc)                                 | クハ206 -1003 (T'c)                                  |                                                      |                                                      |                                                      |                                                      |
| 2000番台 | T20 - T30          | クモハ207 -#2000 (Mc)                                | サハ207 -#2000 (T)                                   | モハ207 -#2000 (M)                                   | クハ206 -#2000 (T'c)                                 |                                                      |                                                      |
| 2000番台 | S56 - S67          | クモハ207 -#2000 (Mc)                                | サハ207 -#2000 (T)                                   | クハ206 -#2000 (T'c)                                 |                                                      |                                                      |                                                      |

### 編成表
2025年（令和7年）4月1日現在
| ← 草津・木津加古川・篠山口 → | ← 草津・木津加古川・篠山口 → | ← 草津・木津加古川・篠山口 → | ← 草津・木津加古川・篠山口 → | ← 草津・木津加古川・篠山口 → | ← 草津・木津加古川・篠山口 → | ← 草津・木津加古川・篠山口 → | ← 草津・木津加古川・篠山口 → | ← 草津・木津加古川・篠山口 → | ← 草津・木津加古川・篠山口 → | ← 草津・木津加古川・篠山口 → |
| ---------------------------- | ---------------------------- | ---------------------------- | ---------------------------- | ---------------------------- | ---------------------------- | ---------------------------- | ---------------------------- | ---------------------------- | ---------------------------- | ---------------------------- |
| 編成番号                     | クハ 207                     | モハ 207                     | モハ 206                     | サハ 207                     | サハ 207                     | モハ 207                     | クハ 206                     | 体質改善工事                 | 廃車                         | 備考                         |
| F1                           | 1                            | 1                            | 1                            | 1                            | 2                            | 2                            | 1                            |                              | 2022/04/07                   | 量産先行車                   |
| 編成番号                     | クハ 207                     | モハ 207                     | モハ 206                     | クハ 206                     |                              |                              |                              | 体質改善工事                 | 廃車                         | 備考                         |
| Z1                           | 2                            | 16                           | 2                            | 114                          |                              |                              |                              | 2017/02/13                   |                              |                              |
| Z2                           | 3                            | 17                           | 3                            | 115                          | 2016/09/02                   |                              |                              |                              |                              |                              |
| Z3                           | 4                            | 18                           | 4                            | 116                          | 2017/06/01                   |                              |                              |                              |                              |                              |
| Z4                           | 5                            | 19                           | 5                            | 117                          | 2021/08/18                   |                              |                              |                              |                              |                              |
| Z5                           | 6                            | 20                           | 6                            | 118                          | 2017/03/31                   |                              |                              |                              |                              |                              |
| Z6                           | 7                            | 21                           | 7                            | 119                          | 2020/11/28                   |                              |                              |                              |                              |                              |
| Z7                           | 8                            | 22                           | 8                            | 120                          | 2022/01/19                   |                              |                              |                              |                              |                              |
| Z8                           | 9                            | 23                           | 9                            | 121                          | 2015/03/25                   |                              |                              |                              |                              |                              |
| Z9                           | 10                           | 24                           | 10                           | 122                          | 2015/10/23                   |                              |                              |                              |                              |                              |
| Z10                          | 11                           | 25                           | 11                           | 123                          | 2017/01/24                   |                              |                              |                              |                              |                              |
| Z11                          | 12                           | 26                           | 12                           | 124                          | 2016/11/09                   |                              |                              |                              |                              |                              |
| Z12                          | 13                           | 27                           | 13                           | 125                          | 2015/05/29                   |                              |                              |                              |                              |                              |
| Z13                          | 14                           | 28                           | 14                           | 126                          | 2015/08/26                   |                              |                              |                              |                              |                              |
| Z14                          | 15                           | 29                           | 15                           | 127                          | 2019/09/19                   |                              |                              |                              |                              |                              |
| Z15                          | 16                           | 30                           | 16                           | 128                          | 2019/04/04                   |                              |                              |                              |                              |                              |
| Z16                          | 17                           | 31                           | 17                           | 129                          |                              | 2005/04/25                   | 福知山線脱線事故当該編成     |                              |                              |                              |
| Z17                          | 133                          | 35                           | 18                           | 133                          | 2017/06/19                   |                              |                              |                              |                              |                              |
| Z18                          | 134                          | 36                           | 19                           | 134                          | 2018/04/02                   |                              |                              |                              |                              |                              |
| Z19                          | 135                          | 37                           | 20                           | 135                          | 2018/06/20                   |                              |                              |                              |                              |                              |
| Z20                          | 136                          | 38                           | 21                           | 136                          | 2022/12/26                   |                              |                              |                              |                              |                              |
| Z21                          | 137                          | 39                           | 22                           | 137                          | 2021/03/03                   |                              |                              |                              |                              |                              |
| Z22                          | 138                          | 40                           | 23                           | 138                          | 2014/09/29                   |                              |                              |                              |                              |                              |
| Z23                          | 139                          | 41                           | 24                           | 139                          | 2014/12/18                   |                              |                              |                              |                              |                              |
| 編成番号                     | クハ 207                     | モハ 207                     | モハ 207                     | クハ 206                     |                              |                              |                              | 体質改善工事                 | 廃車                         | 備考                         |
| H1                           | 101                          | 503                          | 1534                         | 101                          |                              |                              |                              | 2019/12/16                   |                              | モハ207-1534は新造           |
| H2                           | 102                          | 504                          | 1505                         | 102                          |                              |                              |                              |                              |                              |                              |
| H3                           | 103                          | 505                          | 1523                         | 103                          |                              |                              |                              |                              |                              |                              |
| H4                           | 104                          | 506                          | 1501                         | 104                          | 2021/07/13                   |                              |                              |                              |                              |                              |
| H5                           | 105                          | 507                          | 1513                         | 105                          | 2017/10/13                   |                              |                              |                              |                              |                              |
| H6                           | 106                          | 508                          | 1507                         | 106                          | 2023/03/27                   |                              |                              |                              |                              |                              |
| H7                           | 107                          | 509                          | 1535                         | 107                          |                              |                              | モハ207-1535は新造           |                              |                              |                              |
| H8                           | 108                          | 510                          | 1517                         | 108                          |                              |                              |                              |                              |                              |                              |
| H9                           | 109                          | 511                          | 1503                         | 109                          | 2022/04/28                   |                              |                              |                              |                              |                              |
| H10                          | 110                          | 512                          | 1527                         | 110                          | 2024/12/03                   |                              |                              |                              |                              |                              |
| H11                          | 111                          | 513                          | 1515                         | 111                          | 2022/06/04                   |                              |                              |                              |                              |                              |
| H12                          | 112                          | 514                          | 1525                         | 112                          | 2022/09/09                   |                              |                              |                              |                              |                              |
| H13                          | 113                          | 515                          | 1521                         | 113                          |                              |                              |                              |                              |                              |                              |
| H14                          | 130                          | 532                          | 1511                         | 130                          |                              |                              |                              |                              |                              |                              |
| H15                          | 131                          | 533                          | 1509                         | 131                          | 2019/04/18                   |                              |                              |                              |                              |                              |
| H16                          | 132                          | 534                          | 1519                         | 132                          | 2019/07/03                   |                              |                              |                              |                              |                              |

| ← 草津・木津加古川・篠山口 → ← 兵庫和田岬 → | ← 草津・木津加古川・篠山口 → ← 兵庫和田岬 → | ← 草津・木津加古川・篠山口 → ← 兵庫和田岬 → | ← 草津・木津加古川・篠山口 → ← 兵庫和田岬 → | ← 草津・木津加古川・篠山口 → ← 兵庫和田岬 → | ← 草津・木津加古川・篠山口 → ← 兵庫和田岬 → | ← 草津・木津加古川・篠山口 → ← 兵庫和田岬 → | ← 草津・木津加古川・篠山口 → ← 兵庫和田岬 → | ← 草津・木津加古川・篠山口 → ← 兵庫和田岬 → | ← 草津・木津加古川・篠山口 → ← 兵庫和田岬 → |
| ------------------------------------------- | ------------------------------------------- | ------------------------------------------- | ------------------------------------------- | ------------------------------------------- | ------------------------------------------- | ------------------------------------------- | ------------------------------------------- | ------------------------------------------- | ------------------------------------------- |
| 編成番号                                    | クモハ 207                                  | サハ 207                                    | モハ 207                                    | サハ 207                                    | モハ 207                                    | クハ 206                                    | 体質改善工事                                | 廃車                                        | 備考                                        |
| X1                                          | 1003                                        | 1103                                        | 1006                                        | 1027                                        | 1032                                        | 1041                                        |                                             |                                             | 元T3+T18 （2022/12/21組み替え）             |
| 編成番号                                    | クモハ 207                                  | サハ 207                                    | モハ 207                                    | クハ 206                                    |                                             |                                             | 体質改善工事                                | 廃車                                        | 備考                                        |
| T1                                          | 1001                                        | 1101                                        | 1002                                        | 1001                                        |                                             |                                             | 2018/01/13                                  |                                             |                                             |
| T2                                          | 1002                                        | 1102                                        | 1004                                        | 1002                                        | 2023/05/16                                  |                                             |                                             |                                             |                                             |
| T4                                          | 1004                                        | 1104                                        | 1008                                        | 1004                                        | 2020/04/03                                  |                                             |                                             |                                             |                                             |
| T5                                          | 1005                                        | 1105                                        | 1010                                        | 1005                                        | 2016/05/10                                  |                                             |                                             |                                             |                                             |
| T6                                          | 1006                                        | 1106                                        | 1012                                        | 1006                                        | 2018/10/04                                  |                                             |                                             |                                             |                                             |
| T7                                          | 1007                                        | 1107                                        | 1014                                        | 1007                                        |                                             |                                             |                                             |                                             |                                             |
| T8                                          | 1008                                        | 1108                                        | 1016                                        | 1008                                        | 2018/06/13                                  |                                             |                                             |                                             |                                             |
| T9                                          | 1009                                        | 1109                                        | 1018                                        | 1009                                        | 2018/03/28                                  |                                             |                                             |                                             |                                             |
| T10                                         | 1010                                        | 1110                                        | 1020                                        | 1010                                        |                                             |                                             |                                             |                                             |                                             |
| T11                                         | 1011                                        | 1111                                        | 1022                                        | 1011                                        | 2018/12/11                                  |                                             |                                             |                                             |                                             |
| T12                                         | 1012                                        | 1112                                        | 1024                                        | 1012                                        | 2018/09/10                                  |                                             |                                             |                                             |                                             |
| T13                                         | 1013                                        | 1113                                        | 1026                                        | 1013                                        |                                             |                                             |                                             |                                             |                                             |
| T14                                         | 1014                                        | 1114                                        | 1028                                        | 1014                                        |                                             |                                             |                                             |                                             |                                             |
| T15                                         | 1029                                        | 1015                                        | 1029                                        | 1029                                        | 2022/12/14                                  |                                             |                                             |                                             |                                             |
| T16                                         | 1035                                        | 1021                                        | 1030                                        | 1035                                        |                                             |                                             |                                             |                                             |                                             |
| T17                                         | 1037                                        | 1023                                        | 1031                                        | 1037                                        |                                             |                                             |                                             |                                             |                                             |
| T19                                         | 1042                                        | 1028                                        | 1033                                        | 1042                                        | 2020/09/05                                  |                                             |                                             |                                             |                                             |
| 編成番号                                    | クモハ 207                                  | サハ 207                                    | クハ 206                                    |                                             |                                             |                                             | 体質改善工事                                | 廃車                                        | 備考                                        |
| S1                                          | 1015                                        | 1009                                        | 1015                                        |                                             |                                             |                                             | 2020/05/02                                  |                                             |                                             |
| S2                                          | 1016                                        | 1010                                        | 1016                                        | 2017/11/11                                  |                                             |                                             |                                             |                                             |                                             |
| S3                                          | 1017                                        | 1005                                        | 1017                                        | 2018/06/20                                  |                                             |                                             |                                             |                                             |                                             |
| S4                                          | 1018                                        | 1013                                        | 1018                                        | 2017/08/29                                  |                                             |                                             |                                             |                                             |                                             |
| S5                                          | 1019                                        | 1011                                        | 1019                                        | 2018/05/01                                  |                                             |                                             |                                             |                                             |                                             |
| S6                                          | 1020                                        | 1004                                        | 1020                                        | 2019/08/01                                  |                                             |                                             |                                             |                                             |                                             |
| S7                                          | 1021                                        | 1007                                        | 1021                                        |                                             |                                             |                                             |                                             |                                             |                                             |
| S8                                          | 1022                                        | 1014                                        | 1022                                        | 2021/03/18                                  |                                             |                                             |                                             |                                             |                                             |
| S9                                          | 1023                                        | 1006                                        | 1023                                        | 2017/10/31                                  |                                             |                                             |                                             |                                             |                                             |
| S10                                         | 1024                                        | 1012                                        | 1024                                        | 2018/03/01                                  |                                             |                                             |                                             |                                             |                                             |
| S11                                         | 1025                                        | 1002                                        | 1025                                        | 2018/02/09                                  |                                             |                                             |                                             |                                             |                                             |
| S12                                         | 1026                                        | 1001                                        | 1026                                        | 2021/01/13                                  |                                             |                                             |                                             |                                             |                                             |
| S13                                         | 1027                                        | 1003                                        | 1027                                        | 2020/01/29                                  |                                             |                                             |                                             |                                             |                                             |
| S14                                         | 1028                                        | 1008                                        | 1028                                        | 2019/10/29                                  |                                             |                                             |                                             |                                             |                                             |
| S15                                         | 1030                                        | 1016                                        | 1030                                        | 2022/04/06                                  |                                             |                                             |                                             |                                             |                                             |
| S16                                         | 1031                                        | 1017                                        | 1031                                        | 2021/12/28                                  |                                             |                                             |                                             |                                             |                                             |
| S17                                         | 1032                                        | 1018                                        | 1032                                        | 2018/11/14                                  |                                             |                                             |                                             |                                             |                                             |
| S18                                         | 1033                                        | 1019                                        | 1033                                        |                                             | 2024/03/31                                  | 福知山線脱線事故当該編成                    |                                             |                                             |                                             |
| S19                                         | 1034                                        | 1020                                        | 1034                                        | 2022/07/14                                  |                                             |                                             |                                             |                                             |                                             |
| S20                                         | 1036                                        | 1022                                        | 1036                                        | 2018/07/20                                  |                                             |                                             |                                             |                                             |                                             |
| S21                                         | 1038                                        | 1024                                        | 1038                                        |                                             |                                             |                                             |                                             |                                             |                                             |
| S22                                         | 1039                                        | 1025                                        | 1039                                        | 2016/02/01                                  |                                             |                                             |                                             |                                             |                                             |
| S23                                         | 1040                                        | 1026                                        | 1040                                        | 2019/01/24                                  |                                             |                                             |                                             |                                             |                                             |
| S24                                         | 1043                                        | 1029                                        | 1043                                        | 2016/07/04                                  |                                             |                                             |                                             |                                             |                                             |
| S25                                         | 1044                                        | 1030                                        | 1044                                        | 2022/10/19                                  |                                             |                                             |                                             |                                             |                                             |
| S26                                         | 1045                                        | 1031                                        | 1045                                        | 2018/12/27                                  |                                             |                                             |                                             |                                             |                                             |
| S27                                         | 1046                                        | 1032                                        | 1046                                        |                                             |                                             |                                             |                                             |                                             |                                             |
| S28                                         | 1047                                        | 1033                                        | 1047                                        | 2019/05/09                                  |                                             |                                             |                                             |                                             |                                             |
| S29                                         | 1048                                        | 1034                                        | 1048                                        |                                             |                                             |                                             |                                             |                                             |                                             |
| S30                                         | 1049                                        | 1035                                        | 1049                                        | 2025/01/22                                  |                                             |                                             |                                             |                                             |                                             |
| S31                                         | 1050                                        | 1036                                        | 1050                                        | 2020/06/15                                  |                                             |                                             |                                             |                                             |                                             |
| S32                                         | 1051                                        | 1037                                        | 1051                                        | 2016/10/18                                  |                                             |                                             |                                             |                                             |                                             |
| S33                                         | 1052                                        | 1038                                        | 1052                                        |                                             |                                             |                                             |                                             |                                             |                                             |
| S34                                         | 1053                                        | 1039                                        | 1053                                        |                                             |                                             |                                             |                                             |                                             |                                             |
| S35                                         | 1054                                        | 1040                                        | 1054                                        |                                             |                                             |                                             |                                             |                                             |                                             |
| S36                                         | 1055                                        | 1041                                        | 1055                                        | 2017/05/13                                  |                                             |                                             |                                             |                                             |                                             |
| S37                                         | 1056                                        | 1042                                        | 1056                                        | 2016/12/12                                  |                                             |                                             |                                             |                                             |                                             |
| S38                                         | 1057                                        | 1043                                        | 1057                                        | 2016/07/19                                  |                                             |                                             |                                             |                                             |                                             |
| S39                                         | 1058                                        | 1044                                        | 1058                                        | 2020/07/13                                  |                                             |                                             |                                             |                                             |                                             |
| S40                                         | 1059                                        | 1045                                        | 1059                                        | 2016/10/05                                  |                                             |                                             |                                             |                                             |                                             |
| S41                                         | 1060                                        | 1046                                        | 1060                                        | 2017/02/21                                  |                                             |                                             |                                             |                                             |                                             |
| S42                                         | 1061                                        | 1047                                        | 1061                                        | 2020/10/12                                  |                                             |                                             |                                             |                                             |                                             |
| S43                                         | 1062                                        | 1048                                        | 1062                                        | 2021/10/01                                  |                                             |                                             |                                             |                                             |                                             |
| S44                                         | 1063                                        | 1049                                        | 1063                                        | 2021/04/05                                  |                                             |                                             |                                             |                                             |                                             |
| S45                                         | 1064                                        | 1050                                        | 1064                                        |                                             |                                             |                                             |                                             |                                             |                                             |
| S46                                         | 1065                                        | 1051                                        | 1065                                        |                                             |                                             |                                             |                                             |                                             |                                             |
| S47                                         | 1066                                        | 1052                                        | 1066                                        |                                             |                                             |                                             |                                             |                                             |                                             |
| S48                                         | 1067                                        | 1053                                        | 1067                                        |                                             |                                             |                                             |                                             |                                             |                                             |
| S49                                         | 1068                                        | 1054                                        | 1068                                        |                                             |                                             |                                             |                                             |                                             |                                             |
| S50                                         | 1069                                        | 1055                                        | 1069                                        |                                             |                                             |                                             |                                             |                                             |                                             |
| S51                                         | 1070                                        | 1056                                        | 1070                                        |                                             |                                             |                                             |                                             |                                             |                                             |
| S52                                         | 1071                                        | 1057                                        | 1071                                        | 2023/03/22                                  |                                             |                                             |                                             |                                             |                                             |
| S53                                         | 1072                                        | 1058                                        | 1072                                        |                                             |                                             |                                             |                                             |                                             |                                             |
| S54                                         | 1073                                        | 1059                                        | 1073                                        |                                             |                                             |                                             |                                             |                                             |                                             |
| S55                                         | 1074                                        | 1060                                        | 1074                                        |                                             |                                             |                                             |                                             |                                             |                                             |
| 編成番号                                    | クモハ 207                                  | クハ 206                                    |                                             |                                             |                                             |                                             | 体質改善工事                                | 廃車                                        | 備考                                        |
| Y1                                          | 1041                                        | 1003                                        |                                             |                                             |                                             |                                             |                                             |                                             | 元T3+T18 （2022/12/21組み替え）             |

| ← 草津・木津加古川・篠山口 → | ← 草津・木津加古川・篠山口 → | ← 草津・木津加古川・篠山口 → | ← 草津・木津加古川・篠山口 → | ← 草津・木津加古川・篠山口 → | ← 草津・木津加古川・篠山口 → | ← 草津・木津加古川・篠山口 → | ← 草津・木津加古川・篠山口 → |
| ---------------------------- | ---------------------------- | ---------------------------- | ---------------------------- | ---------------------------- | ---------------------------- | ---------------------------- | ---------------------------- |
| 編成番号                     | クモハ 207                   | サハ 207                     | モハ 207                     | クハ 206                     | 体質改善工事                 | 廃車                         | 備考                         |
| T20                          | 2001                         | 2001                         | 2001                         | 2001                         |                              |                              |                              |
| T21                          | 2002                         | 2002                         | 2002                         | 2002                         |                              |                              |                              |
| T22                          | 2003                         | 2003                         | 2003                         | 2003                         |                              |                              |                              |
| T23                          | 2008                         | 2008                         | 2004                         | 2008                         |                              |                              |                              |
| T24                          | 2010                         | 2010                         | 2005                         | 2010                         |                              |                              |                              |
| T25                          | 2012                         | 2012                         | 2006                         | 2012                         |                              |                              |                              |
| T26                          | 2014                         | 2014                         | 2007                         | 2014                         |                              |                              |                              |
| T27                          | 2016                         | 2016                         | 2008                         | 2016                         |                              |                              |                              |
| T28                          | 2018                         | 2018                         | 2009                         | 2018                         |                              |                              |                              |
| T29                          | 2020                         | 2020                         | 2010                         | 2020                         |                              |                              |                              |
| T30                          | 2022                         | 2022                         | 2011                         | 2022                         |                              |                              |                              |
| 編成番号                     | クモハ 207                   | サハ 207                     | クハ 206                     |                              | 体質改善工事                 | 廃車                         | 備考                         |
| S56                          | 2004                         | 2004                         | 2004                         |                              |                              |                              |                              |
| S57                          | 2005                         | 2005                         | 2005                         |                              |                              |                              |                              |
| S58                          | 2006                         | 2006                         | 2006                         |                              |                              |                              |                              |
| S59                          | 2007                         | 2007                         | 2007                         |                              |                              |                              |                              |
| S60                          | 2009                         | 2009                         | 2009                         |                              |                              |                              |                              |
| S61                          | 2011                         | 2011                         | 2011                         |                              |                              |                              |                              |
| S62                          | 2013                         | 2013                         | 2013                         |                              |                              |                              |                              |
| S63                          | 2015                         | 2015                         | 2015                         |                              |                              |                              |                              |
| S64                          | 2017                         | 2017                         | 2017                         |                              |                              |                              |                              |
| S65                          | 2019                         | 2019                         | 2019                         |                              |                              |                              |                              |
| S66                          | 2021                         | 2021                         | 2021                         |                              |                              |                              |                              |
| S67                          | 2023                         | 2023                         | 2023                         |                              |                              |                              |                              |

### 組成の変遷
| クハ207 -#0 | モハ207 -#0 | モハ206 -#0 | サハ207 -#0 | サハ207 -#0 | モハ207 -#0 | クハ206 -#0 |

| クハ207 -#0 | モハ207 -#0 | モハ206 -#0 | クハ206 -#100 |

| クハ207 -#100 | モハ207 -#0 | クハ206 -#100 |

| クハ207 -#100 | モハ207 -#0 | モハ206 -#0 | クハ206 -#100 |

| クモハ207 -#1000 | クハ206 -#1000 |

| クモハ207 -#1000 | サハ207 -#1000 | モハ207 -#1000 | サハ207 -#1100 | モハ207 -#1000 | クハ206 -#1000 |

| クモハ207 -#1000 | サハ207 -#1000 | クハ206 -#1000 |

| クモハ207 -#1000 | サハ207 -#1000 (#1100) | モハ207 -#1000 | クハ206 -#1000 |

| クハ207 -#0 | モハ207 -#0 | モハ206 -#0 | クハ206 -#0 |

| クハ207 -#0 | モハ207 -#500 | モハ207 -#1500 | クハ206 -#100 |

## 国鉄→JR東日本の207系との関係
日本国有鉄道（国鉄）が導入し、民営化後の東日本旅客鉄道（JR東日本）で2009年（平成21年）まで運用された同名の207系は、前面中央部に非常用貫通扉を持つ4ドアのVVVFインバータ制御車であることを除き設計が大きく異なるものの、『鉄道ファン』や『鉄道ゼミナール』等の鉄道趣味媒体では同形式として扱われている。これは、国鉄時代の形式を継承しつつも民営化後にJR西日本が別設計で導入した183系や211系、415系と同様であった。
なお、JR西日本の207系には900番台が存在しないため、車両番号の重複は発生していない。